# Liste der Baudenkmäler in Sommerhausen
Auf dieser Seite sind die Baudenkmäler in dem unterfränkischen Markt Sommerhausen zusammengestellt. Diese Tabelle ist eine Teilliste der Liste der Baudenkmäler in Bayern. Grundlage ist die Bayerische Denkmalliste, die auf Basis des Bayerischen Denkmalschutzgesetzes vom 1. Oktober 1973 erstmals erstellt wurde und seither durch das Bayerische Landesamt für Denkmalpflege geführt wird. Die folgenden Angaben ersetzen nicht die rechtsverbindliche Auskunft der Denkmalschutzbehörde.

## Ensembles

### Ensemble Ortskerne Sommerhausen und Winterhausen
Das Ensemble (Lage)  umfasst zwei am Main einander gegenüberliegende ummauerte Kirchdörfer, die bereits seit dem frühen Mittelalter zusammengehören und ursprünglich den gemeinsamen Namen Ahusen trugen. Aus Reichsgut gelangten sie nach mehrfachem Besitzerwechsel in der ersten Hälfte des 15. Jahrhunderts an die Schenken von Limpurg in deren bzw. ihren Rechtsnachfolgern, der Grafen Rechteren-Limpurg-Speckfeld Besitz die Herrschaft über die beiden Dörfer blieb, bis sie 1803 mit dem kuriosen Sommerhäuser Krieg an Bayern fiel und mediatisiert wurde. In ihrer baulichen Gestalt sind beide Dörfer aufeinander abgestimmt, wobei das Schwergewicht auf Sommerhausen liegt, das infolge seiner Südhänge über die besseren Weinlagen verfügt. Dort entwickelte sich das gräfliche Schloss, dessen bauliche Erscheinung im Wesentlichen dem 15./16. Jahrhundert angehört. Beide Orte besaßen bereits um 1300 je zwei Kirchen, davon je eine mit einer kleinen Befestigung einander gegenüberliegend am Main, Maria und Mauritius gewidmet, je eine weitere bergseitig der mainparallelen Hauptstraße, den Heiligen Bartholomäus und Nikolaus gewidmet. Beide mainseitigen Kirchen befinden sich an den Rändern der im 15. Jahrhundert entstehenden Ortsbefestigungen. Während aber in Sommerhausen die Kirche in die Ortsbefestigung eingegliedert wurde, blieb sie in Winterhausen außerhalb, wurde profaniert und ist heute Wohnhaus. Beide Dörfer haben die charakteristische Struktur der mittelalterlichen Mainorte: meist herrschaftliche Weingüter bergseitig der mainparallelen Hauptstraße, mit locker bebauten, großen Grundstücken und stattlichen Gebäuden im Erscheinungsbild des 16.–18. Jahrhunderts in ortsbeherrschender Lage. Flussseitig dagegen stehen, eng aneinandergerückt, in einem System schmaler Gässchen ackerbürgerliche Schiffer- und Fischeranwesen mit kleinteiligen Nebengebäuden, an der Hauptstraße größere Gasthöfe, Häcker- und Handwerkerhäuser und jeweils das Rathaus. Beide Rathäuser wurden um die Mitte oder in der zweiten Hälfte des 16. Jahrhunderts errichtet, das Winterhäuser wurde jedoch im 18. Jahrhundert völlig umgeformt. Beide Orte erhielten im 15./16. Jahrhundert Befestigungen mit Mauerring, Mauertürmen, Graben und je drei Toren. Diese Befestigung ist zwar in Sommerhausen besser erhalten, in Winterhausen aber auch klar erkennbar. Beide Orte verfügen über Mainverlandungen mit Gasthäusern beim Maintor, kleine Flusshäfen und Stationen für die Mainschifffahrt. Die Verbindung zwischen den Dörfern geschah durch eine Fähre für Lasten und einen kleinen, immer bereitstehenden Kahn für Personen. Erst 1897 wurde eine steinerne Brücke mit Zollhäuschen auf der Winterhauser Seite errichtet, die im Zweiten Weltkrieg wieder zerstört wurde und teilweise noch als Ruine steht. Wie bereits diese ältere Brücke dient auch die 1969/70 weiter flussabwärts errichtete neue Brücke vor allem auch dem Regionalverkehr zwischen Giebelstadt und Kitzingen. Sie begrenzt das Ensemble nach Nordwesten. Die bis auf unauffällige Regulierungsbauten an beiden Mainufern unberührte Ufersituation mit den flussparallelen ehemaligen Treidelwegen, den Maingasthäusern, und den weidenbewachsenen toten Mainarmen wurde durch die Umgehungsstraße auf der Sommerhauser Seite gestört, wodurch auch die Zusammengehörigkeit der beiden Orte eine schwere Beeinträchtigung erfuhr. Zum Ensemble gehört auch das Sommerhausen unmittelbar gegenüberliegende, weitgehend unbebaut gebliebene Landstück. Umgrenzung: (Sommerhäuser Seite) Neue Mainbrücke – Luftlinie zur Jahnstraße – Jahnstraße bis zur Abzweigung der Straße nach Erlach – Straße oberhalb des Friedhofs bis zur Ortsbefestigung am Blauen Turm – Ortsbefestigung vom Blauen Turm bis zum Ochsenfurter Tor – Platz vor dem Ochsenfurter Tor – Luftlinie zum Main – (Winterhäuser Seite) – Luftlinie bis zur Eisenbahnunterführung der Straße nach Goßmannsdorf – Verlauf der Eisenbahntrasse bis zur Unterführung der Fuchstadter Straße – Fuchstadter Straße bis zur Brückenauffahrt der neuen Mainbrücke. Aktennummer: E-6-79-187-3.

## Ortsbefestigung Sommerhausen
Die Ortsbefestigung besteht aus einem nahezu vollständig erhaltenen hochrechteckigen Mauerbering, der teilweise noch  bis zu sieben Meter aufragt. In der Nordwestecke umfasst sie in einem bastionsartigen Vorsprung die alte, jetzt im Ruinenzustand befindliche Marienkirche. Die Marktbefestigung weist insgesamt drei Tortürme auf, das Würzburger Tor im Norden (siehe Hauptstraße 1), das Maintor im Westen (siehe Ullrich-Gast-Weg 4) und das Ochsenfurter Tor im Süden (siehe Hauptstraße 46) und besitzt neben drei runden Schalentürmen bzw. Turmstümpfen weitere acht, teilweise hochaufragende Wehrtürme. Die Befestigungsmauer ist als Bruchsteinmauerwerk, die Türme als nach außen zugerichtetes Quadermauerwerk im späten 15. und ersten Drittel des 16. Jahrhunderts entstanden und ist mit „1531“ bezeichnet. Aktennummer D-6-79-187-2.
Beginnend im Nordwesten sind folgende Teil der Ortsbefestigung im Uhrzeigersinn erhalten:
- Alte Brückenstraße 2 (Lage): Mauerzug der Ortsbefestigung, 15./16. Jahrhundert, Mauer der ehemaligen Kirchenburg
- Badgasse 3, 5, 7 (Lage): Mauer der ehemaligen Kirchenburg, mittelalterlich
- Badgasse 1 (Lage): Kirchhofbefestigung, Bruchsteinmauerwerk, teilweise verbaut, später in die Ortsmauer einbezogen
- Badgasse 9, an der nördlichen Grundstücksgrenze (Lage): Mauerzug der Ortsbefestigung, 15./16. Jahrhundert
- Alte Brückenstraße 4, an der nördlichen Grundstücksgrenze (Lage): Mauerzug der Ortsbefestigung, 15./16. Jahrhundert
- Badgasse 13, an der nördlichen Grundstücksgrenze (Lage): Mauerzug der Ortsbefestigung, 15./16. Jahrhundert
- Badgasse 15, an der nördlichen Grundstücksgrenze (Lage): Mauerzug der Ortsbefestigung, 15./16. Jahrhundert
- Badgasse 17, 19, an der nördlichen Grundstücksgrenze (Lage): Mauerzug der Ortsbefestigung, 15./16. Jahrhundert
- Hauptstraße 2, an der nördlichen Grundstücksgrenze (Lage): Mauerzug der Ortsbefestigung, 15./16. Jahrhundert
- Hauptstraße 2, an der nördlichen Grundstücksgrenze (Lage): Mauerzug der Ortsbefestigung, 15./16. Jahrhundert
- Hauptstraße 1 (Lage): Würzburger Tor, Torturm, seit 1950 Sitz des Torturmtheaters, Massivbau mit Tordurchfahrt mit Treppengiebel und Satteldach sowie benachbartem Torwärterhäuschen, kleiner Massivbau mit Walmdach, 15./16. Jahrhundert (D-6-79-187-29)

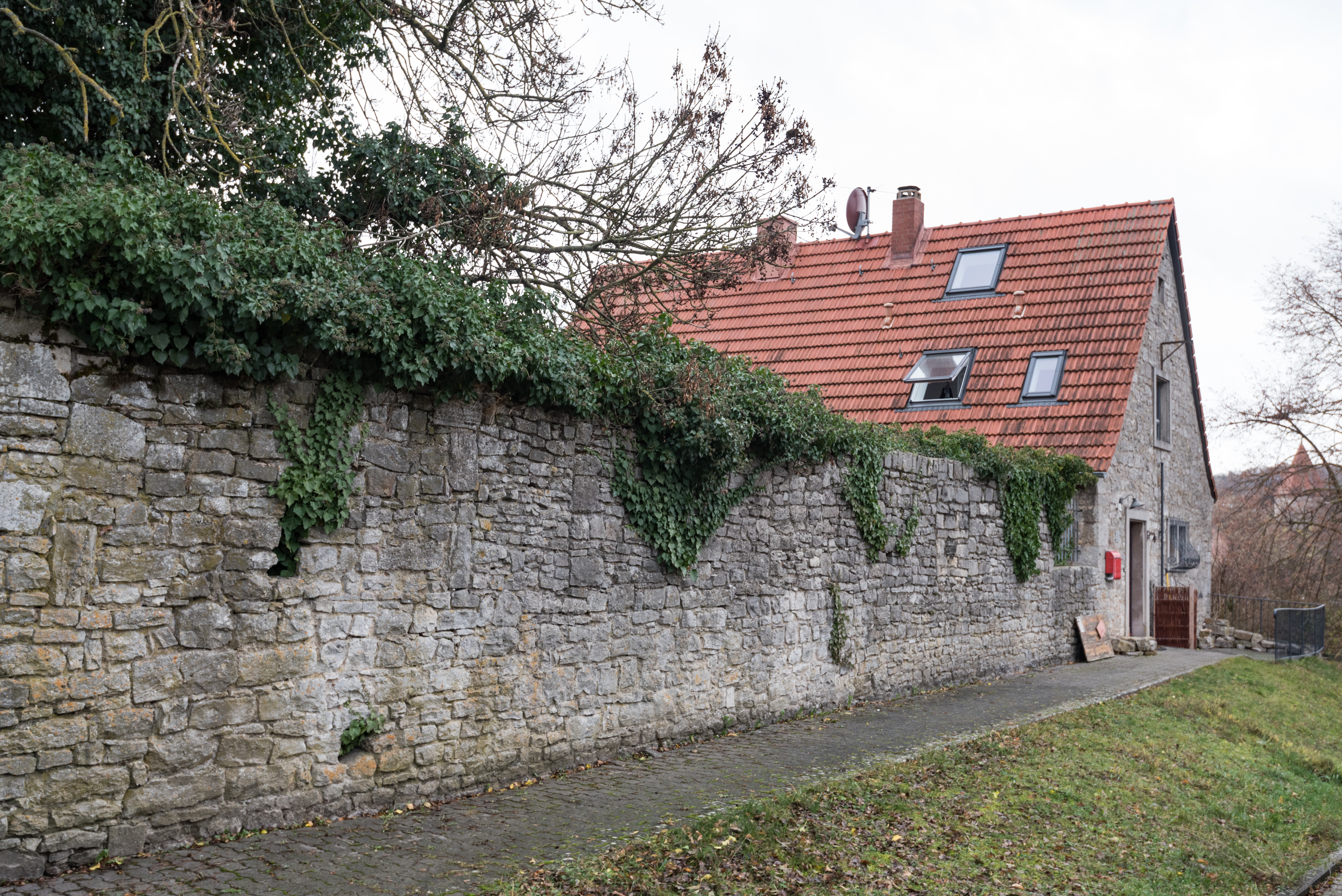
Alte Brückenstraße 2, Mauer der ehemaligen Kirchenburg weitere Bilder
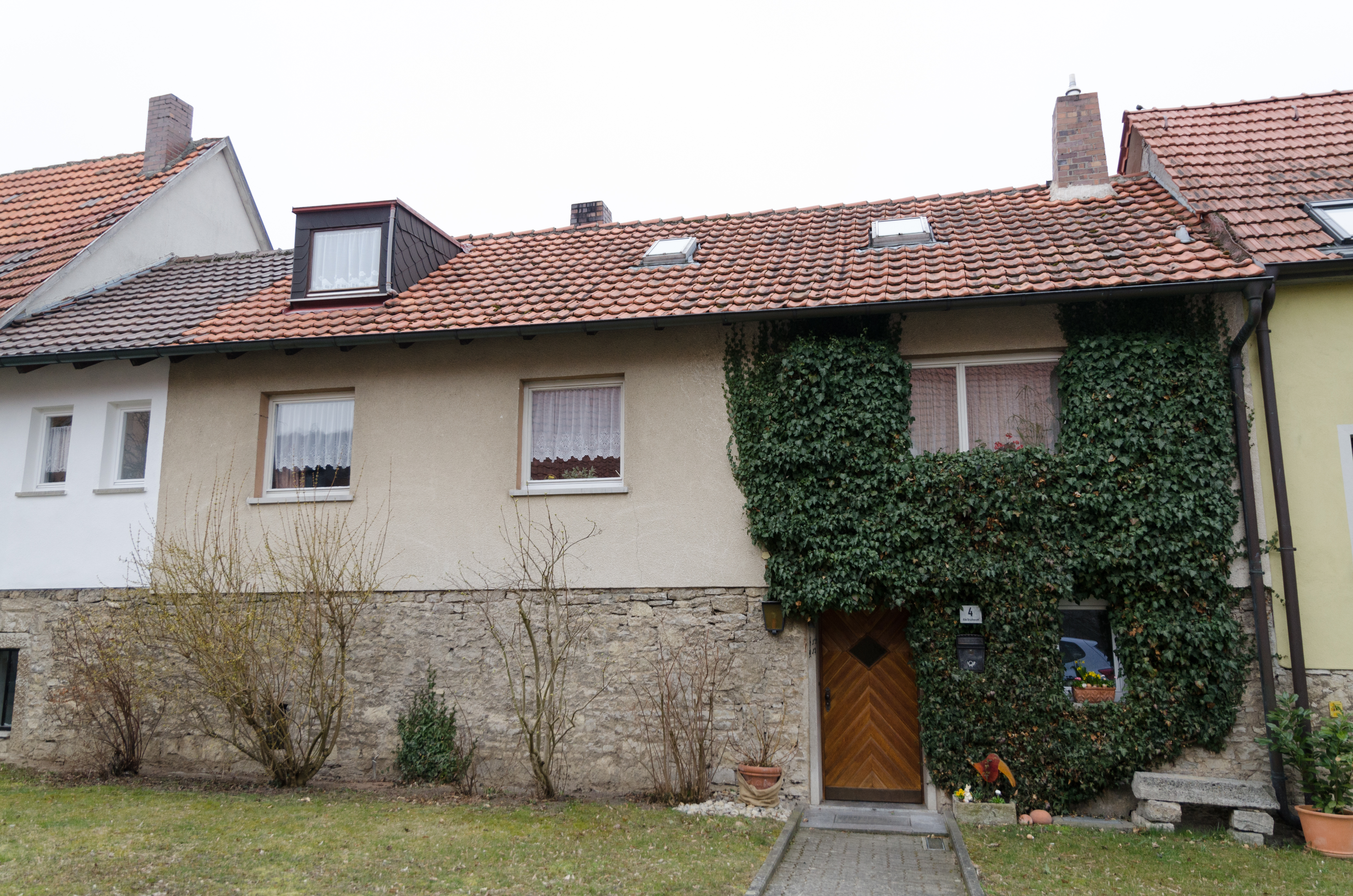
Alte Brückenstraße 4, verbauter Mauerabschnitt
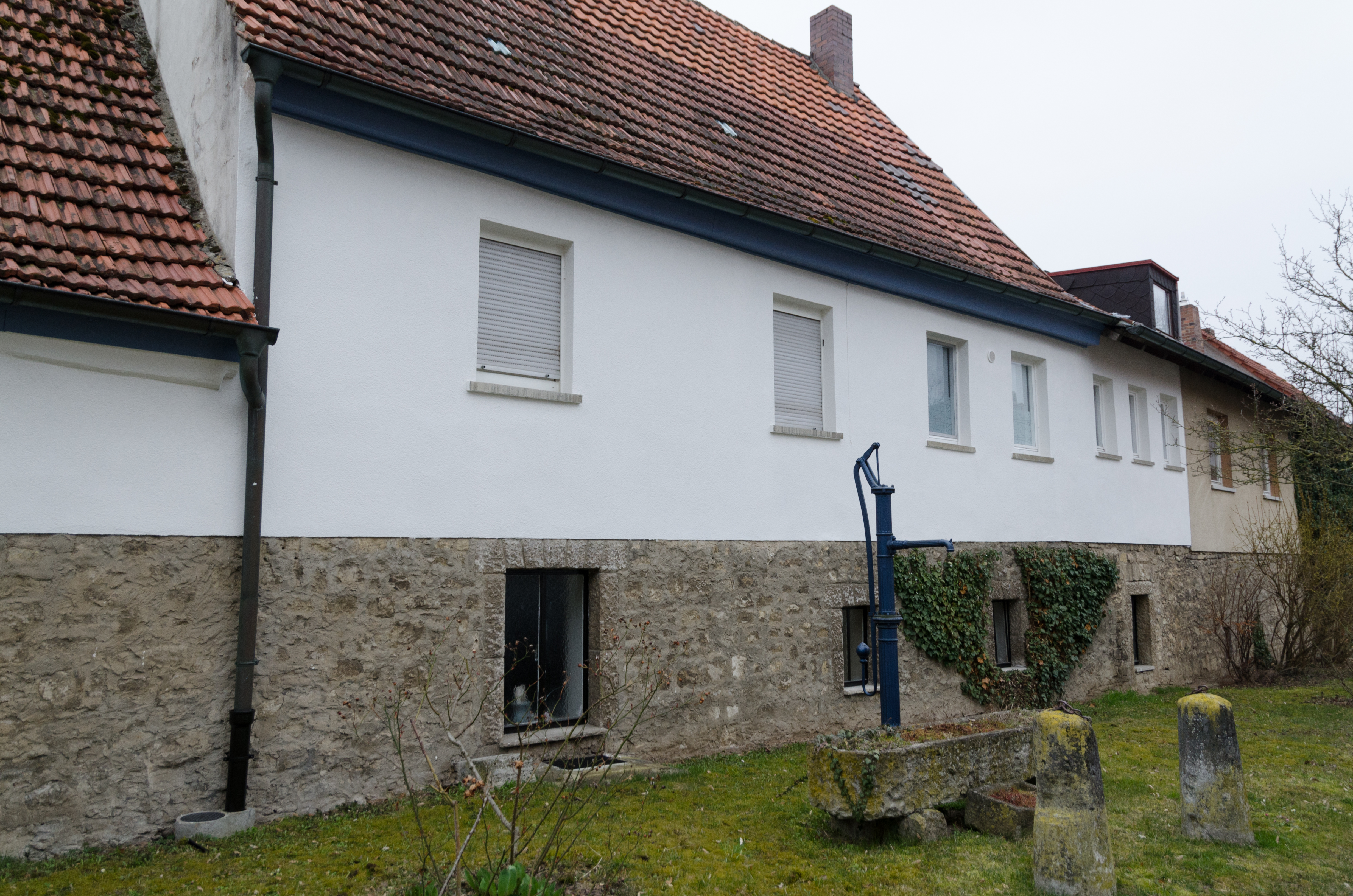
Badgasse 11, verbauter Mauerabschnitt
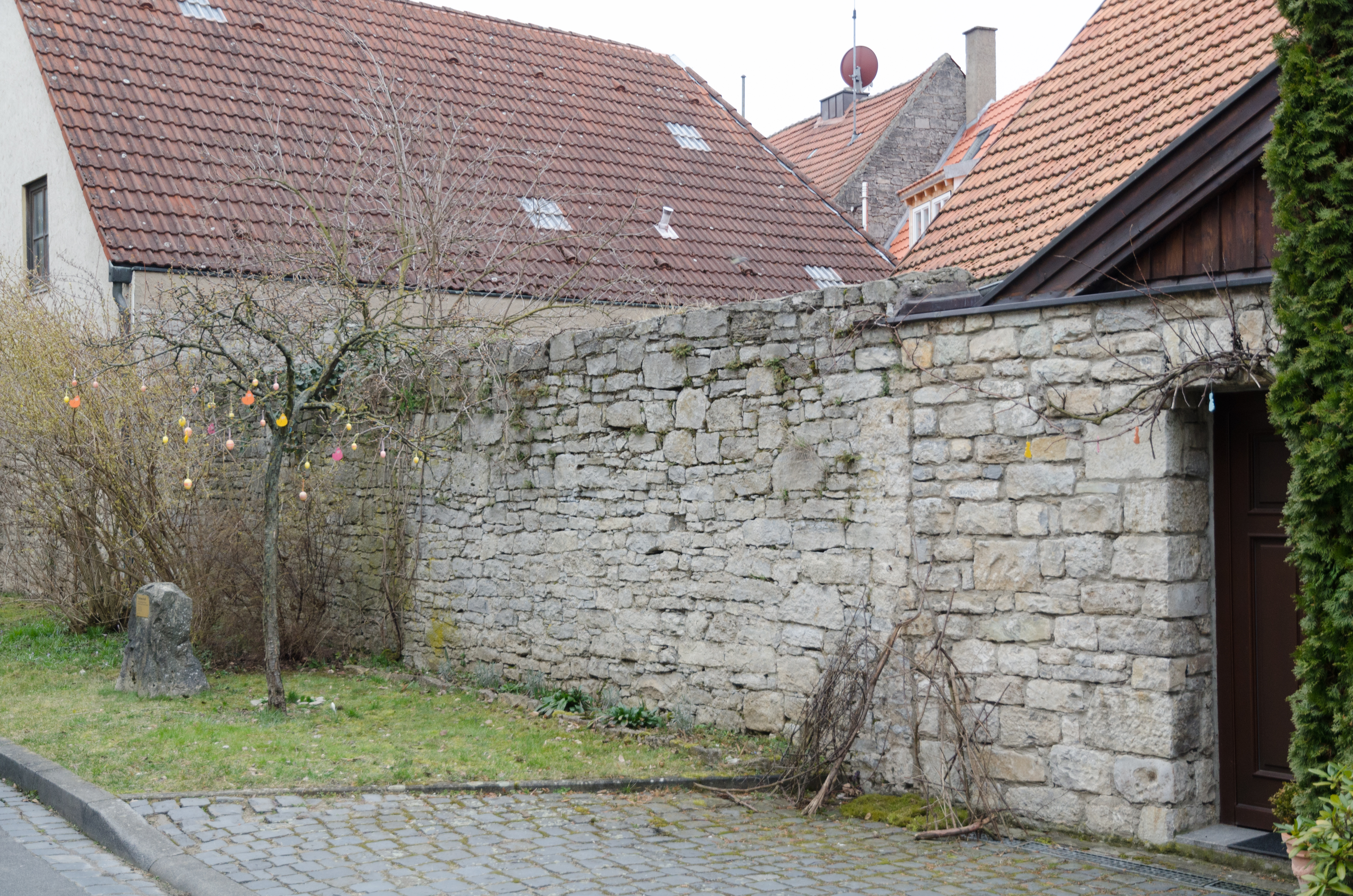
Badgasse 13, verbauter Mauerabschnitt
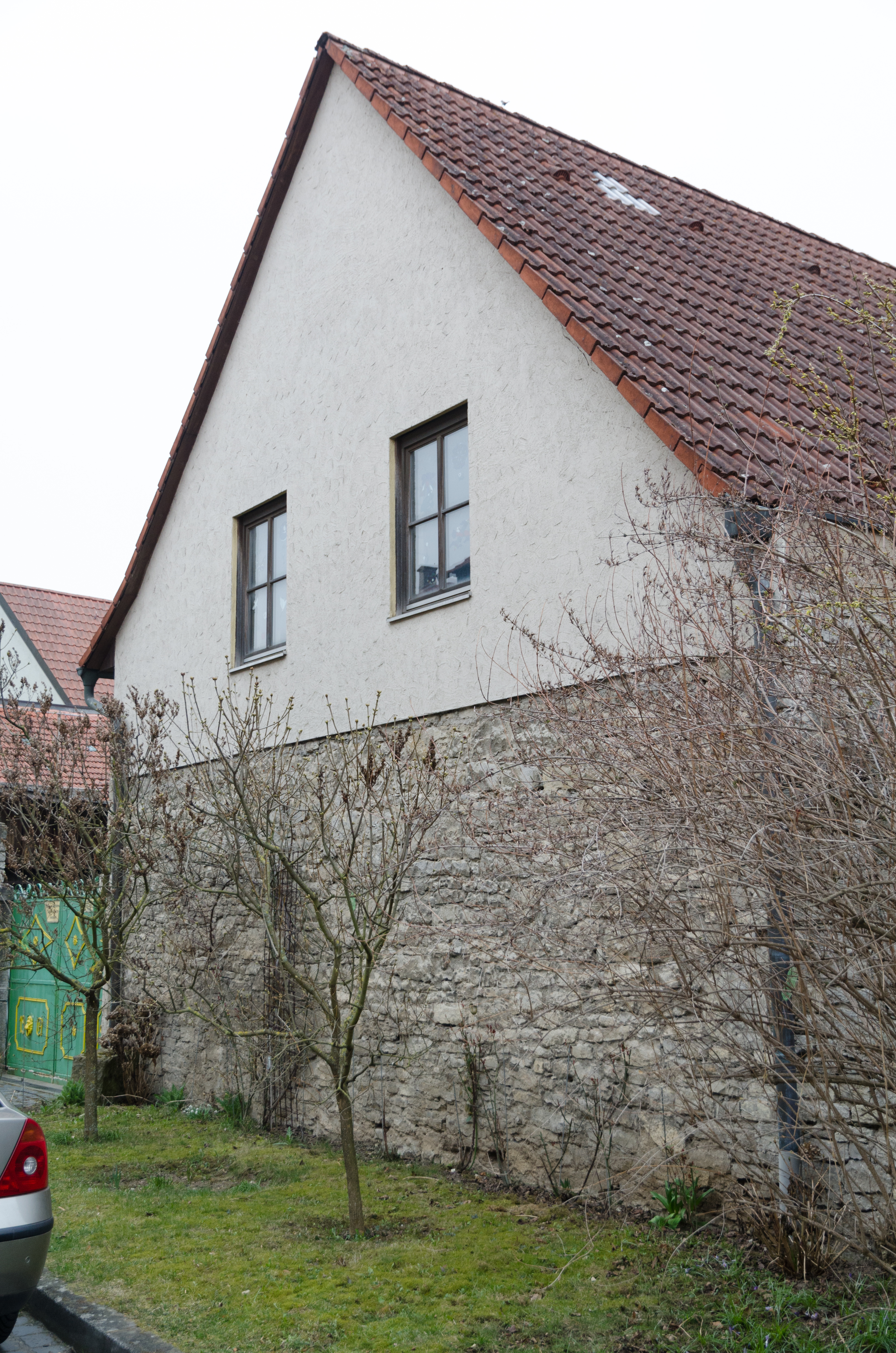
Badgasse 17, verbauter Mauerabschnitt
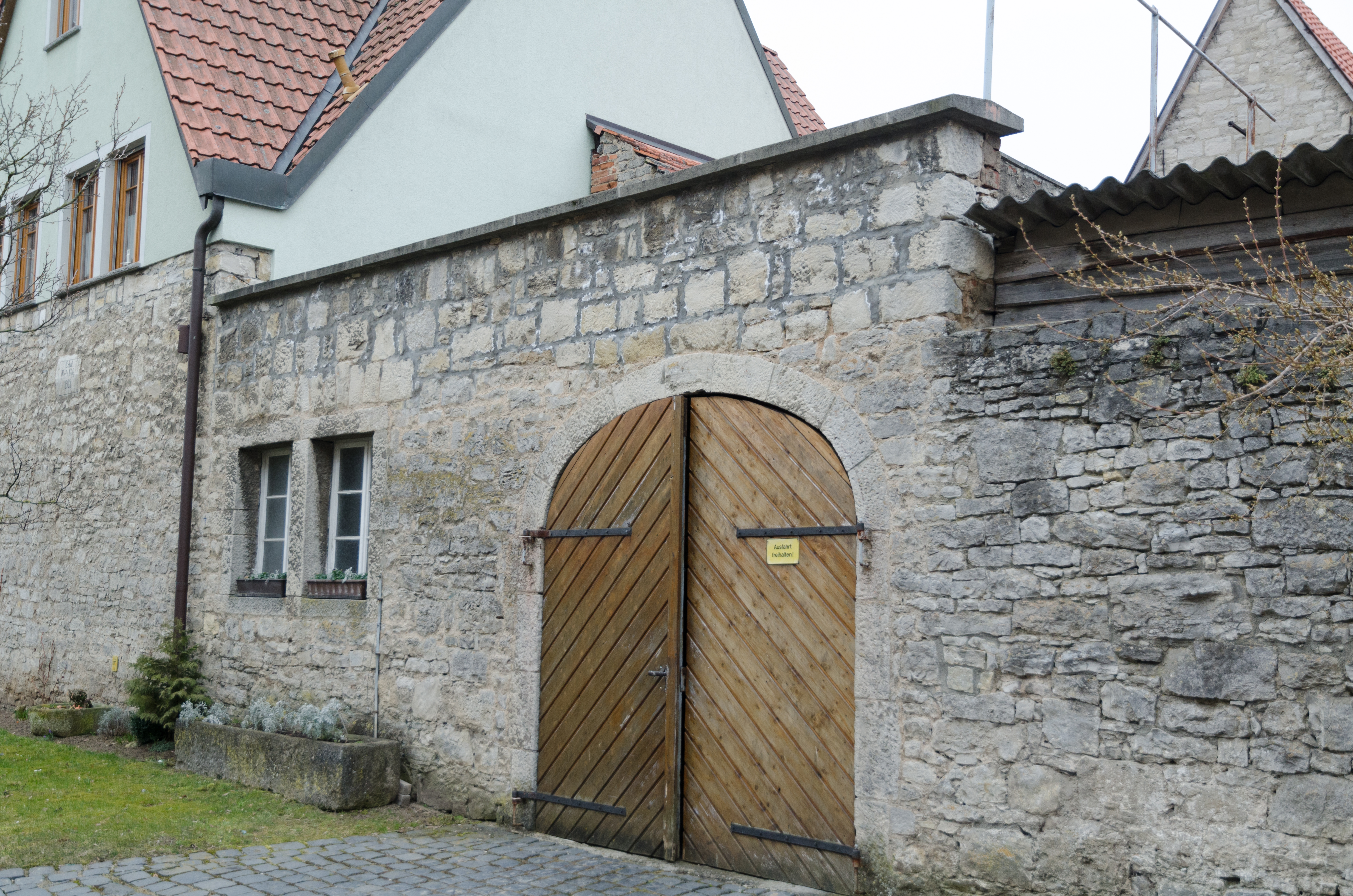
Badgasse 21, Mauerabschnitt mit späterem Toreinbau
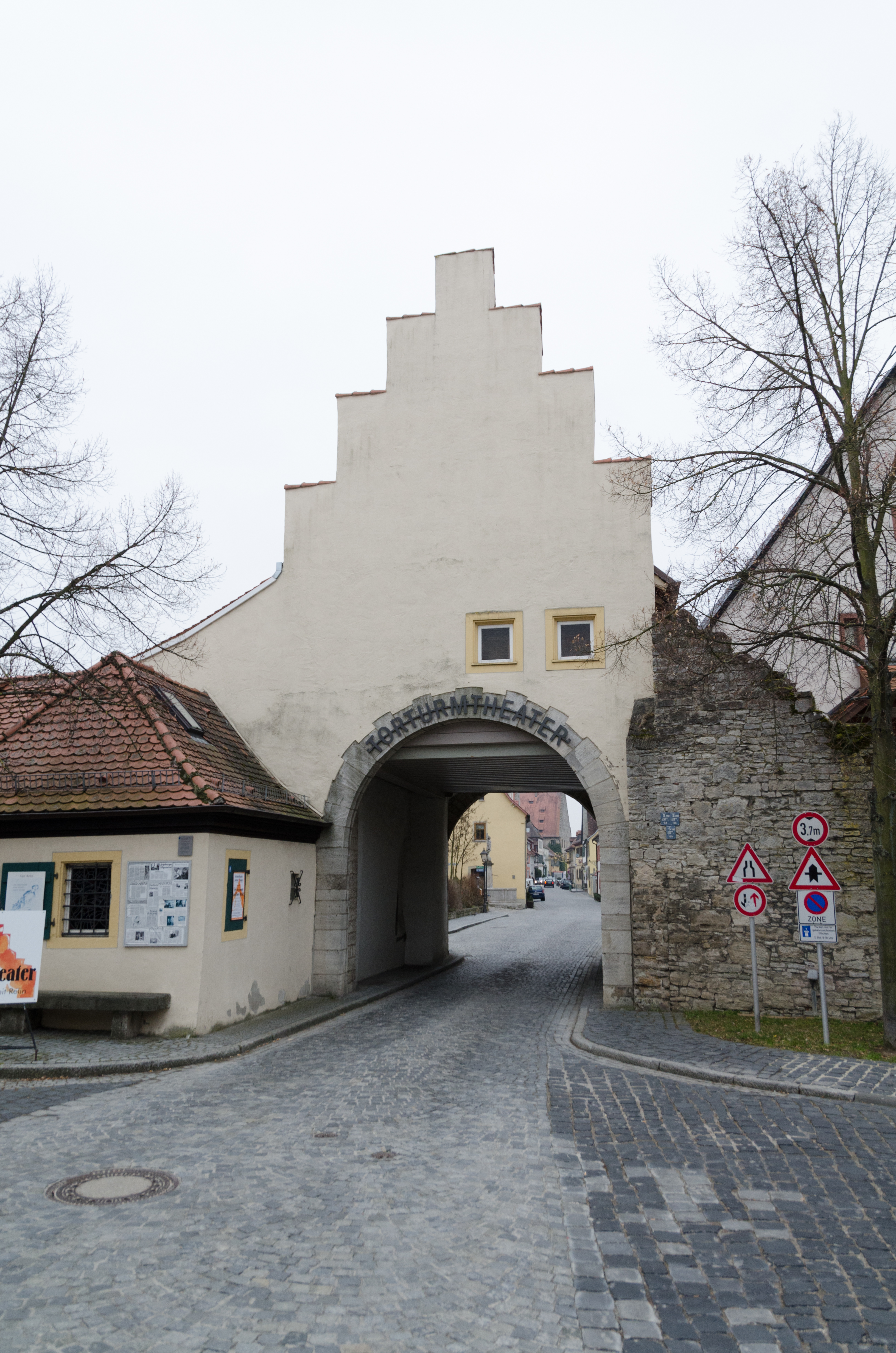
Würzburger Tor, Feldseite weitere Bilder
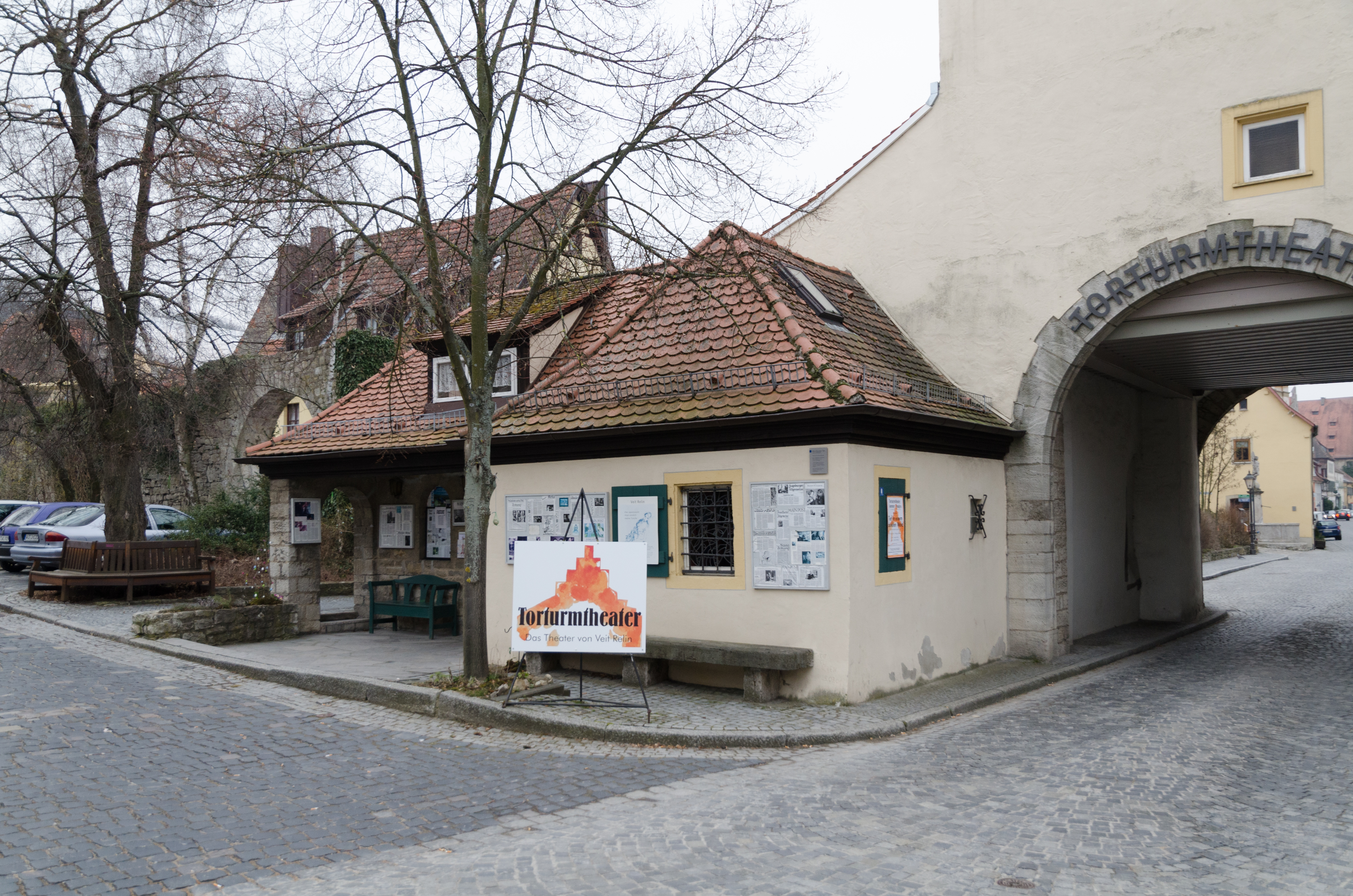
Torwächterhaus des Würzburger Tors, Feldseite weitere Bilder
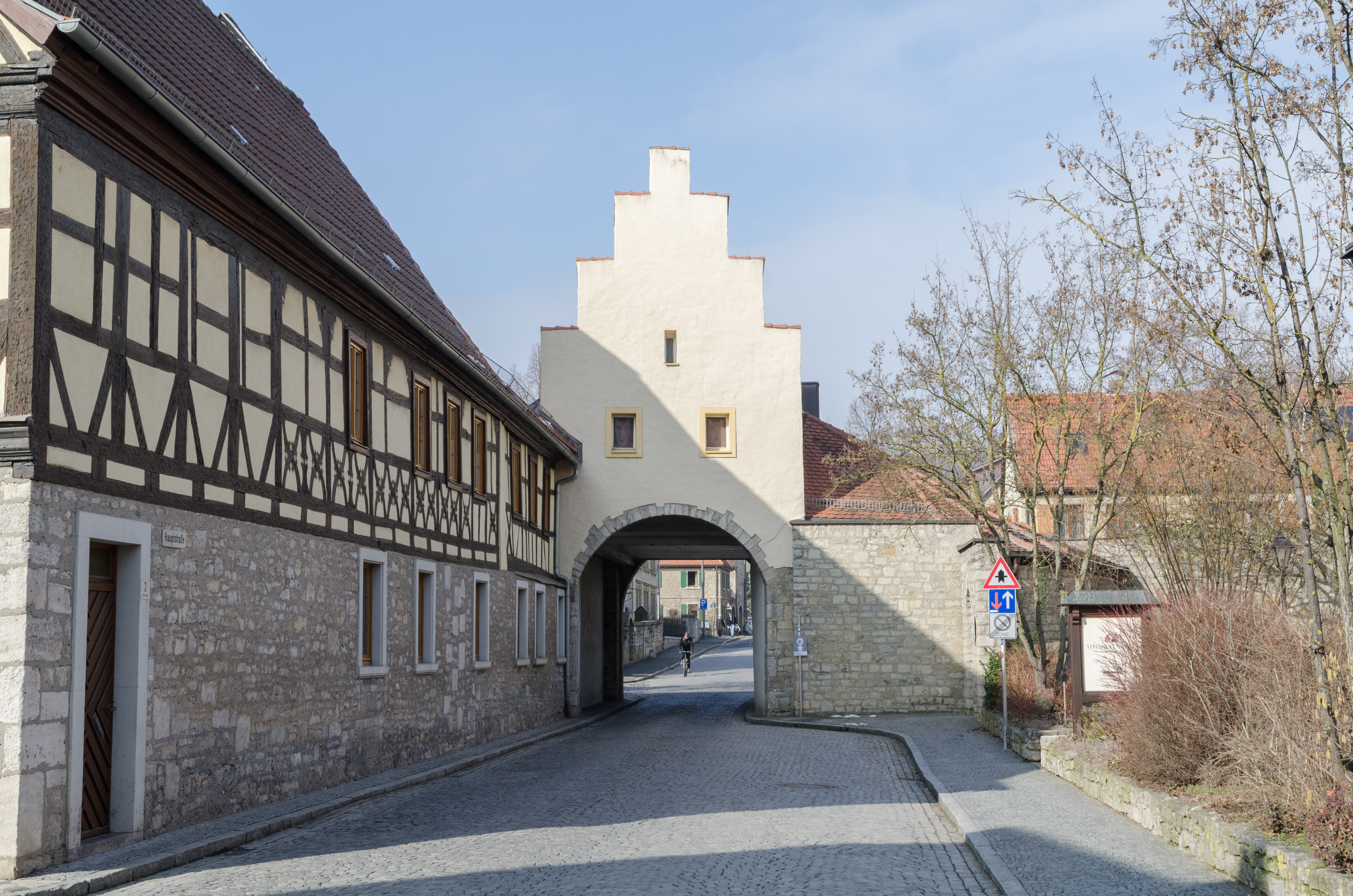
Würzburger Tor, Ortsseite weitere Bilder

- Katharinengasse 3, an der Grundstücksgrenze (Lage): Mauerzug der Ortsbefestigung, 15./16. Jahrhundert
- Katharinengasse 5, an der Grundstücksgrenze (Lage): Mauerzug der Ortsbefestigung, 15./16. Jahrhundert
- Malipieroplatz (Lage): Befestigungsturm, halbrunder Schalenturmstumpf, 15./16. Jahrhundert
- Katharinengasse 7, an der Grundstücksgrenze (Lage): Mauerzug der Ortsbefestigung, 15./16. Jahrhundert
- Katharinengasse 9, an der Grundstücksgrenze (Lage): Mauerzug der Ortsbefestigung, 15./16. Jahrhundert
- Katharinengasse 11, an der Grundstücksgrenze (Lage): Mauerzug der Ortsbefestigung, 15./16. Jahrhundert
- Katharinengasse 13, 15, an der Grundstücksgrenze (Lage): Mauerzug der Ortsbefestigung, 15./16. Jahrhundert
- Katharinengasse 17 (Lage): Blauer Turm, Ehemaliger Wehr- bzw. Gefängnisturm, Rundturm, viergeschossiger Massivbau mit Kegeldach, ehemals mit quadratischem Aufsatz, bezeichnet „1513“ und „1543“
- Ernst-Gebhardt-Ring, entlang des Straßenzugs (Lage): Mauerzug der Ortsbefestigung, 15./16. Jahrhundert
- Am Berghof 7 (Lage): Flurer Turm, ehemaliger Wehrturm, Rechteckturm, dreigeschossiger Massivbau mit Satteldach und nördlichem Vorbau, erstes Viertel 16. Jahrhundert
- Ernst-Gebhardt-Ring, entlang des Straßenzugs (Lage): Mauerzug der Ortsbefestigung, 15./16. Jahrhundert
- Am Berghof 13 (Lage): Roter Turm, ehemaliger Wehrturm, Rundturm, dreigeschossiger Massivbau mit Kegeldach, erstes Viertel 16. Jahrhundert
- Ernst-Gebhardt-Ring, entlang des Straßenzugs (Lage): Mauerzug der Ortsbefestigung, 15./16. Jahrhundert
- Ernst-Gebhardt-Ring (Lage): Ehemaliger Wehrturm, halbrunder Schalenturmstumpf, 15./16. Jahrhundert
- Mauerdurchbruch an der Rathausgasse
- Ernst-Gebhardt-Ring, entlang des Straßenzugs (Lage): Mauerzug der Ortsbefestigung, 15./16. Jahrhundert
- Ernst-Gebhardt-Ring (Lage): Ehemaliger Wehrturm, Rundturm, zweigeschossiger Massivbau mit Spitzhelm, bezeichnet „1529“
- Ernst-Gebhardt-Ring, entlang des Straßenzugs (Lage): Mauerzug der Ortsbefestigung, 15./16. Jahrhundert

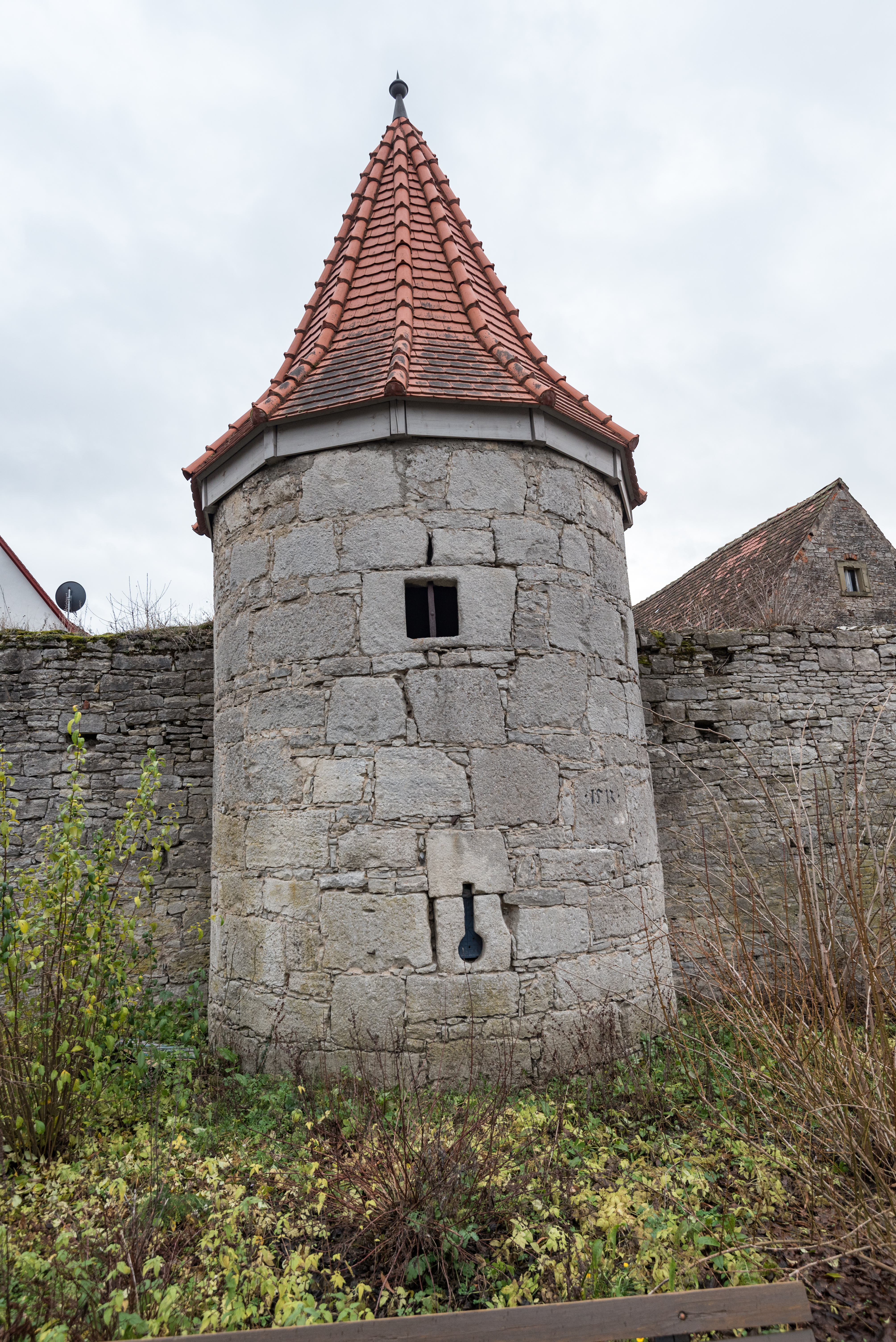
Malipieorplatz, halbrunder Schalenturmstumpf weitere Bilder
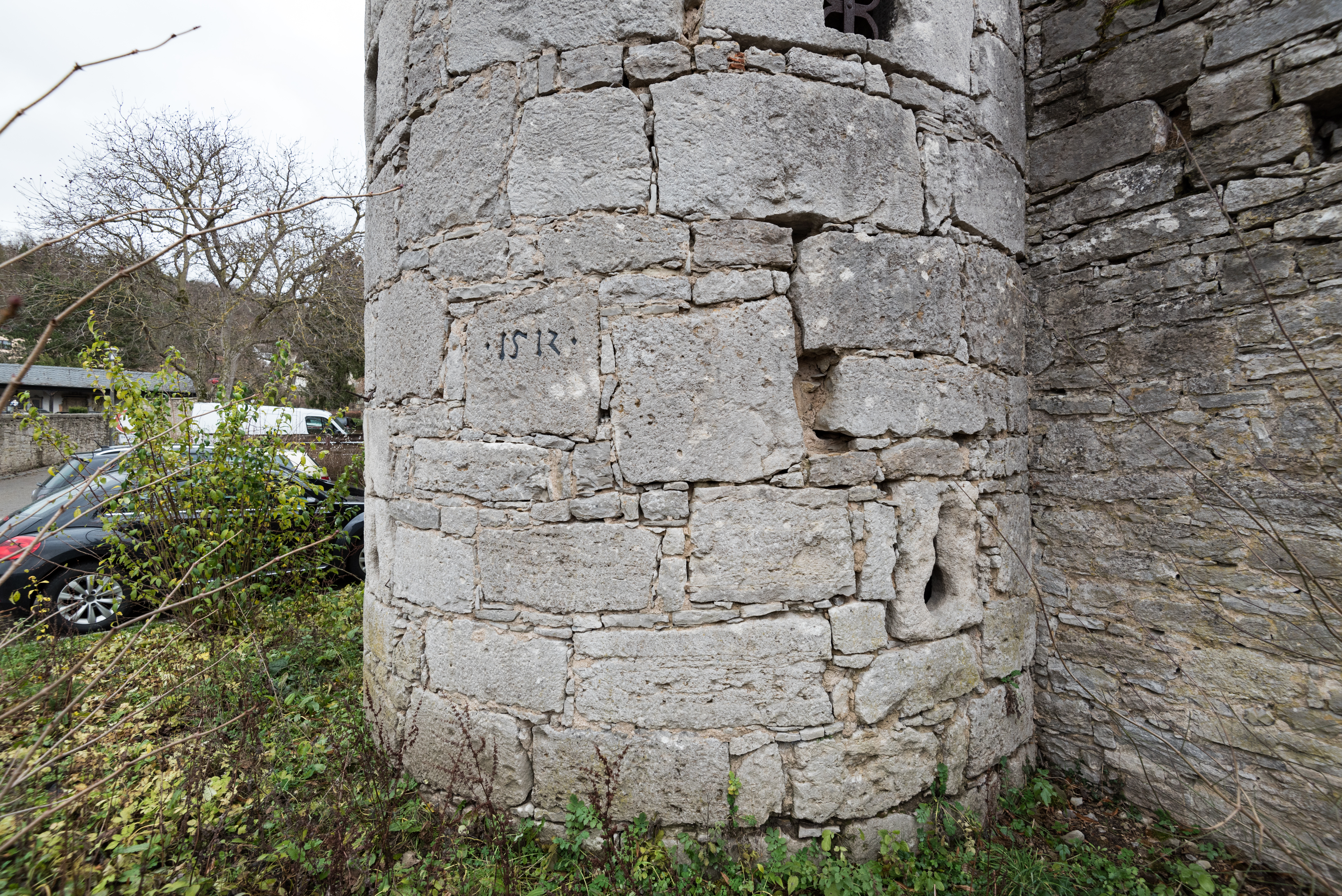
Malipieorplatz, halbrunder Schalenturmstumpf weitere Bilder
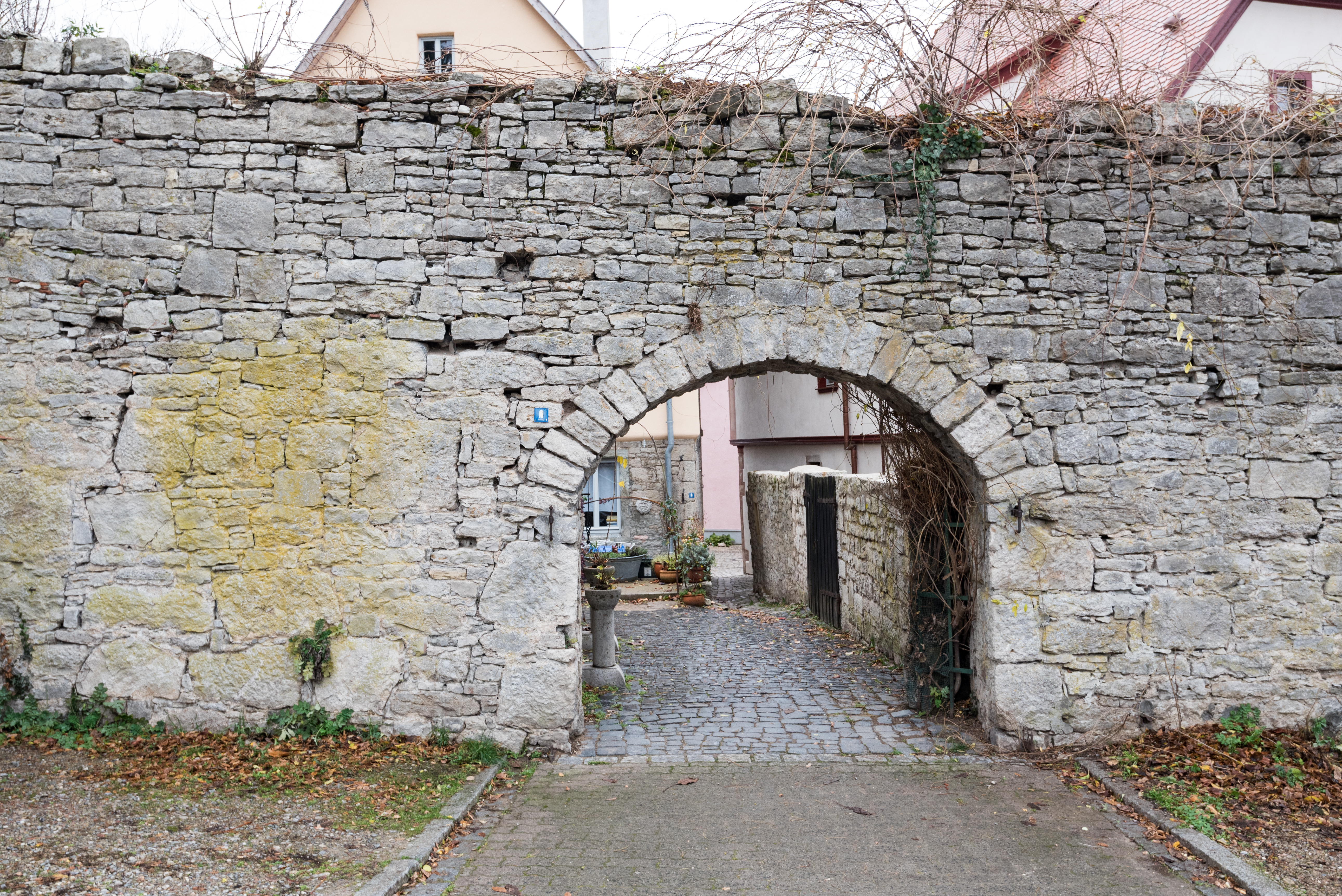
Pforte bei Katharinengasse 17
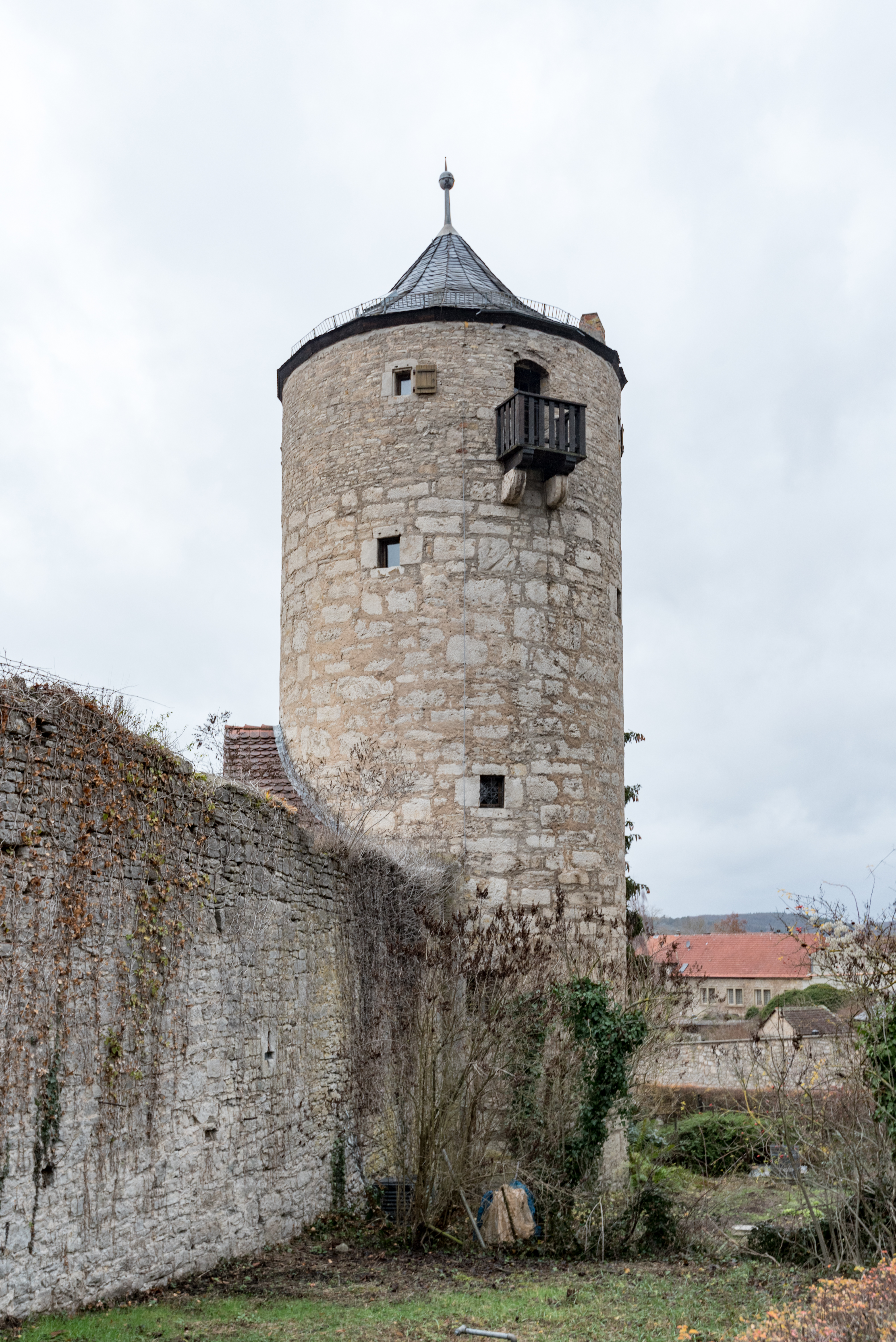
Blauer Turm, von Osten weitere Bilder
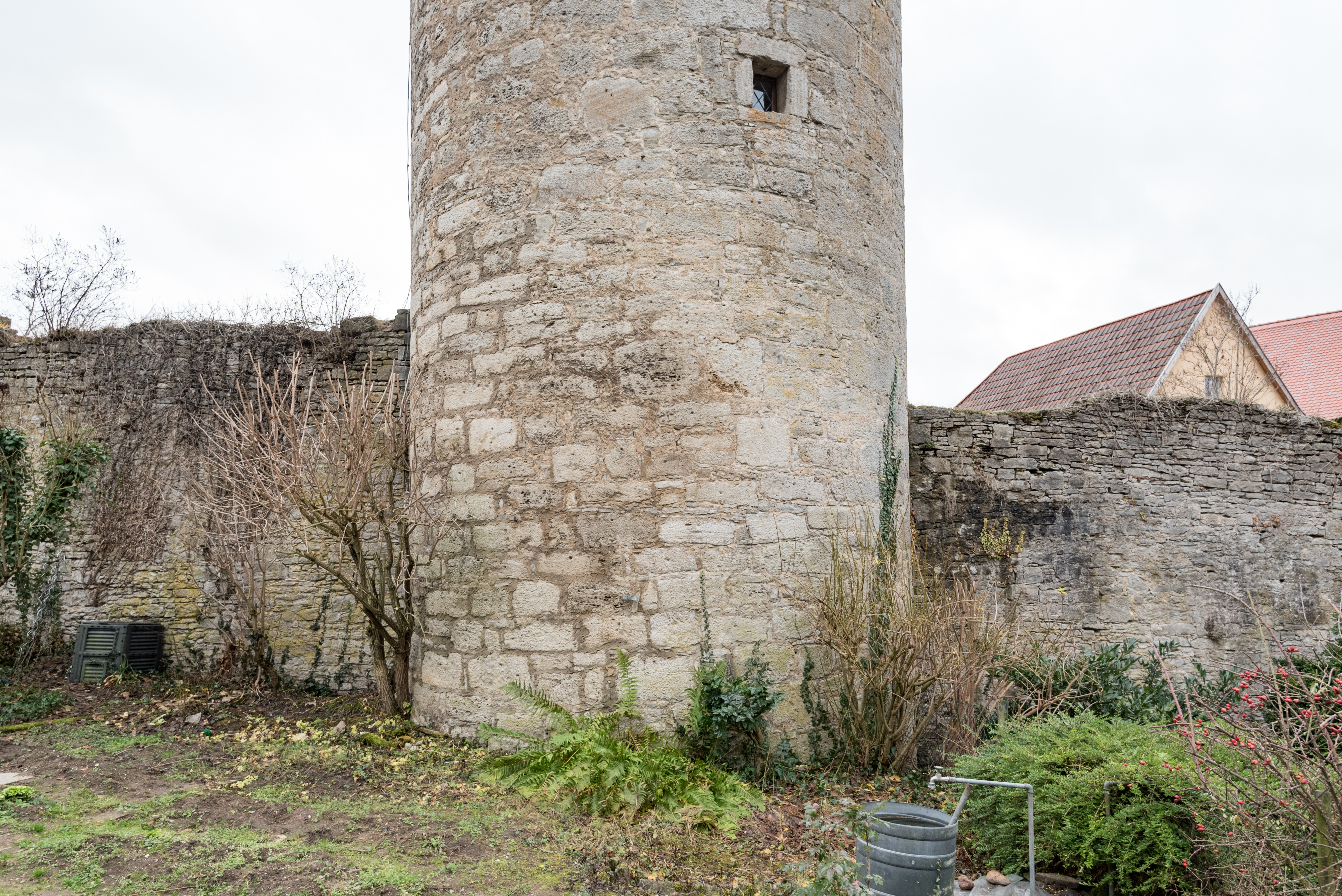
Blauer Turm, Feldseite, Detail weitere Bilder
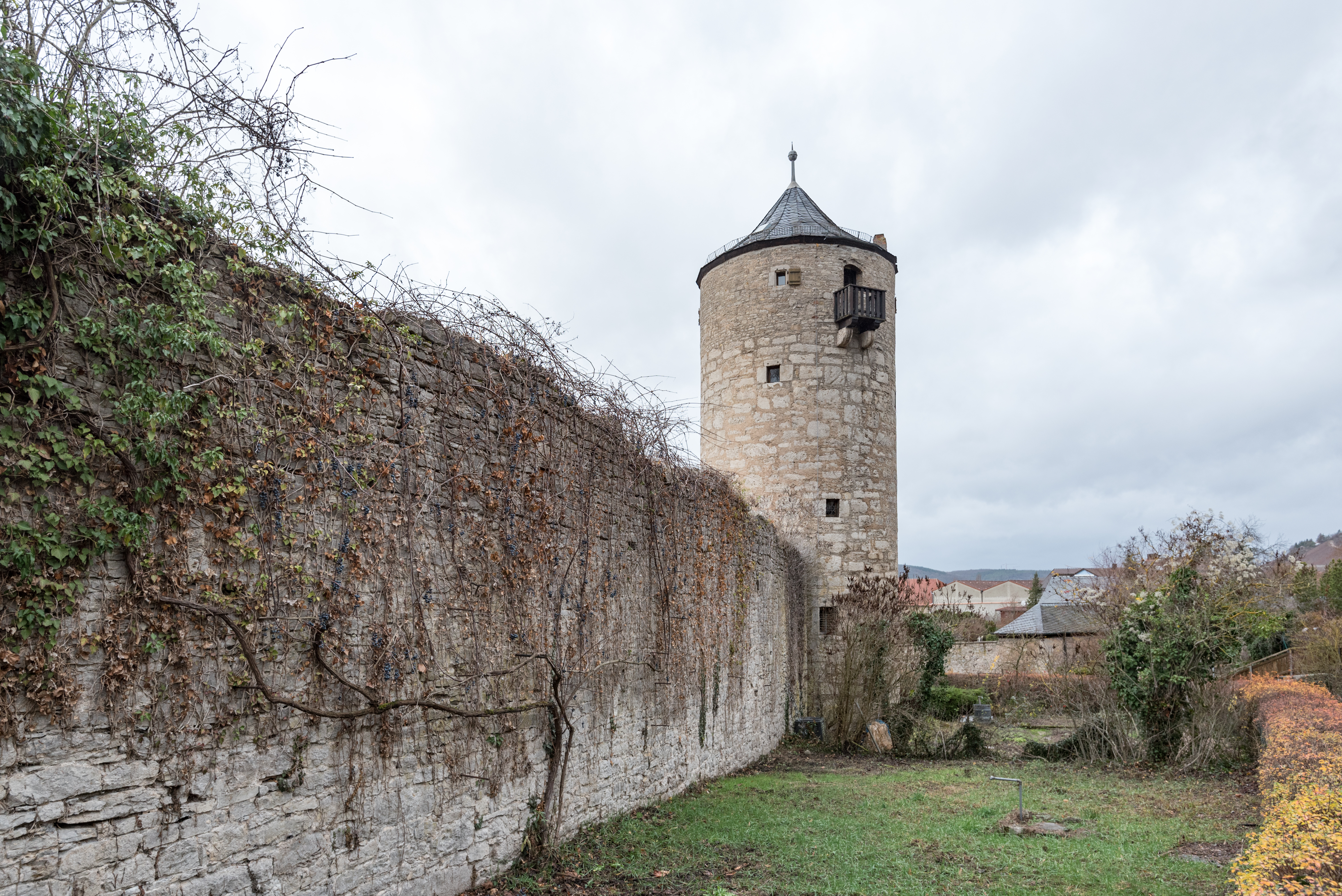
Blauer Turm, von Osten weitere Bilder
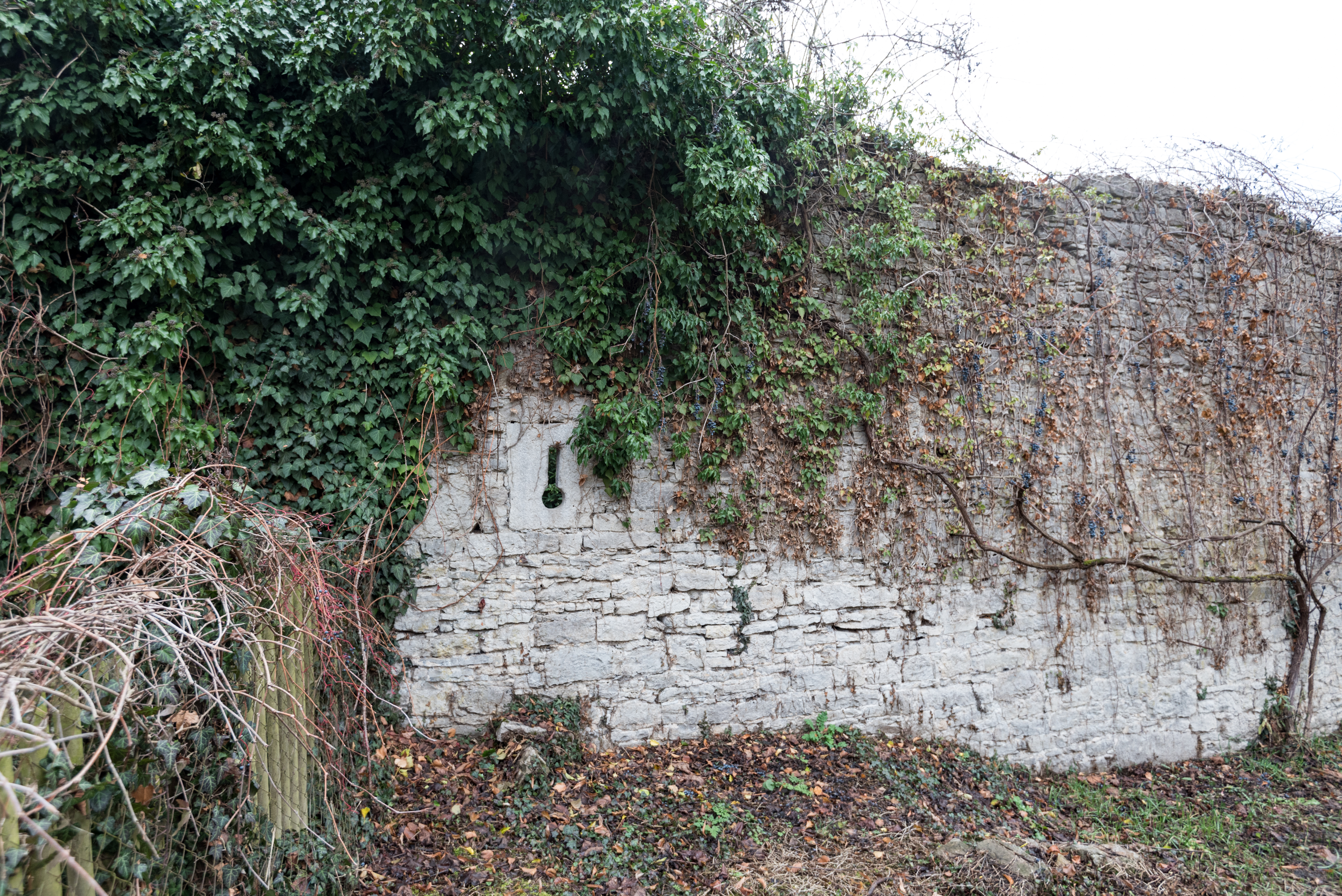
nördlich Am Berghof 7
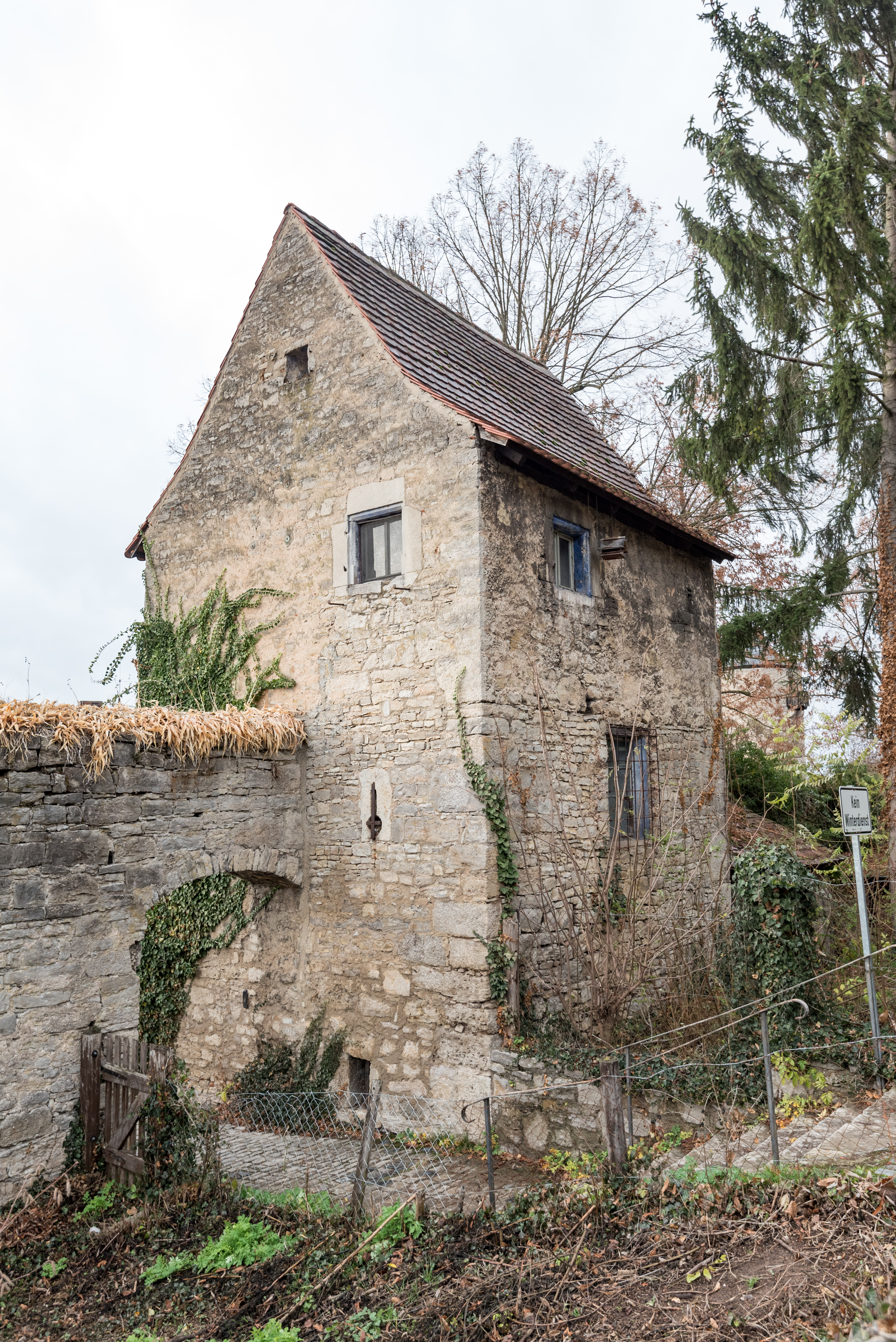
Flurer Turm, Feldseite weitere Bilder
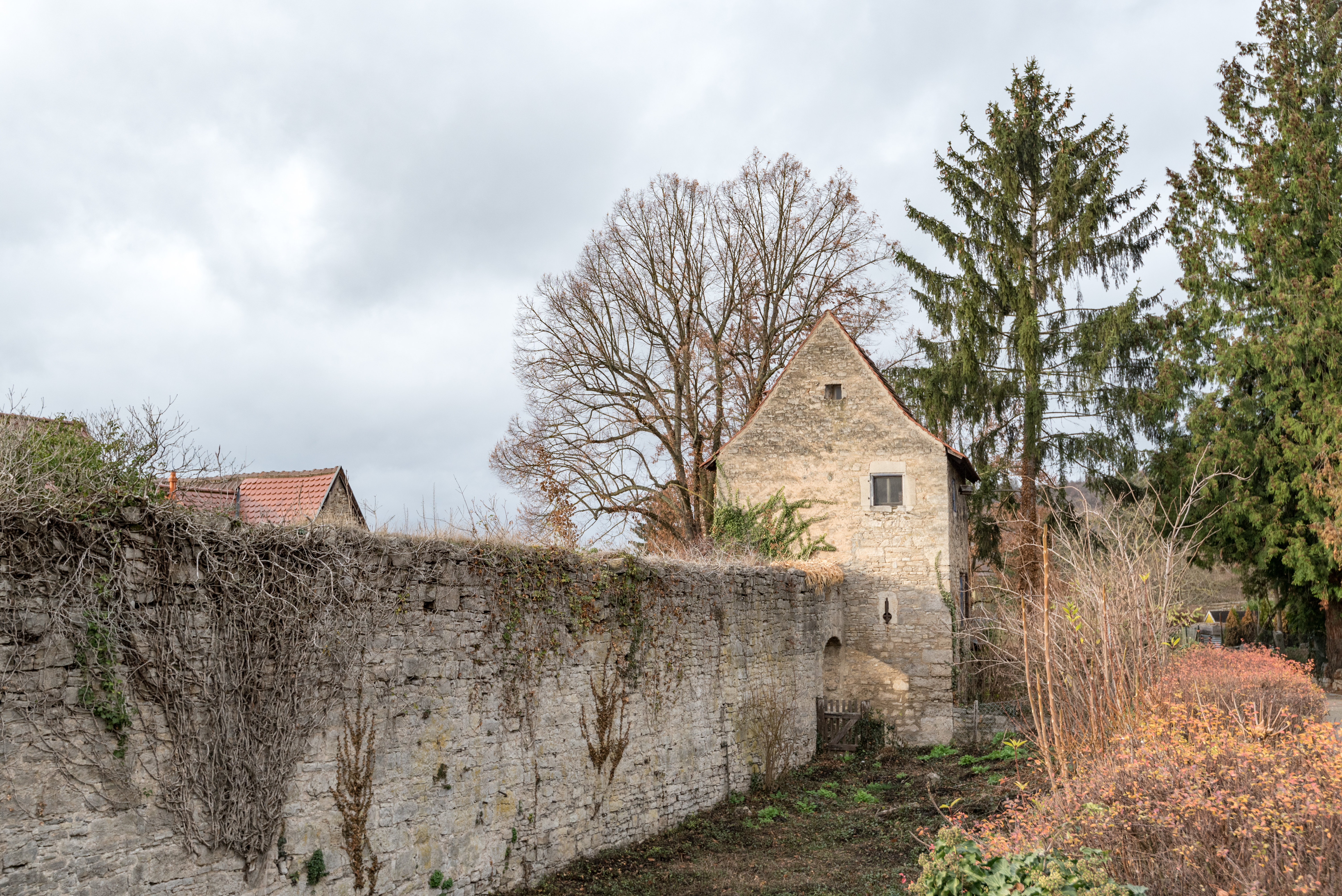
Flurer Turm, Feldseite, von Süden weitere Bilder
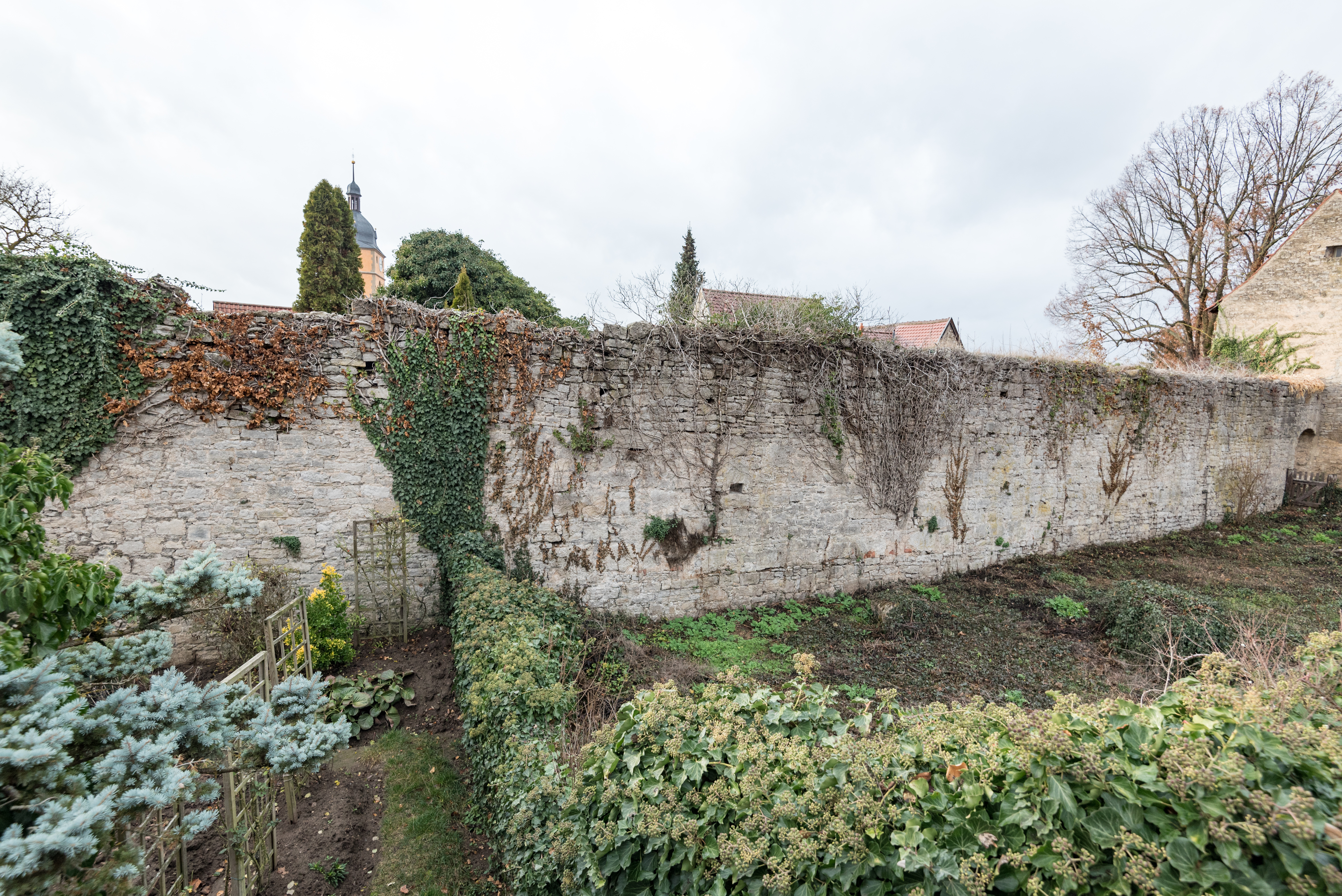
nördlich Am Berghof 13
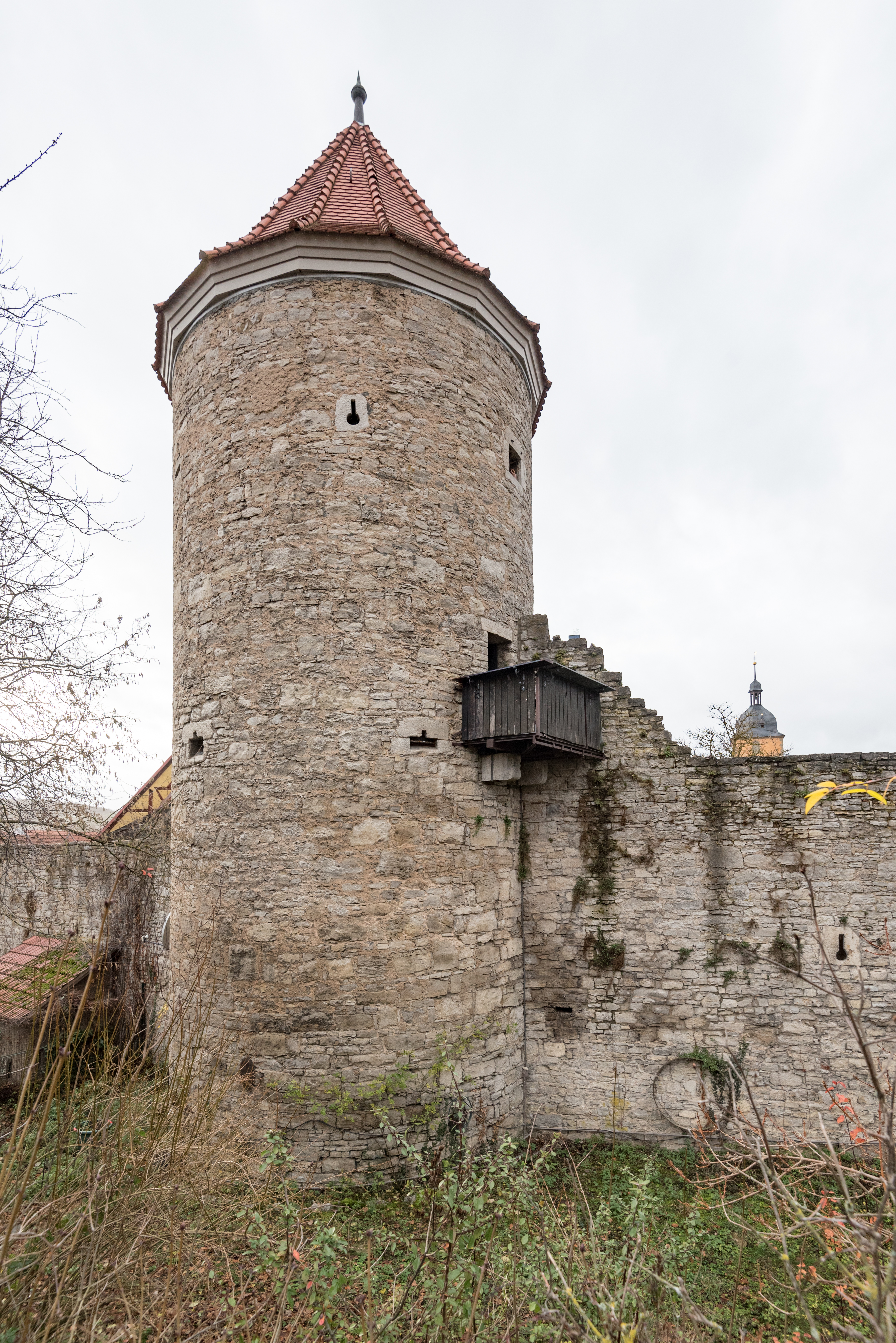
Roter Turm, Feldseite weitere Bilder
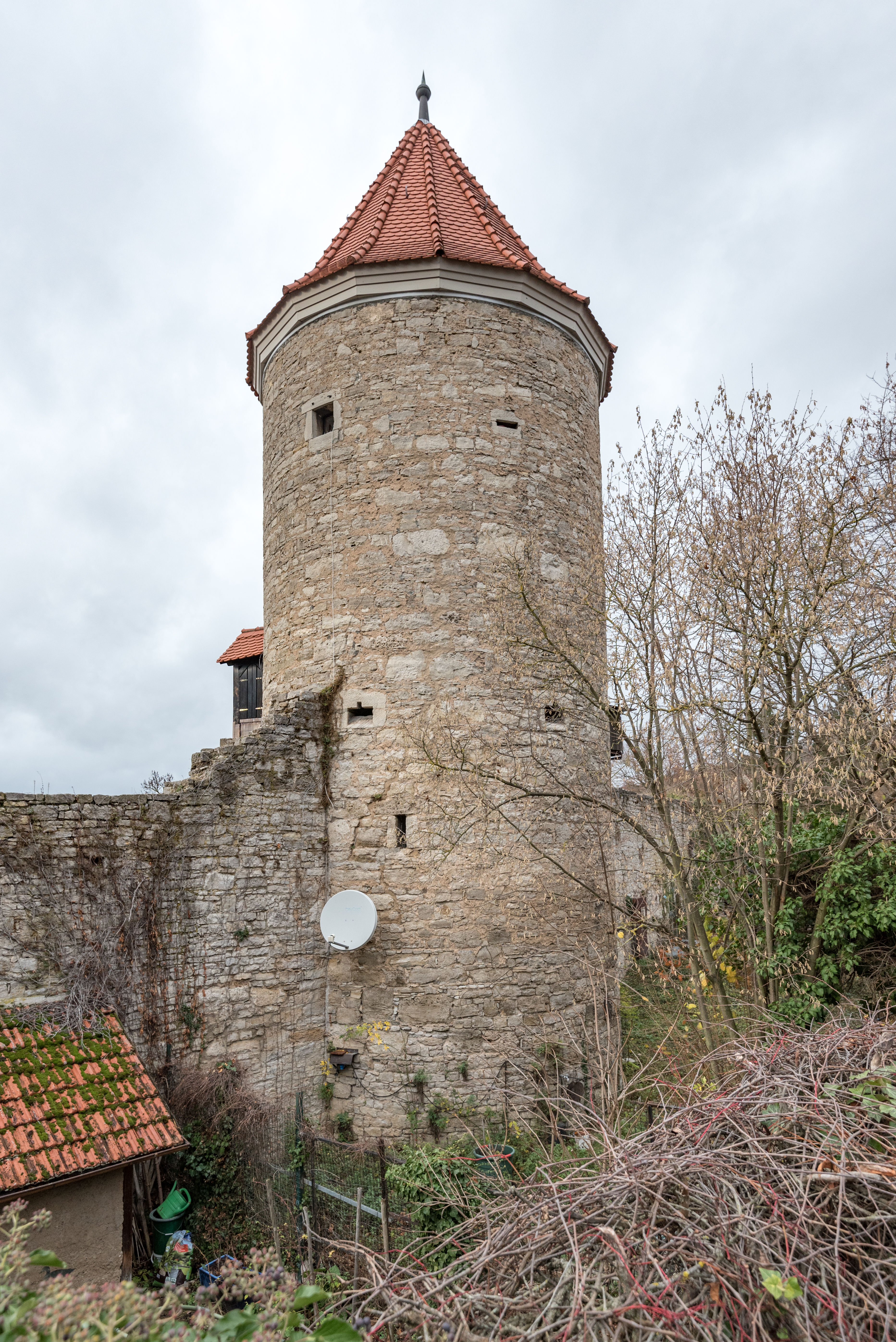
Roter Turm, Feldseite, von Süden weitere Bilder
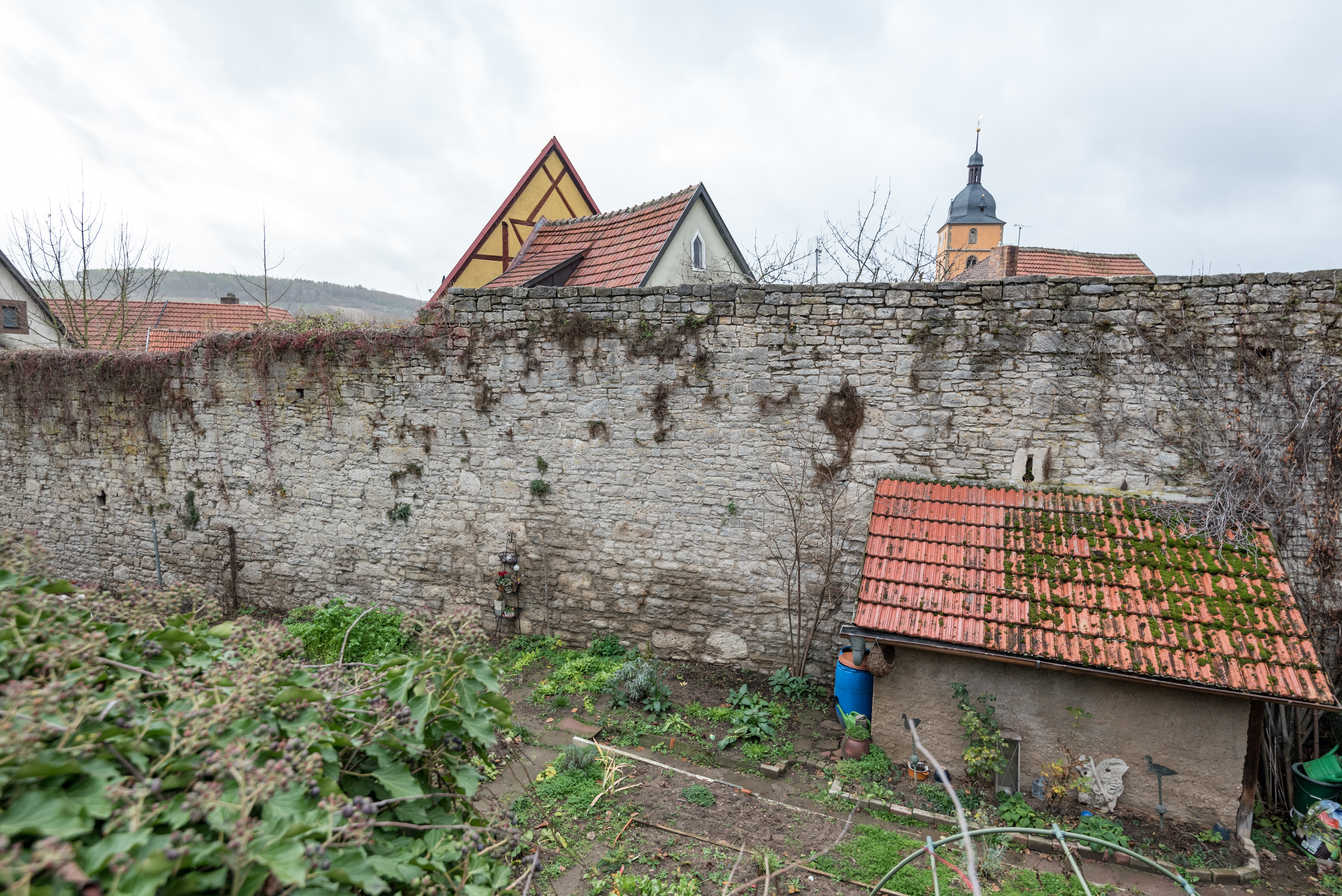
bei Rathausgasse
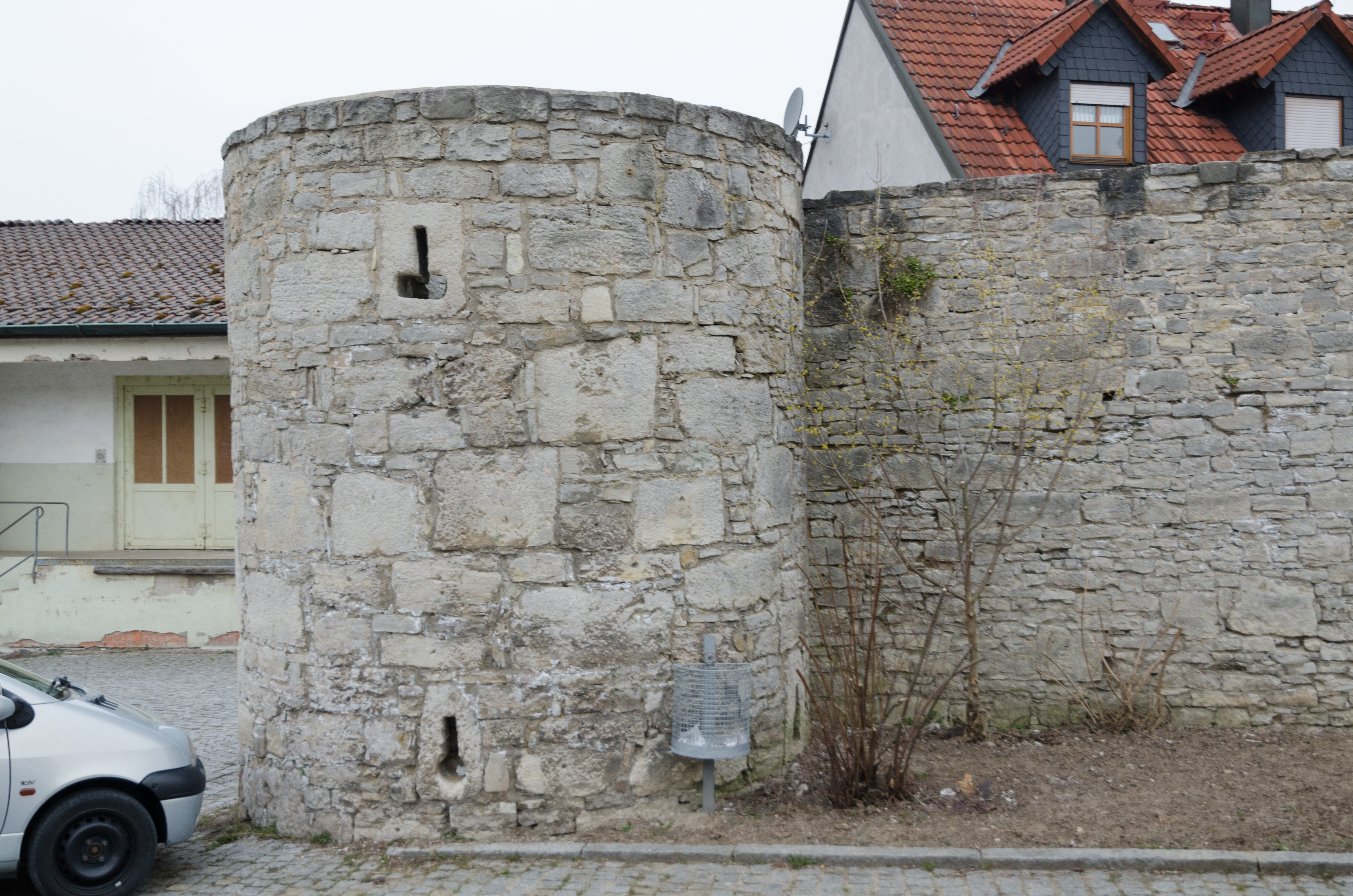
Mauerturm an der Rathausgasse weitere Bilder
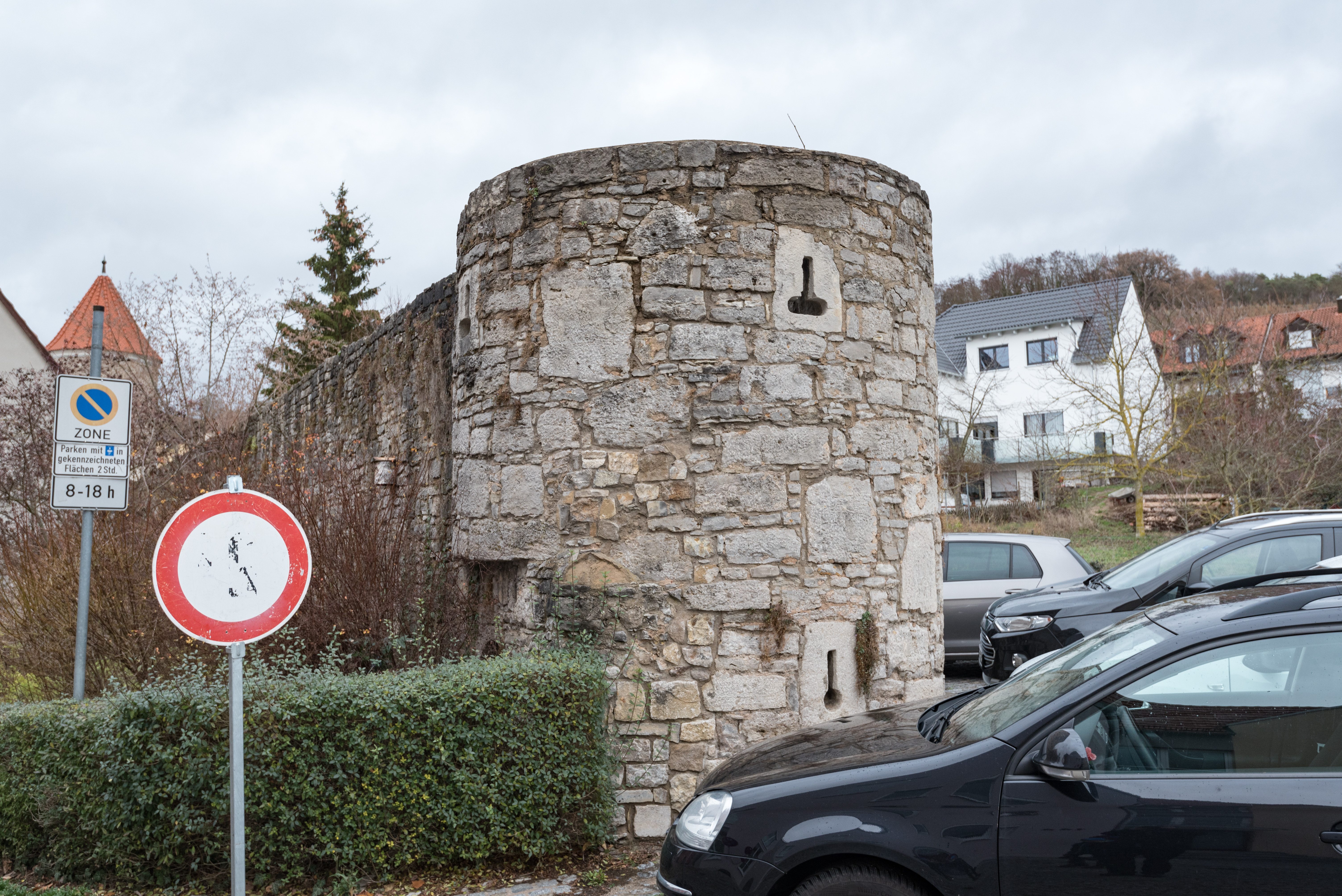
Mauerturm an der Rathausgasse weitere Bilder
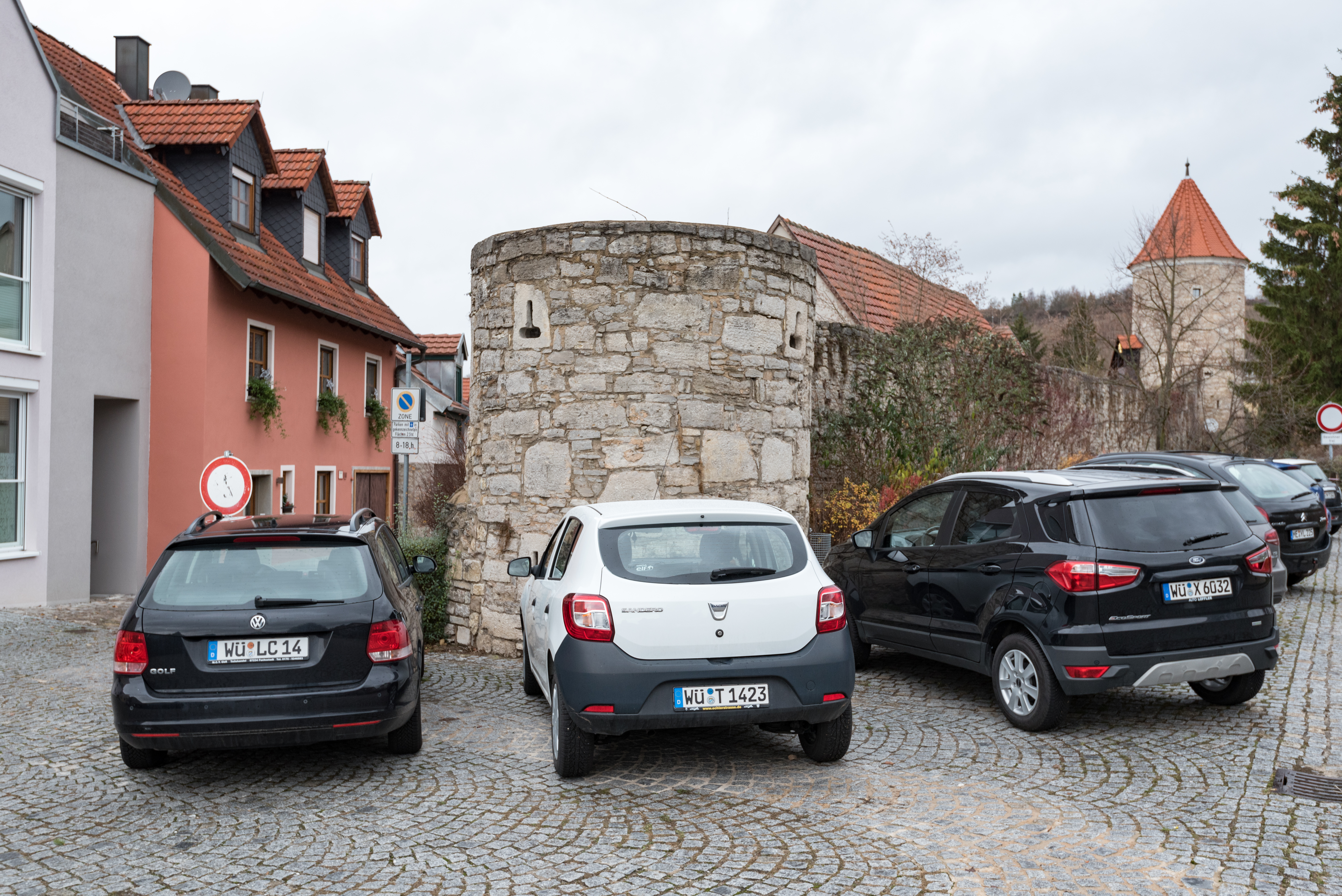
Mauerturm an der Rathausgasse weitere Bilder
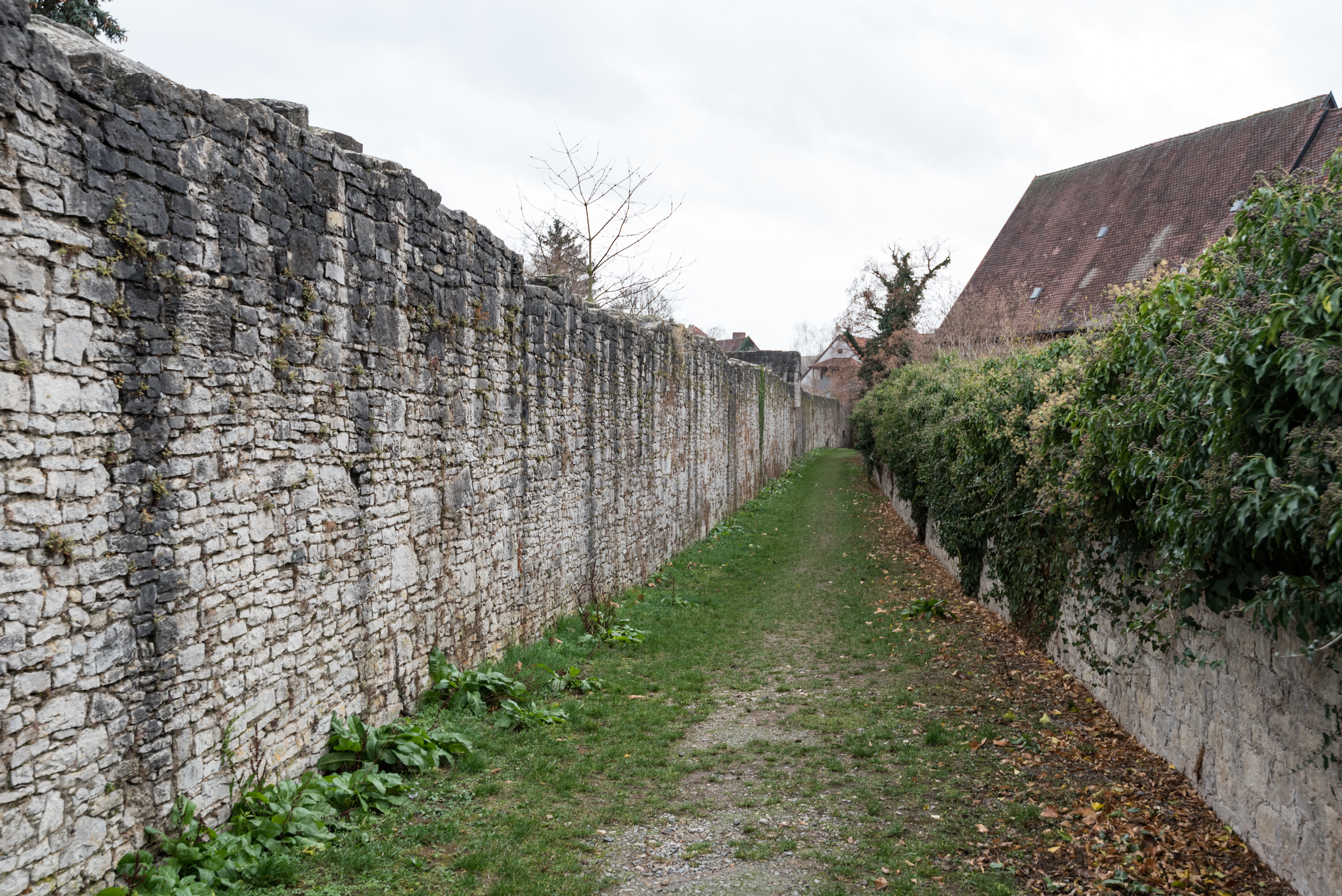
Mauerzug Ernst-Gebhardt-Ring, Ortsseite
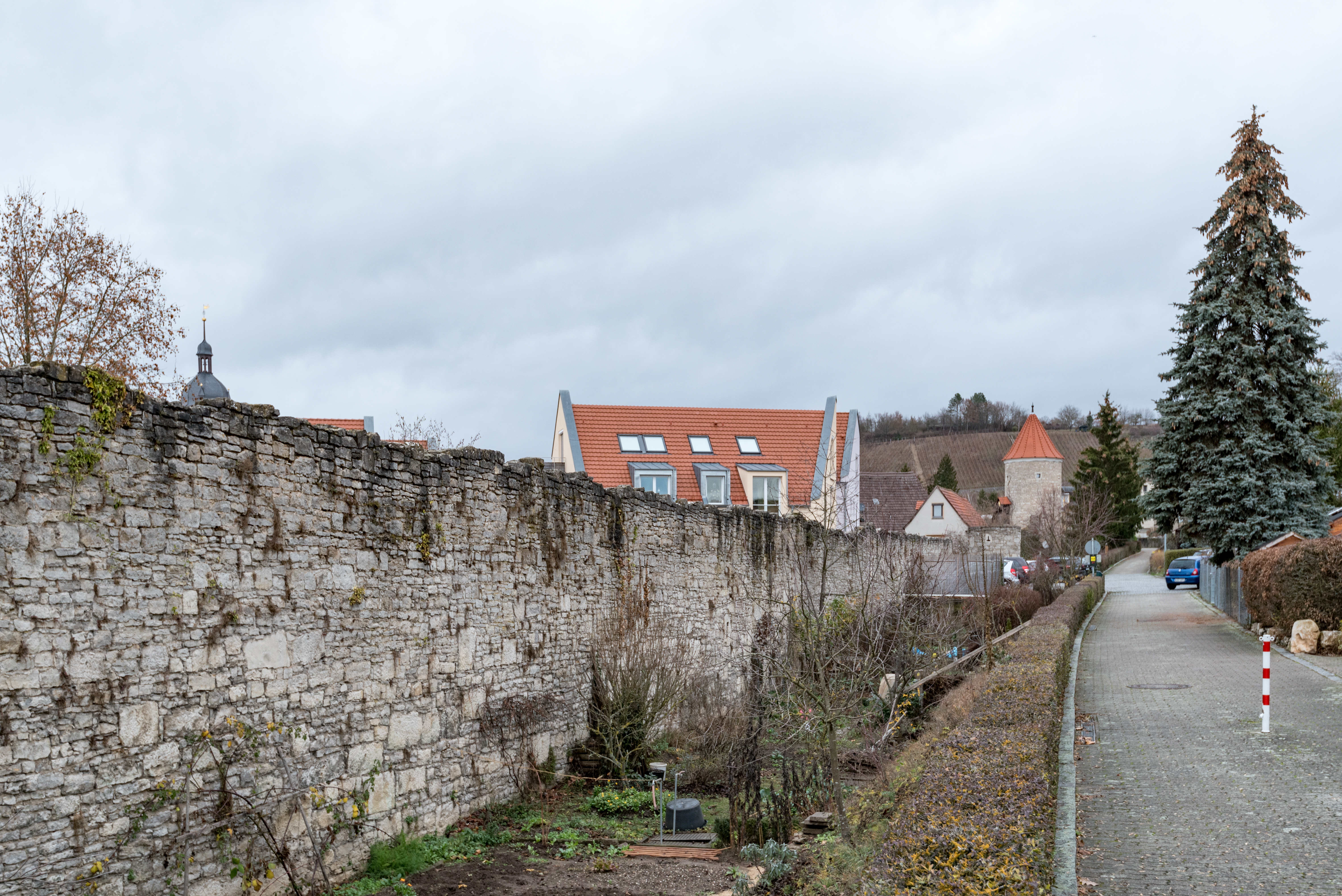
Mauerzug Ernst-Gebhardt-Ring, Feldseite
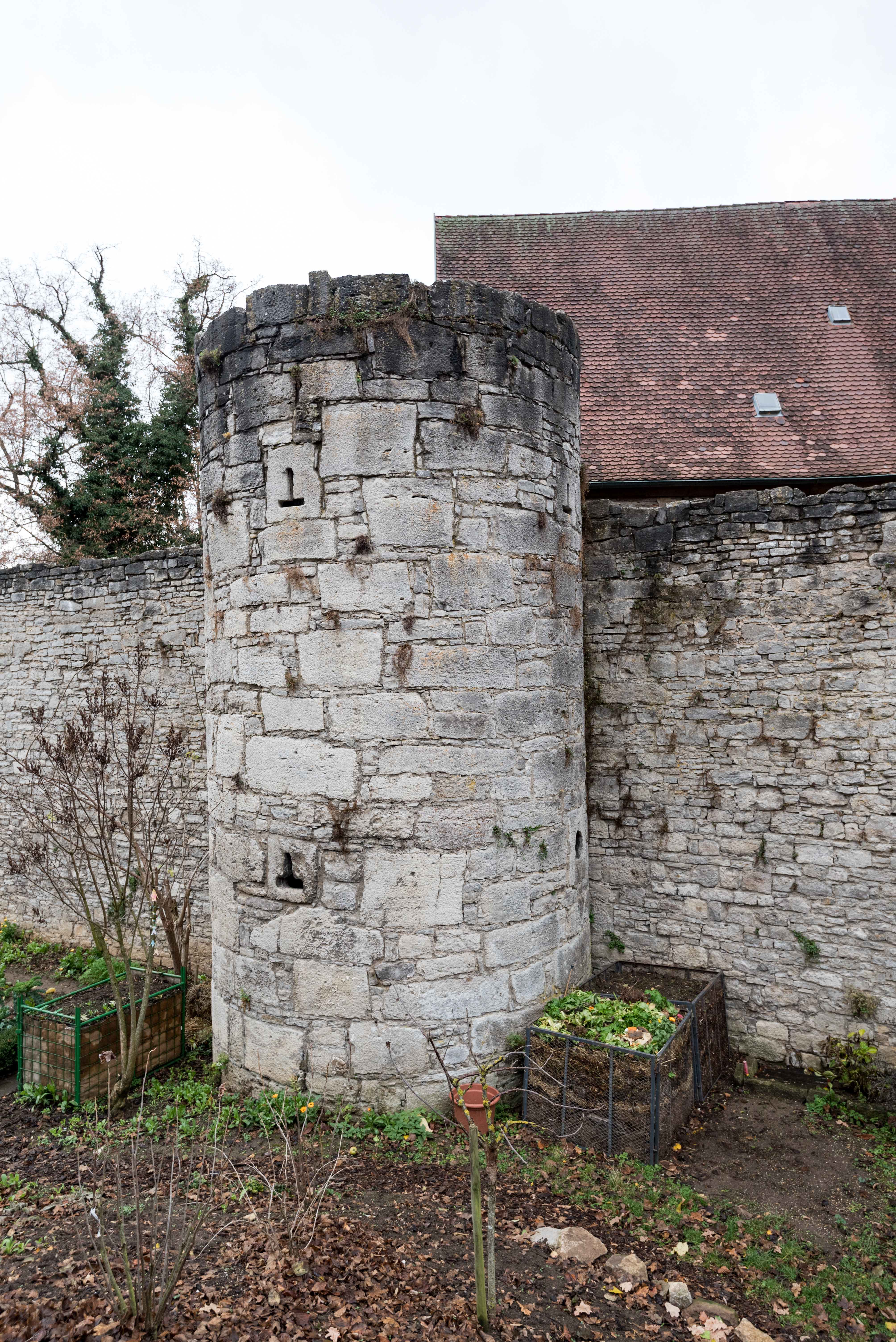
Mauerzug Ernst-Gebhardt-Ring, Feldseite
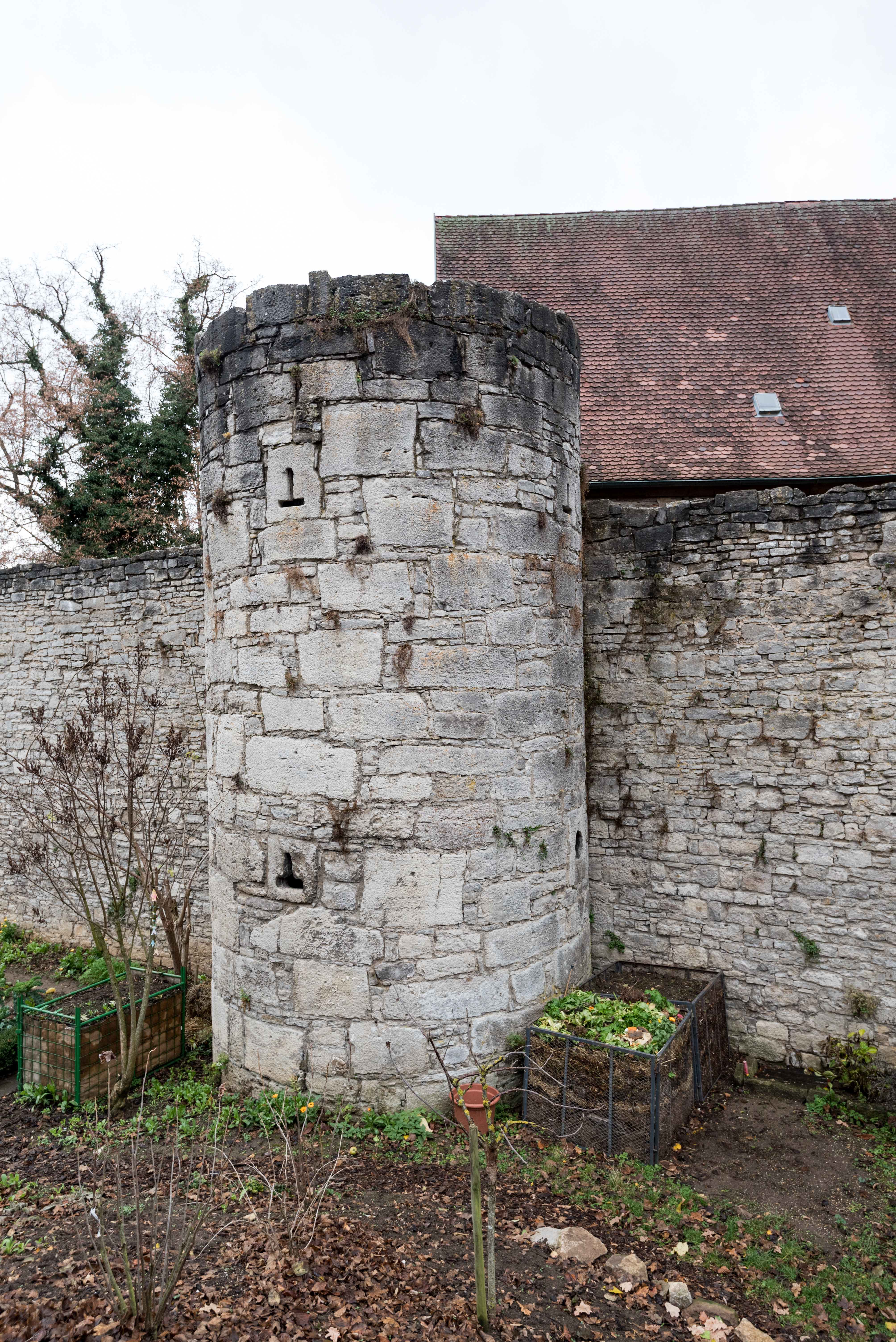
Mauerturm Ernst-Gebhardt-Ring, östlich des Schlosses weitere Bilder
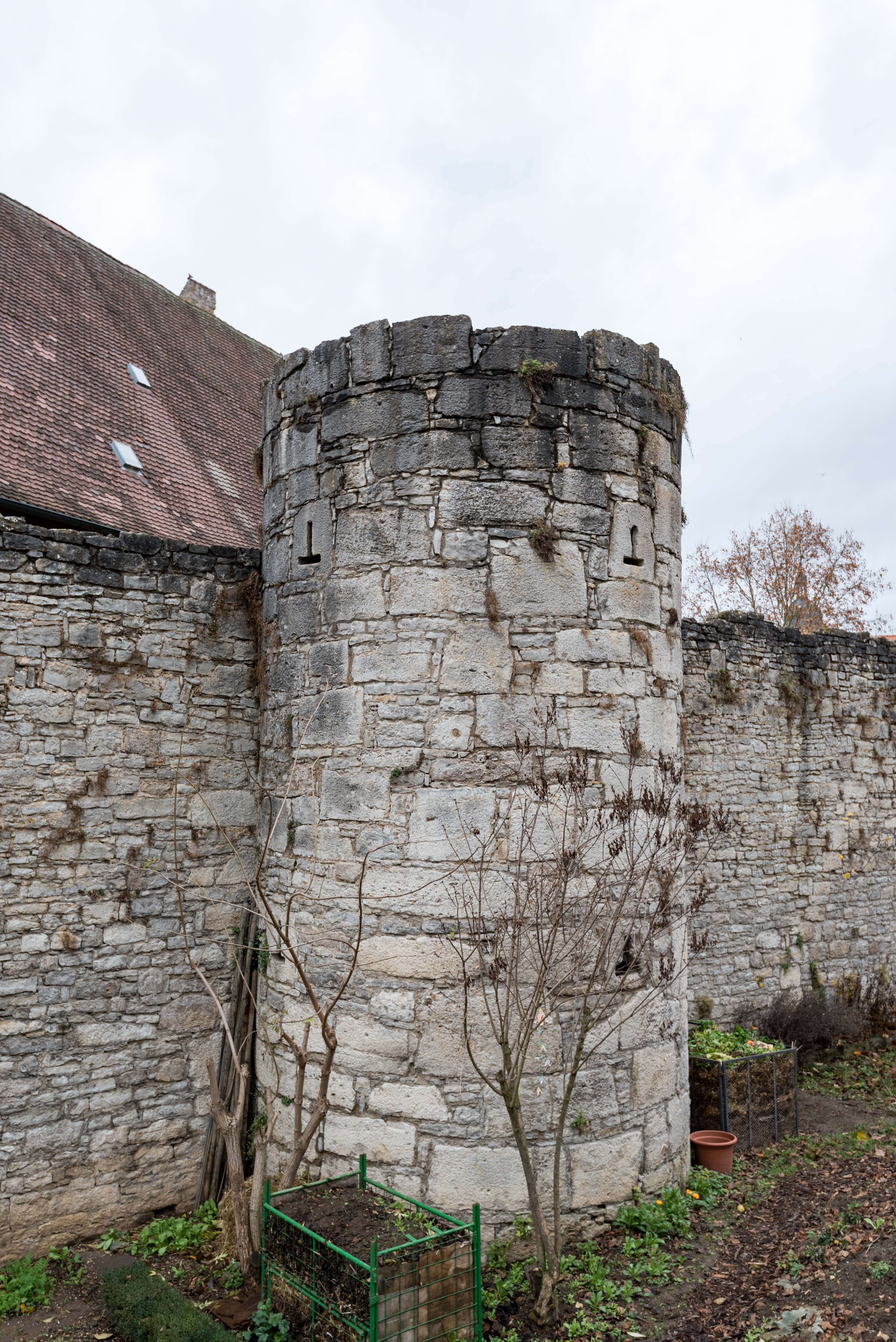
Mauerturm Ernst-Gebhardt-Ring, östlich des Schlosses weitere Bilder
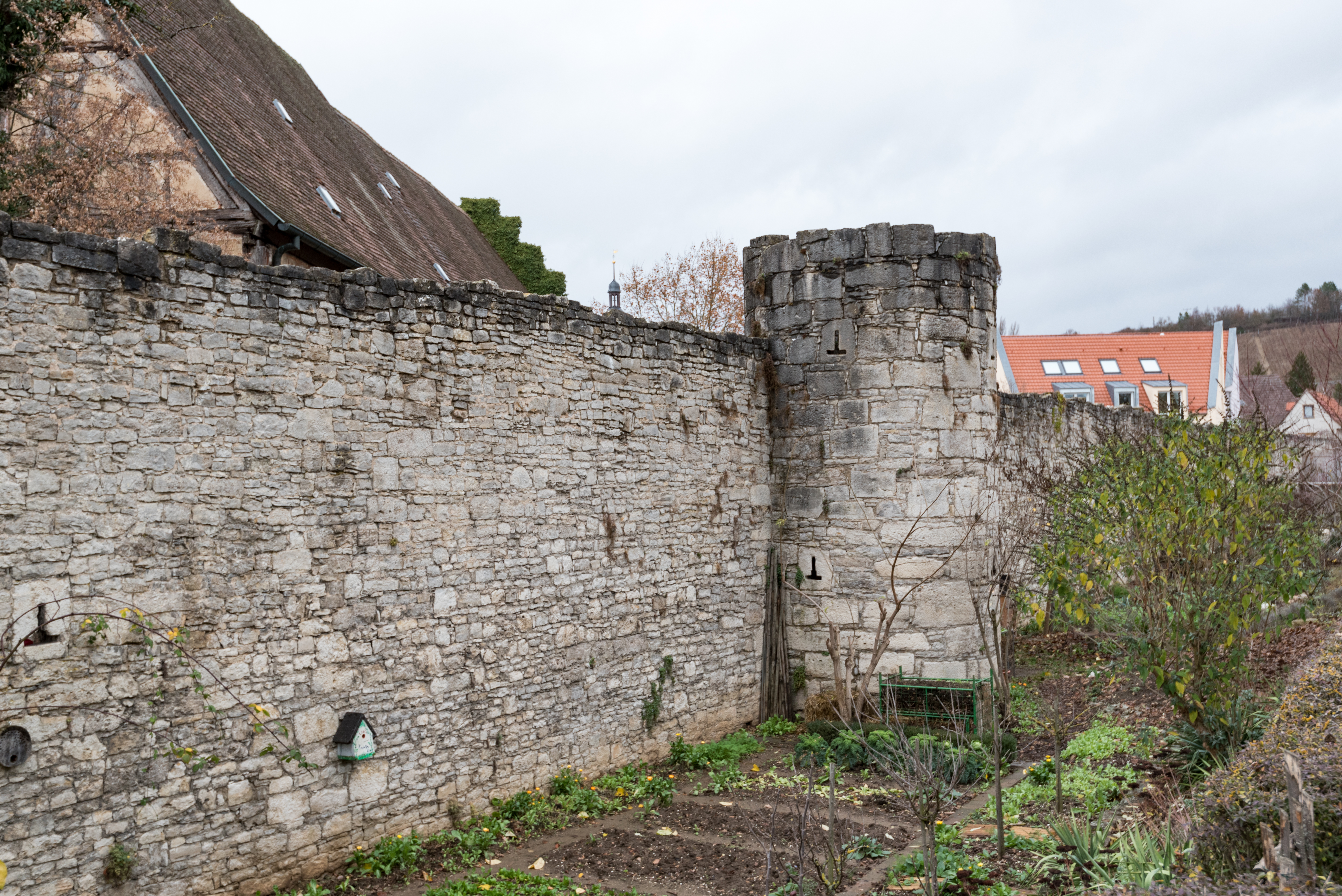
Mauerturm Ernst-Gebhardt-Ring, östlich des Schlosses weitere Bilder
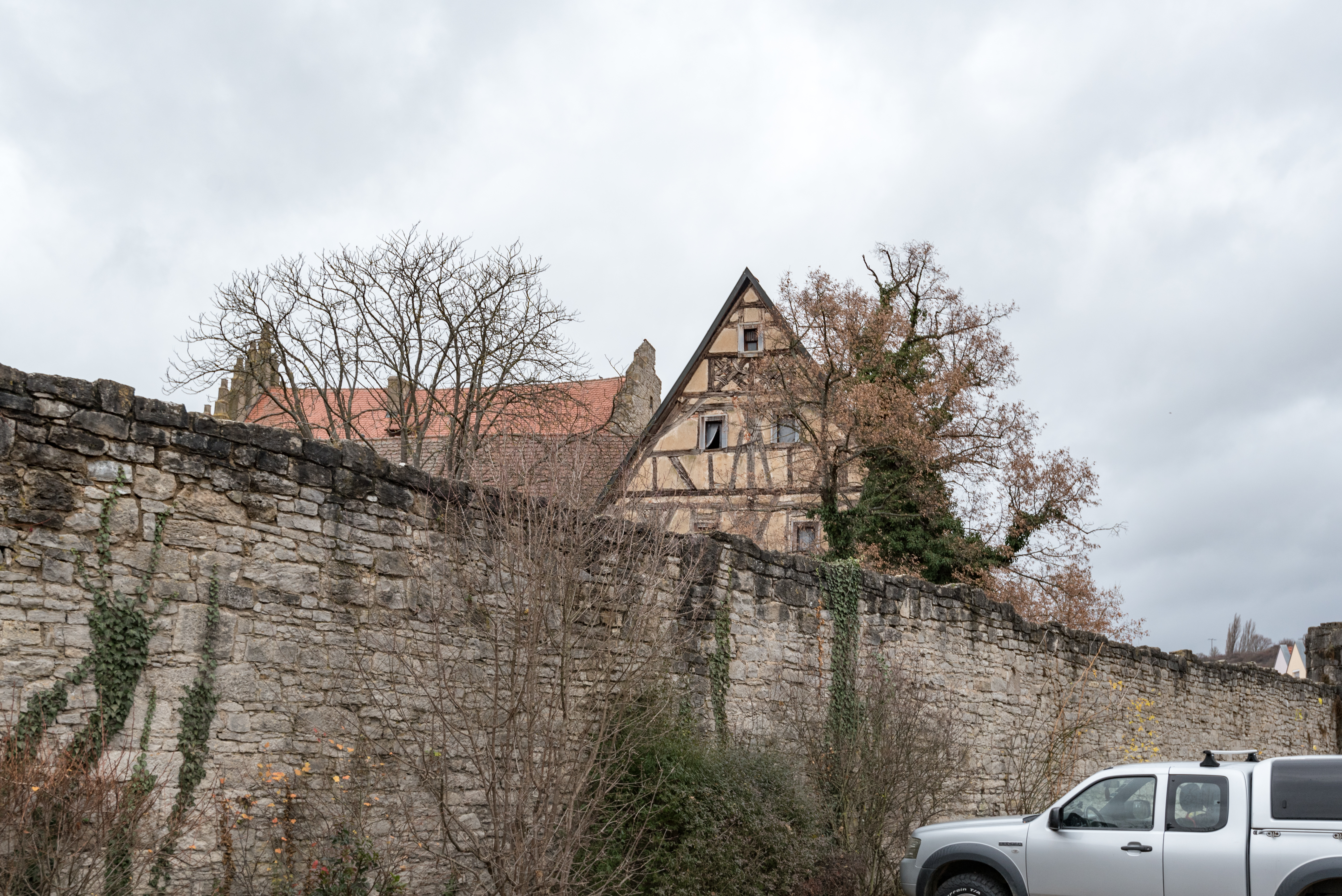
Mauerzug Ernst-Gebhardt-Ring, Feldseite
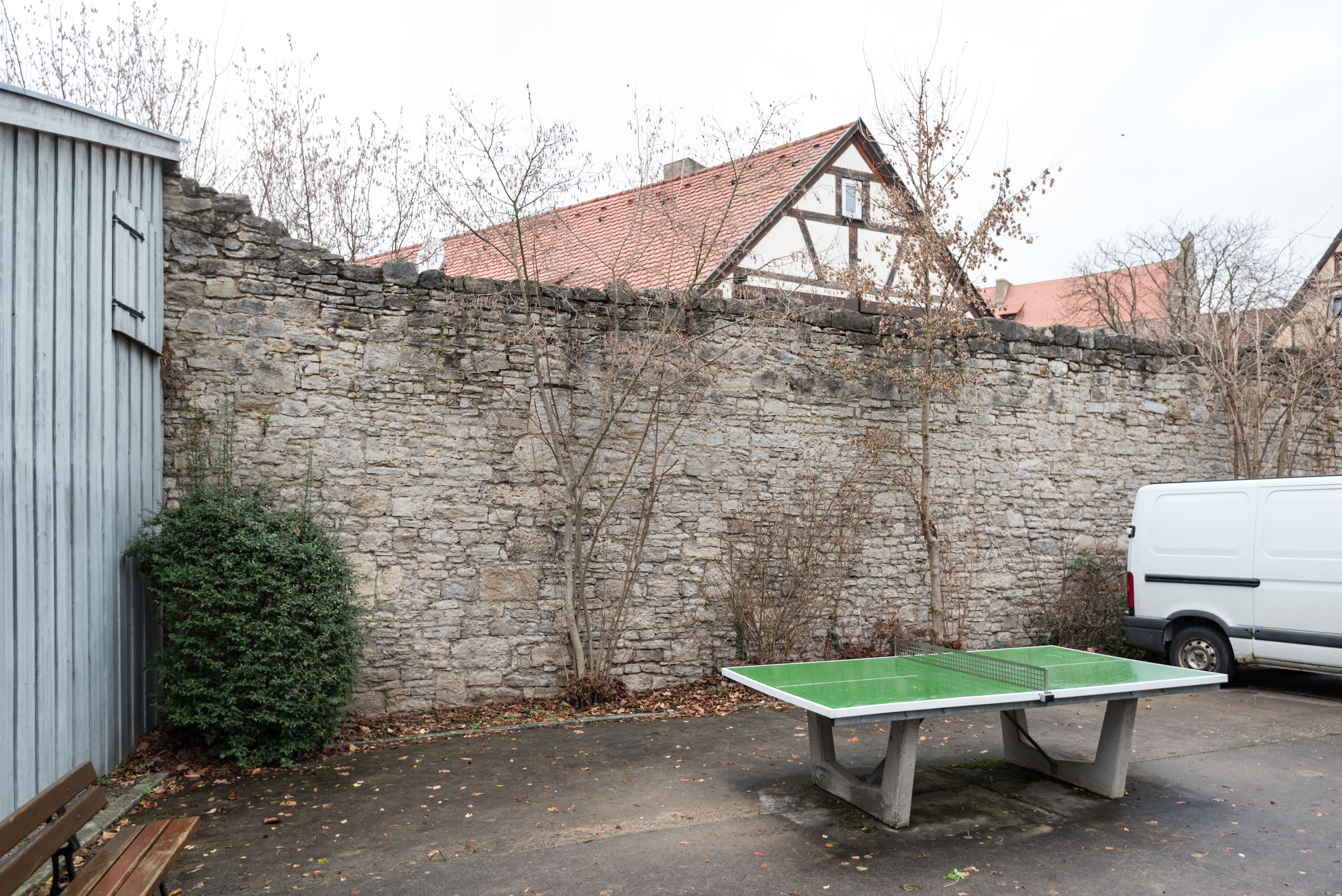
Mauerzug Ernst-Gebhardt-Ring, Feldseite

- Hauptstraße 46 (Lage): Ochsenfurter Tor, Torturm, dreigeschossiger Massivbau mit Durchfahrt, Walmdach sowie Glockentürmchen, in den Untergeschossen 15./16. Jahrhundert, Obergeschoss mit Lisenengliederung und Bedachung, 17./18. Jahrhundert, mit südlich anschließendem Torwärterhäuschen, kleiner Massivbau mit Walmdach, 15./16. Jahrhundert
- Rumorknechtsweg, entlang des Wegs (Lage): Mauerzug der Ortsbefestigung, 15./16. Jahrhundert
- Rumorknechtsweg (Lage): Befestigungsturm, Stumpf eines halbrunden Schalenturms, 15./16. Jahrhundert
- Rumorknechtsweg (Lage): Pforte, 18. Jahrhundert
- Rumorknechtsweg 2 (Lage): Rumorknechtsturm, ehemaliger Wehrturm, Rundturm, dreigeschossiger Massivbau mit Zwiebelhaube, erstes Viertel 16. Jahrhundert
- Georg-Koberer-Weg 6, 8 (Lage): Mauerzug der Ortsbefestigung an der Rückwand der Gebäude, 15./16. Jahrhundert
- Georg-Koberer-Weg, entlang des Weges (Lage): Mauerzug der Ortsbefestigung, 15./16. Jahrhundert
- Georg-Koberer-Weg 4 (Lage): Ehemaliger Wehrturm, Rechteckturm, dreigeschossiger Satteldachbau mit Fachwerkobergeschoss, erstes Viertel 16. Jahrhundert
- Ulrich-Gast-Weg 4 (Lage): Maintor, Torturm, dreigeschossiger Massivbau mit Tordurchfahrt, Halbwalmdach und Hochwassermarken
- Ulrich-Gast-Weg 4 (Lage): westlich ans Maintor anschließendes Torwärterhäuschen, kleiner Massivbau mit Satteldach, 15./16. Jahrhundert
- Ulrich-Gast-Weg 2 (Lage): Ehemaliger Wehrturm, Rechteckturm, dreigeschossiger Satteldachbau mit Fachwerkobergeschoss, bezeichnet „1535“
- Ulrich-Gast-Weg, am Ausgang der Badgasse (Lage): Pforte
- Ulrich-Gast-Weg 3 (Lage): Ehemaliger Wehrturm, Rechteckturm, dreigeschossiger Massivbau mit Satteldach und Fachwerkobergeschoss, im Kern erstes Viertel 16. Jahrhundert

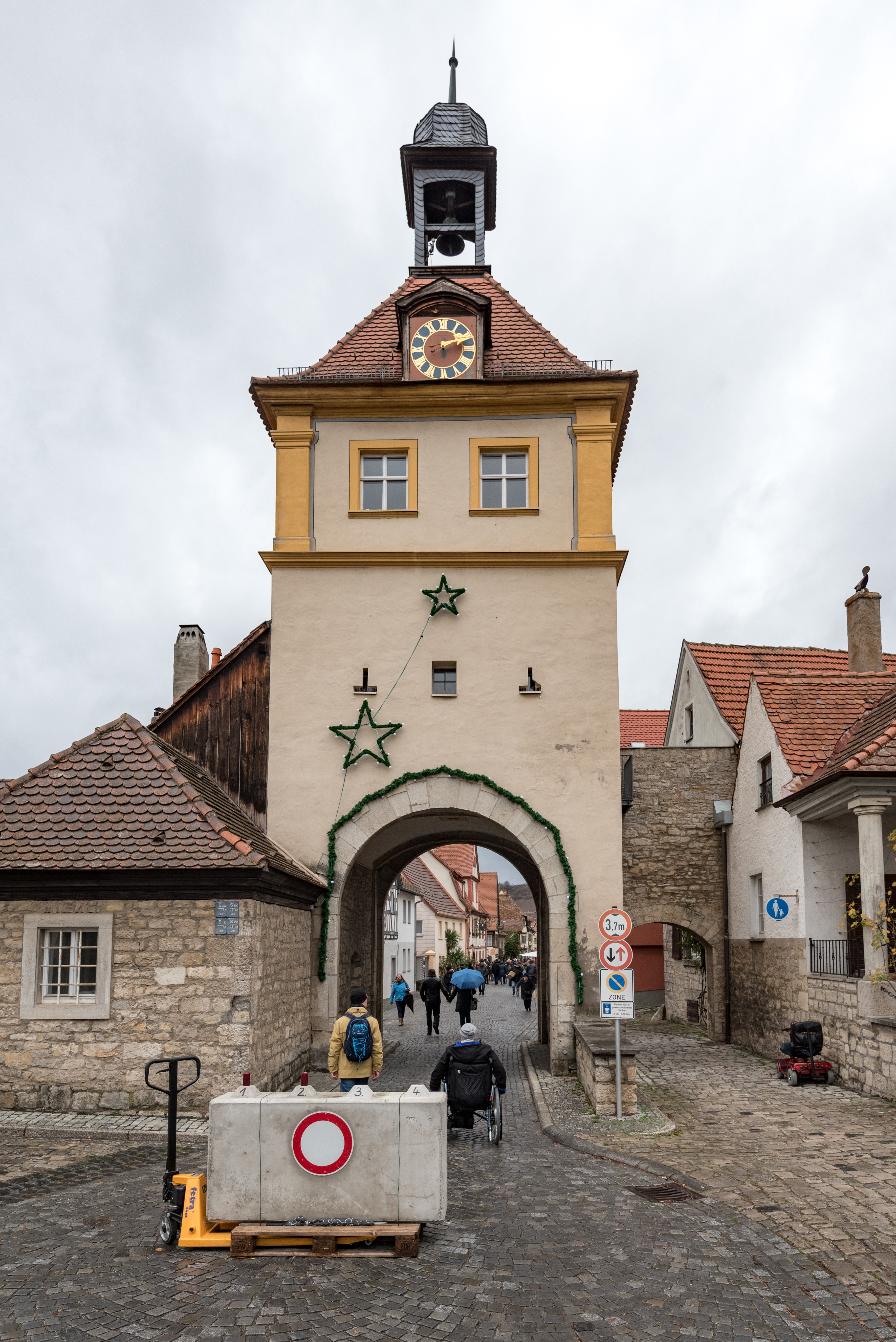
Ochsenfurter Tor, Feldseite weitere Bilder
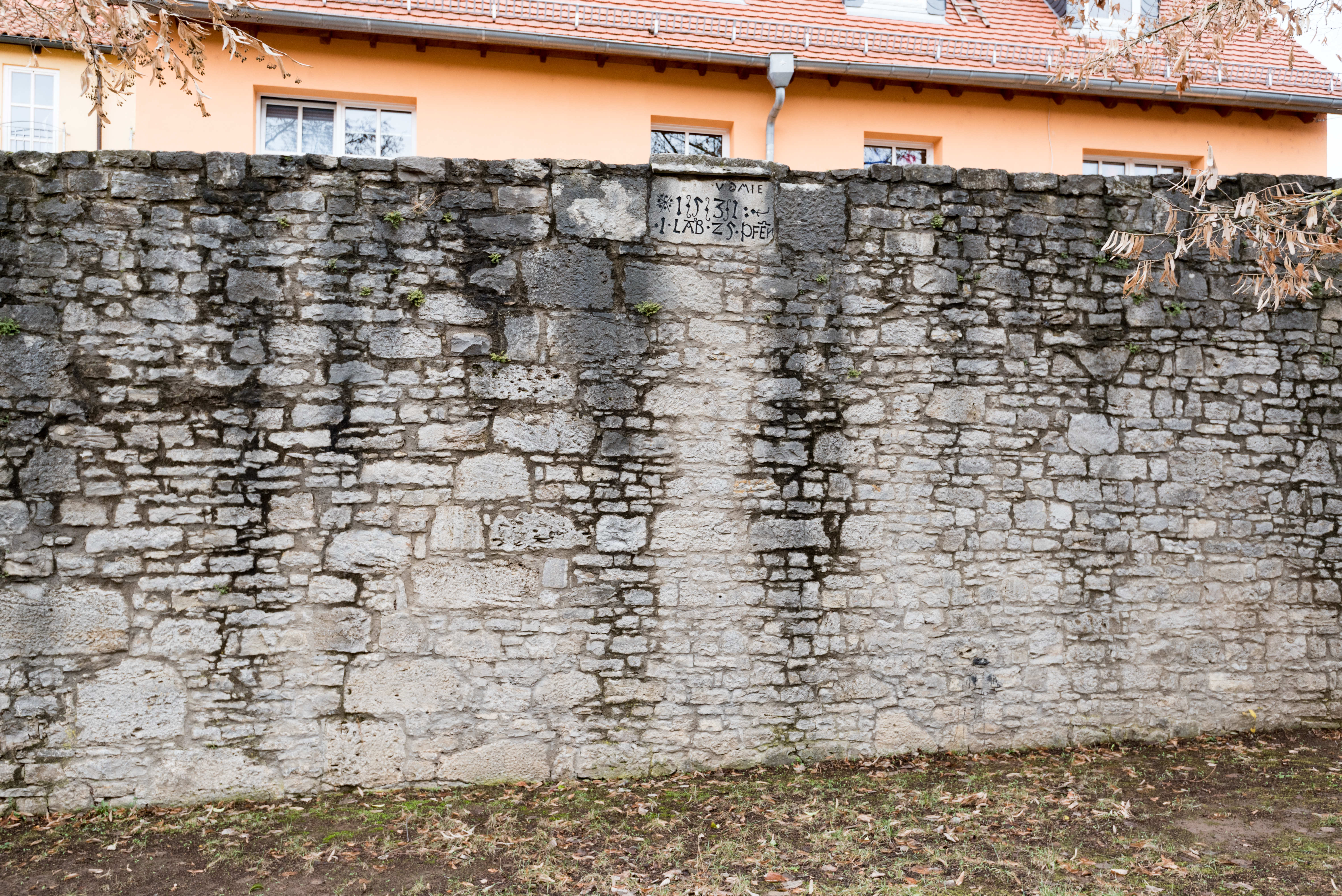
Mauerzug Rumorknechtsweg
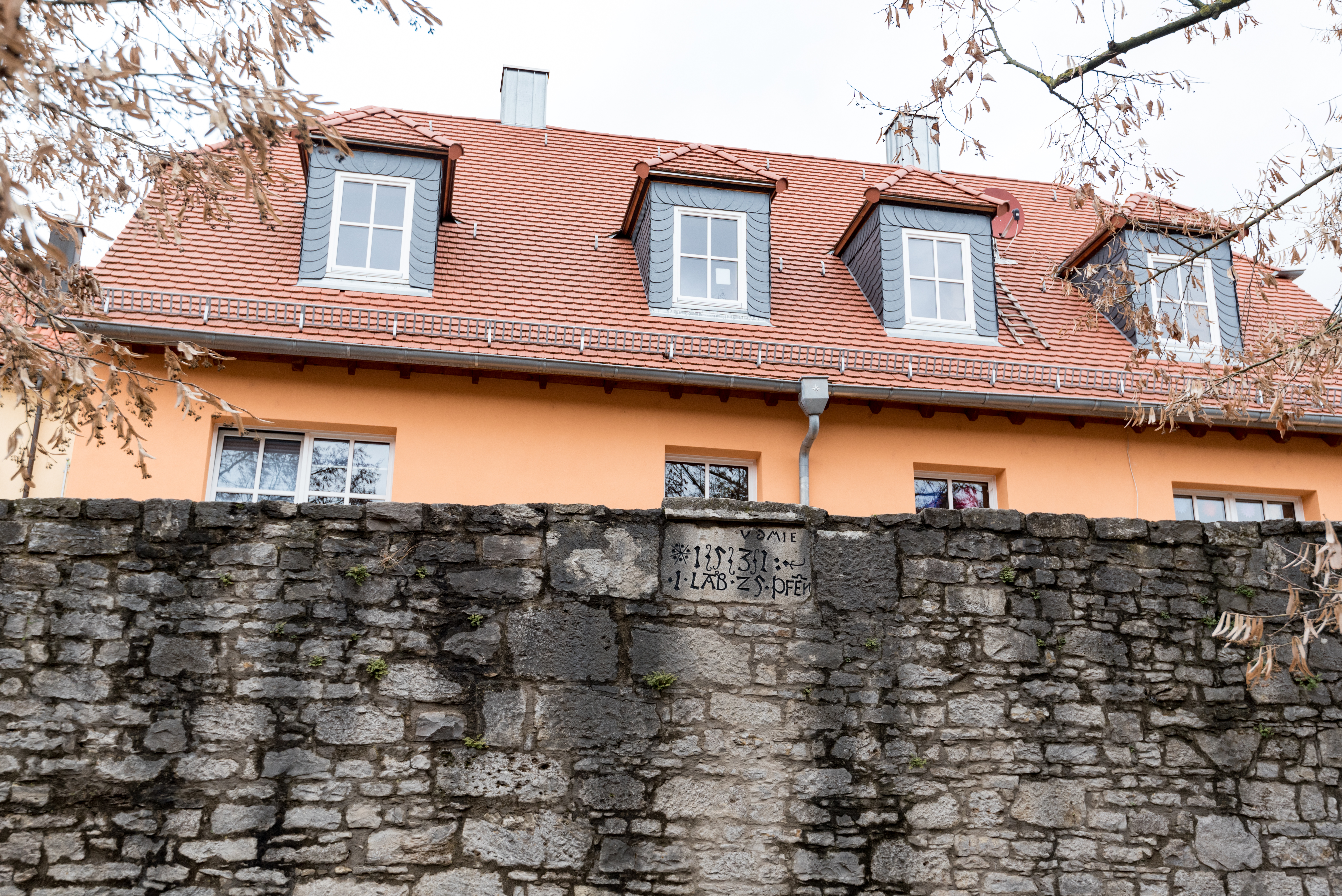
Mauerzug Rumorknechtsweg
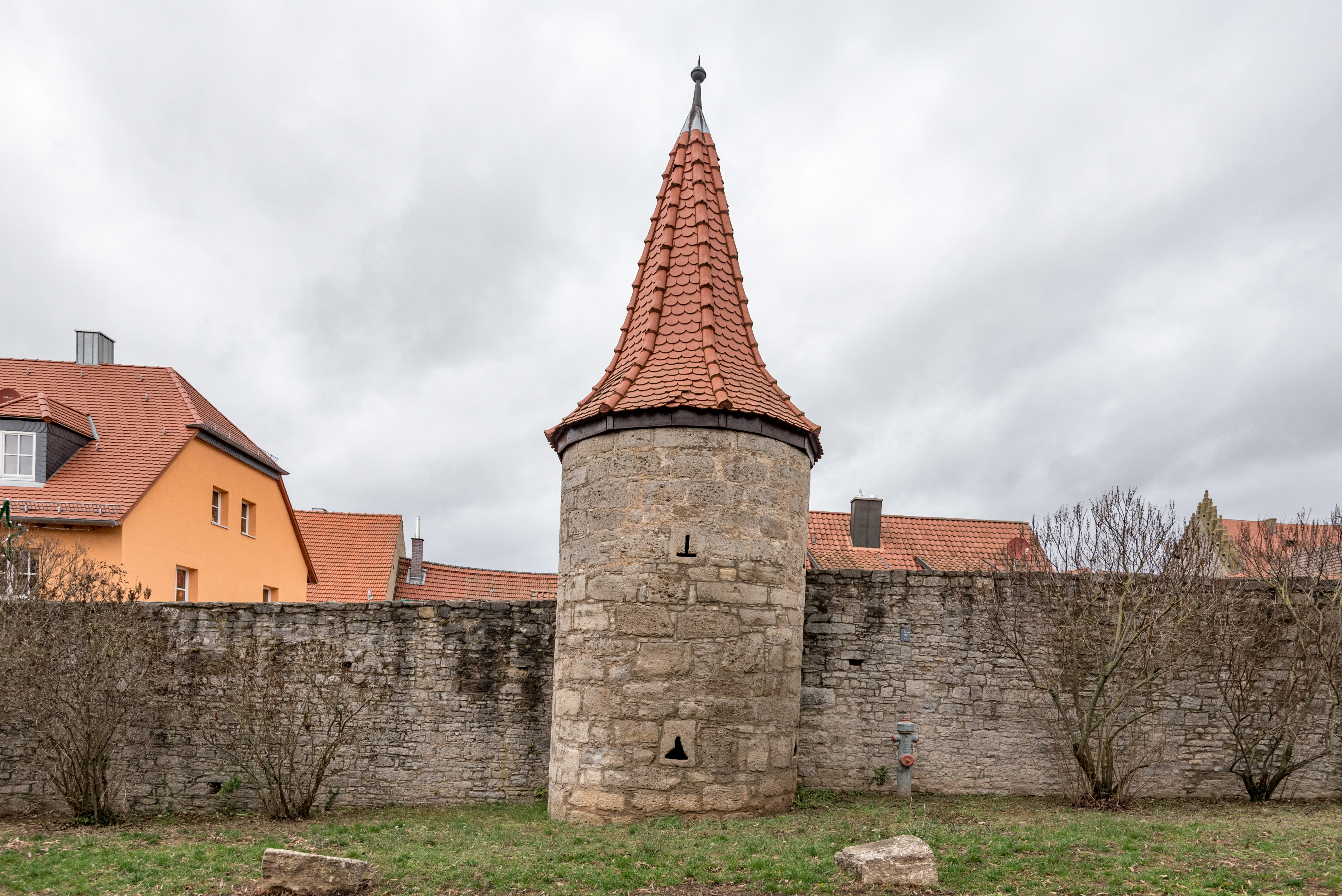
Befestigungsturm Rumorknechtsweg weitere Bilder
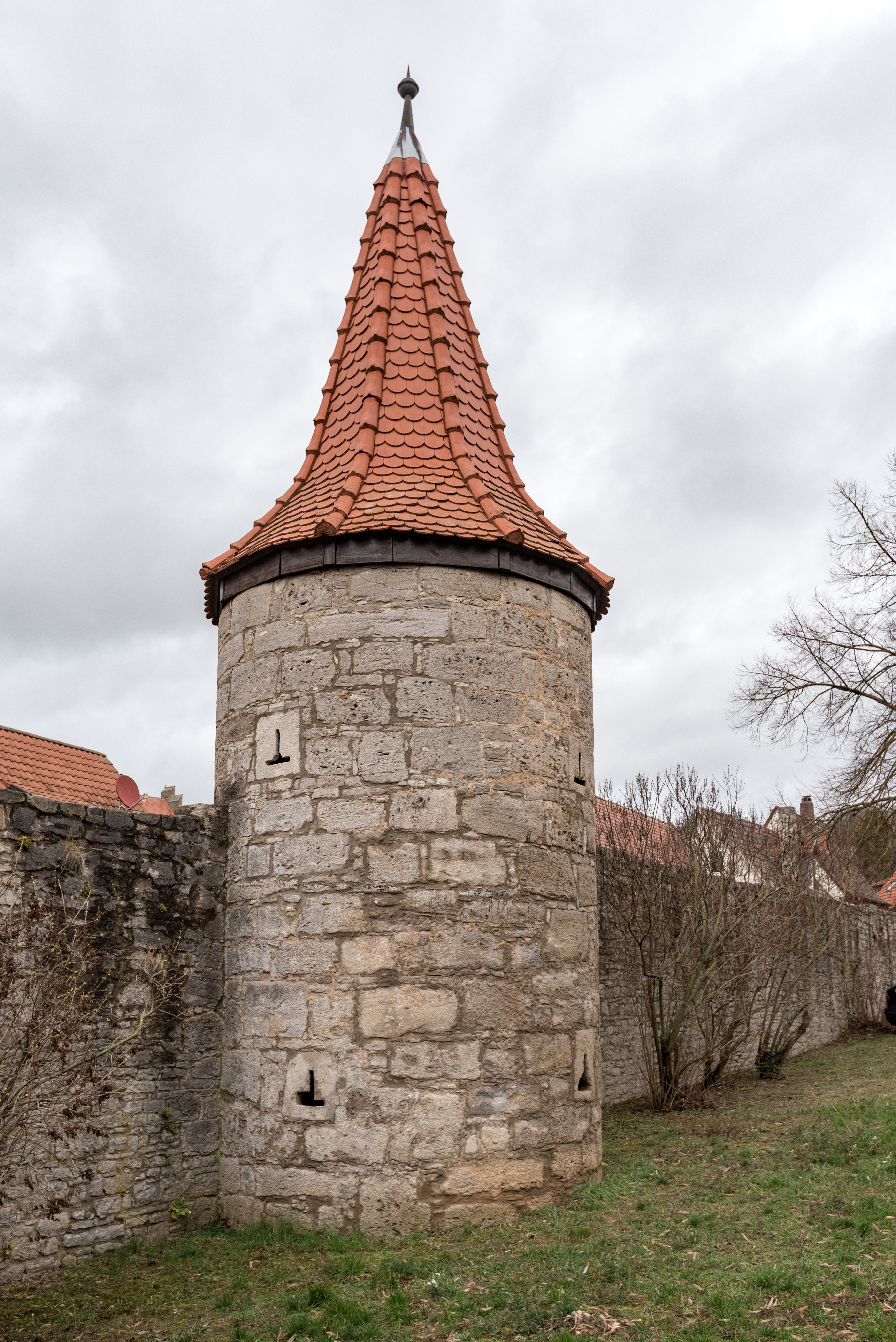
Befestigungsturm Rumorknechtsweg weitere Bilder
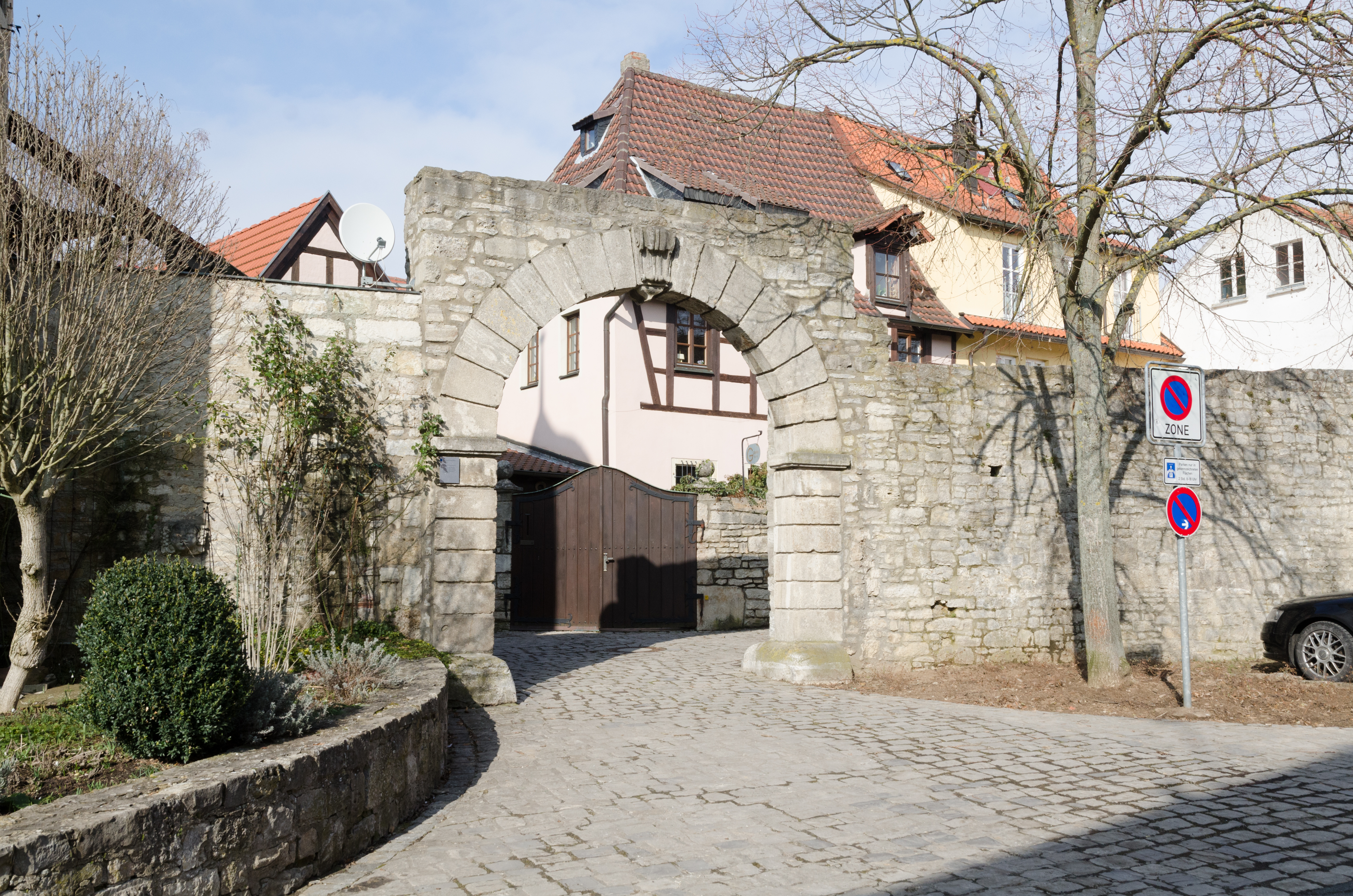
Pforte am Rumorknechtsturm weitere Bilder
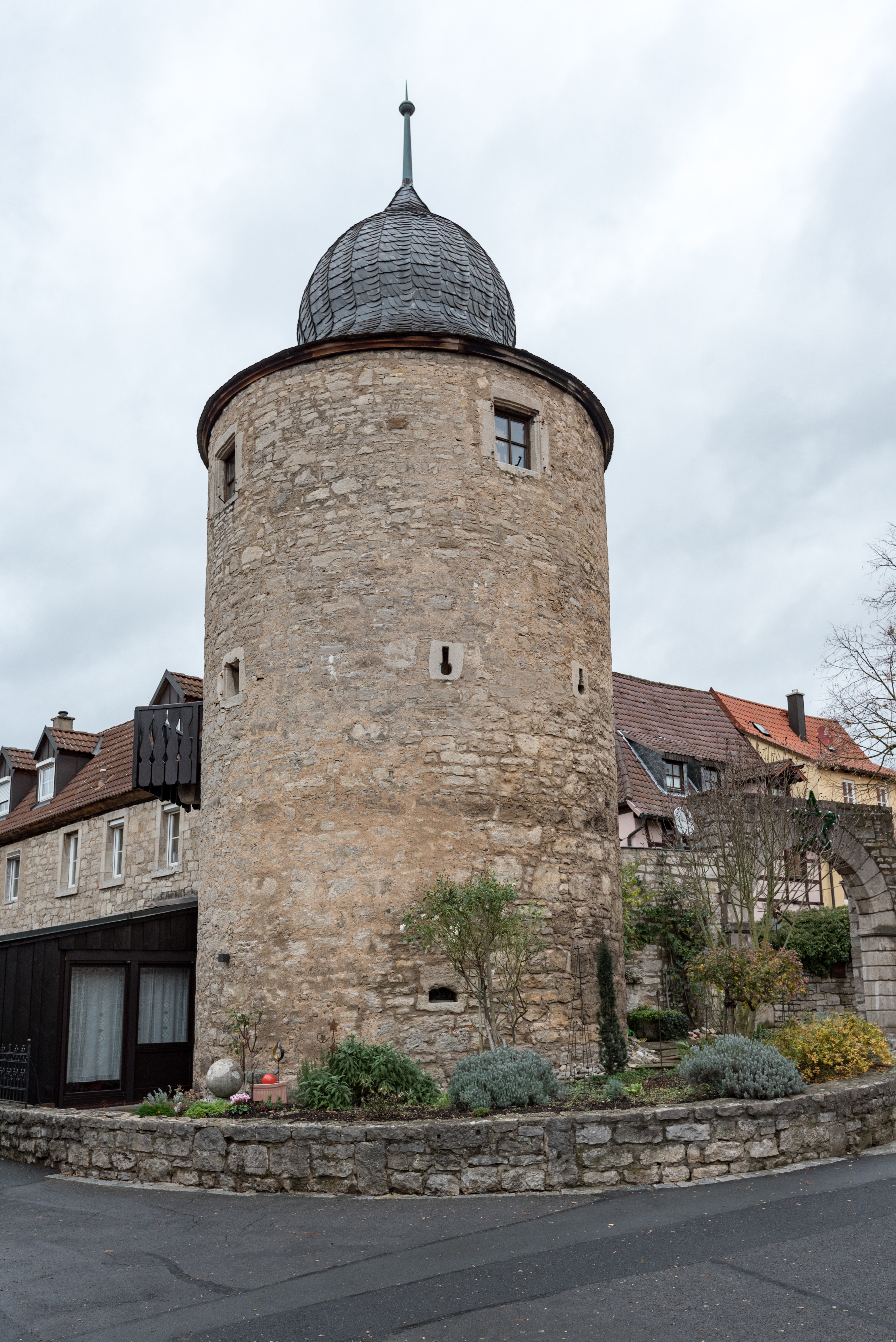
Rumorknechtsturm weitere Bilder
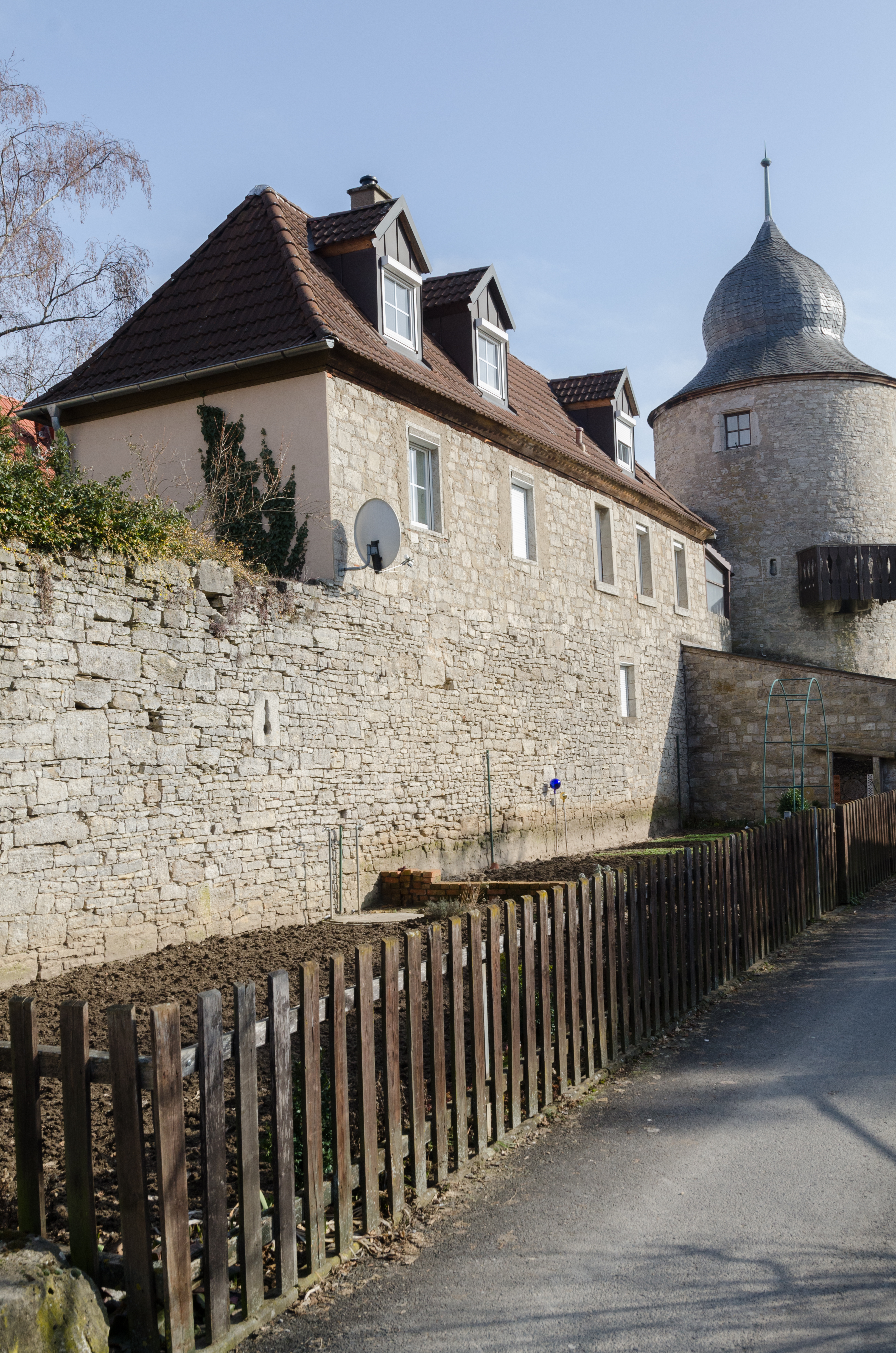
Ortsmauer Georg-Koberer-Weg 8, Feldseite
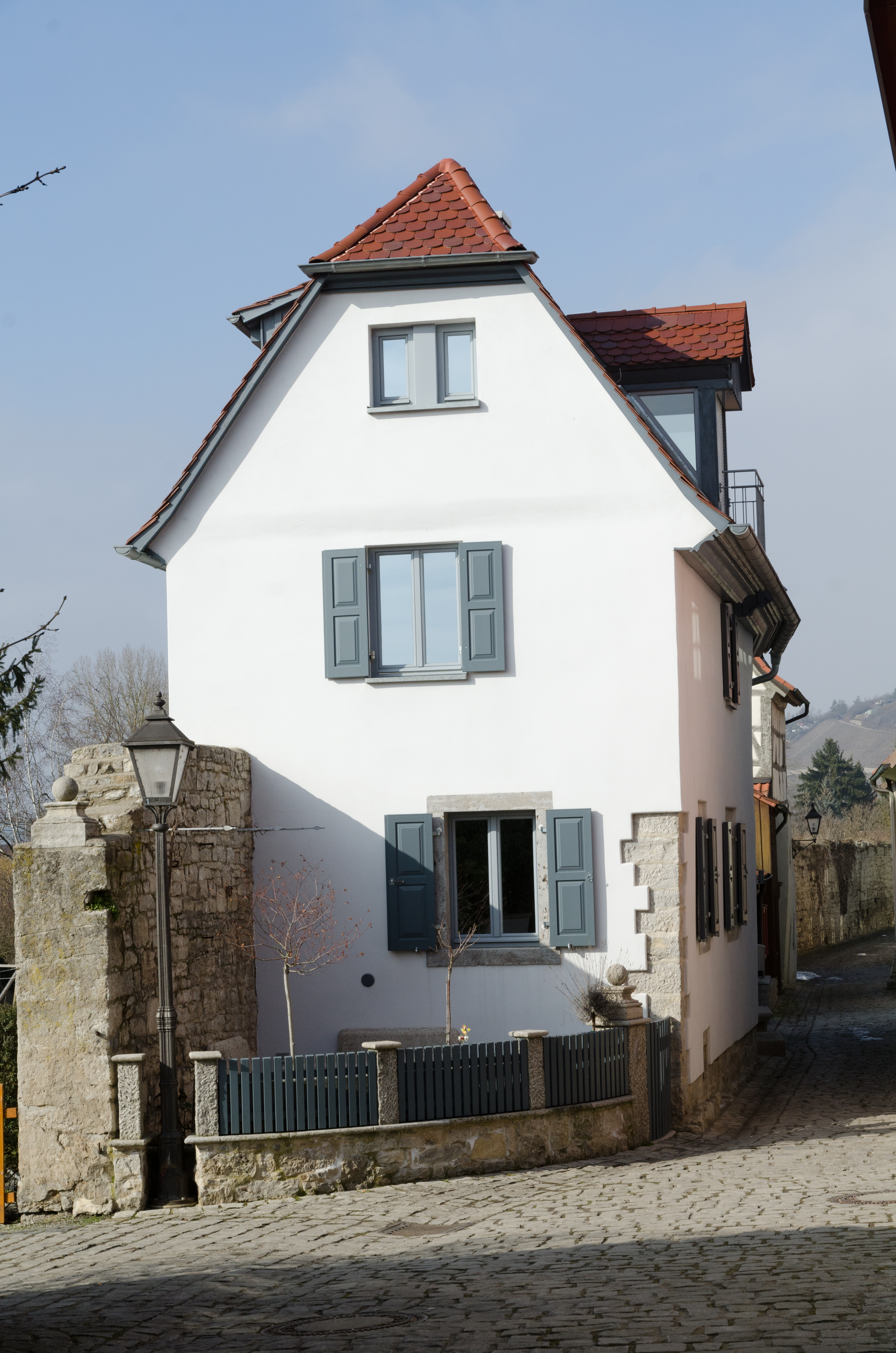
Ortsmauer Georg-Koberer-Weg 6
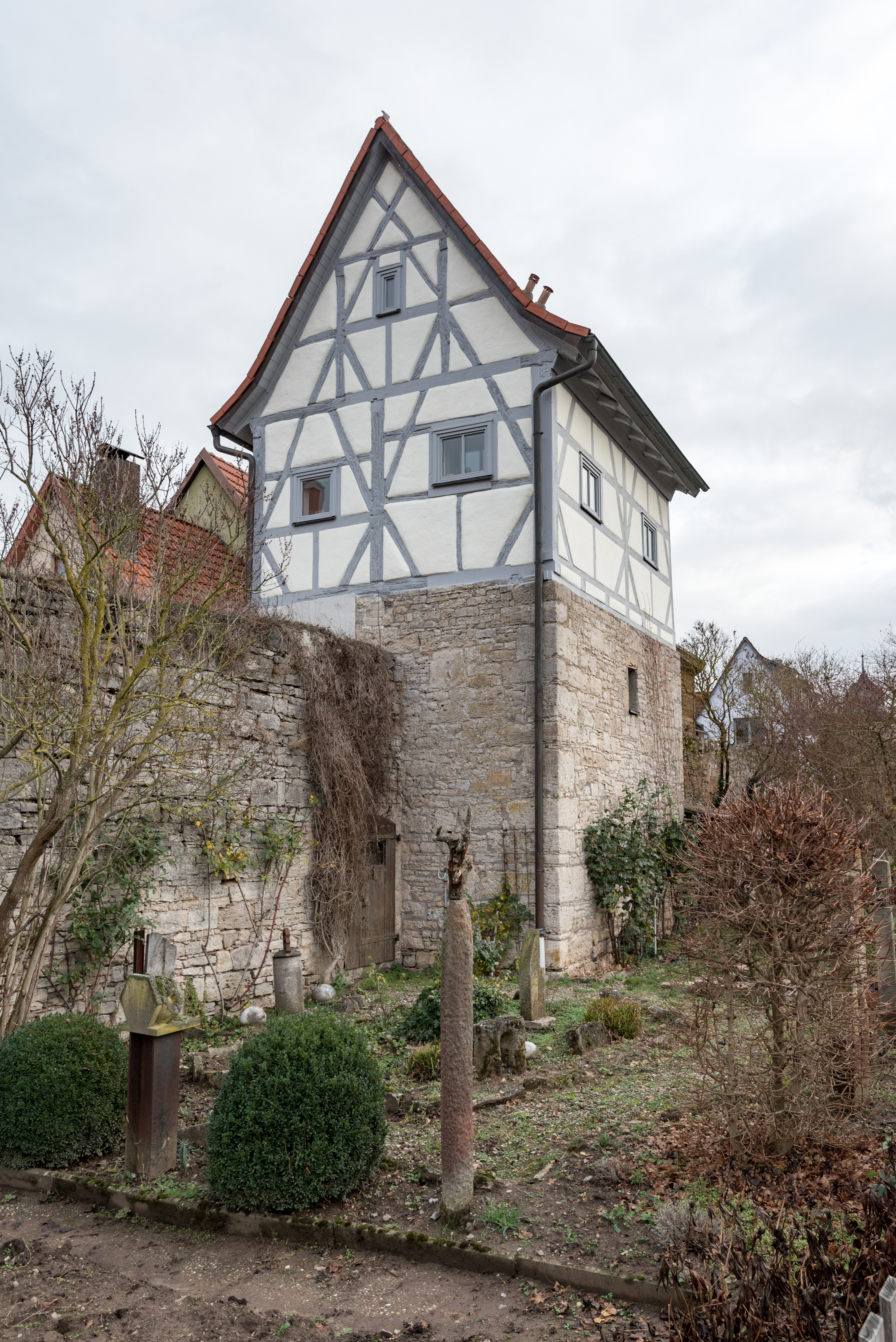
Mauerturm, Georg-Koberer-Weg 4 weitere Bilder
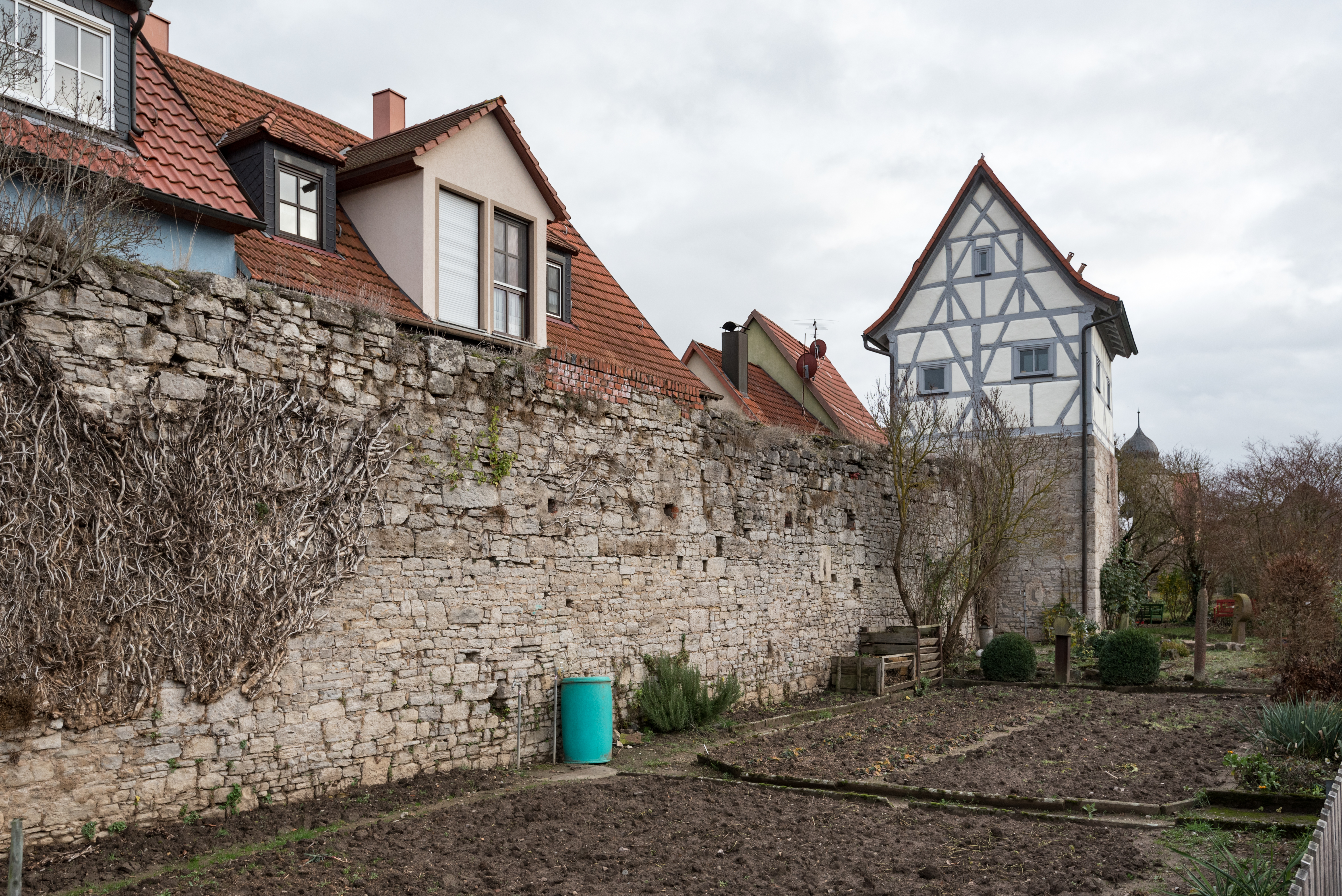
Mauerturm, Georg-Koberer-Weg 4 weitere Bilder
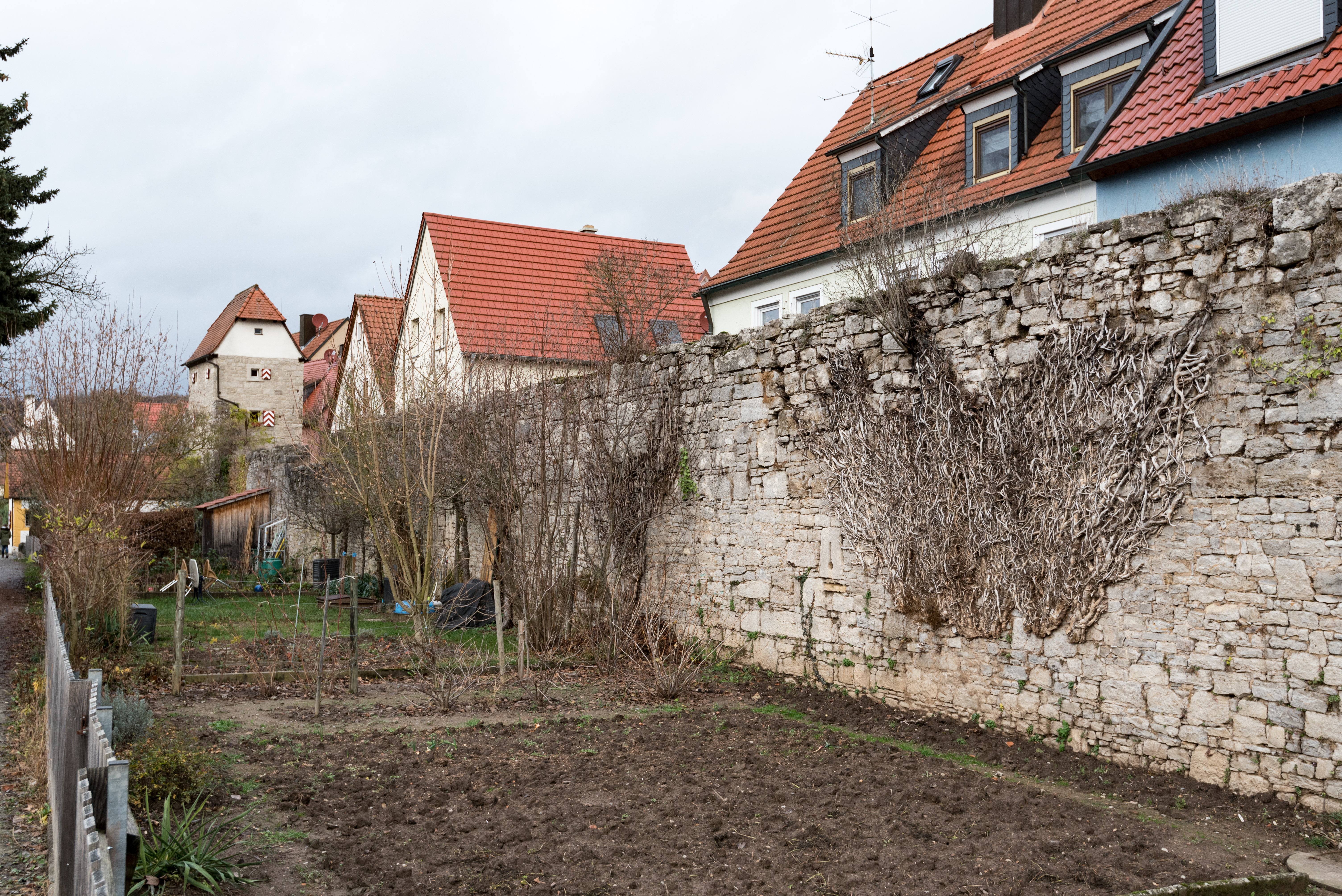
Ulrich-Gast-Weg zwischen 2 und 4
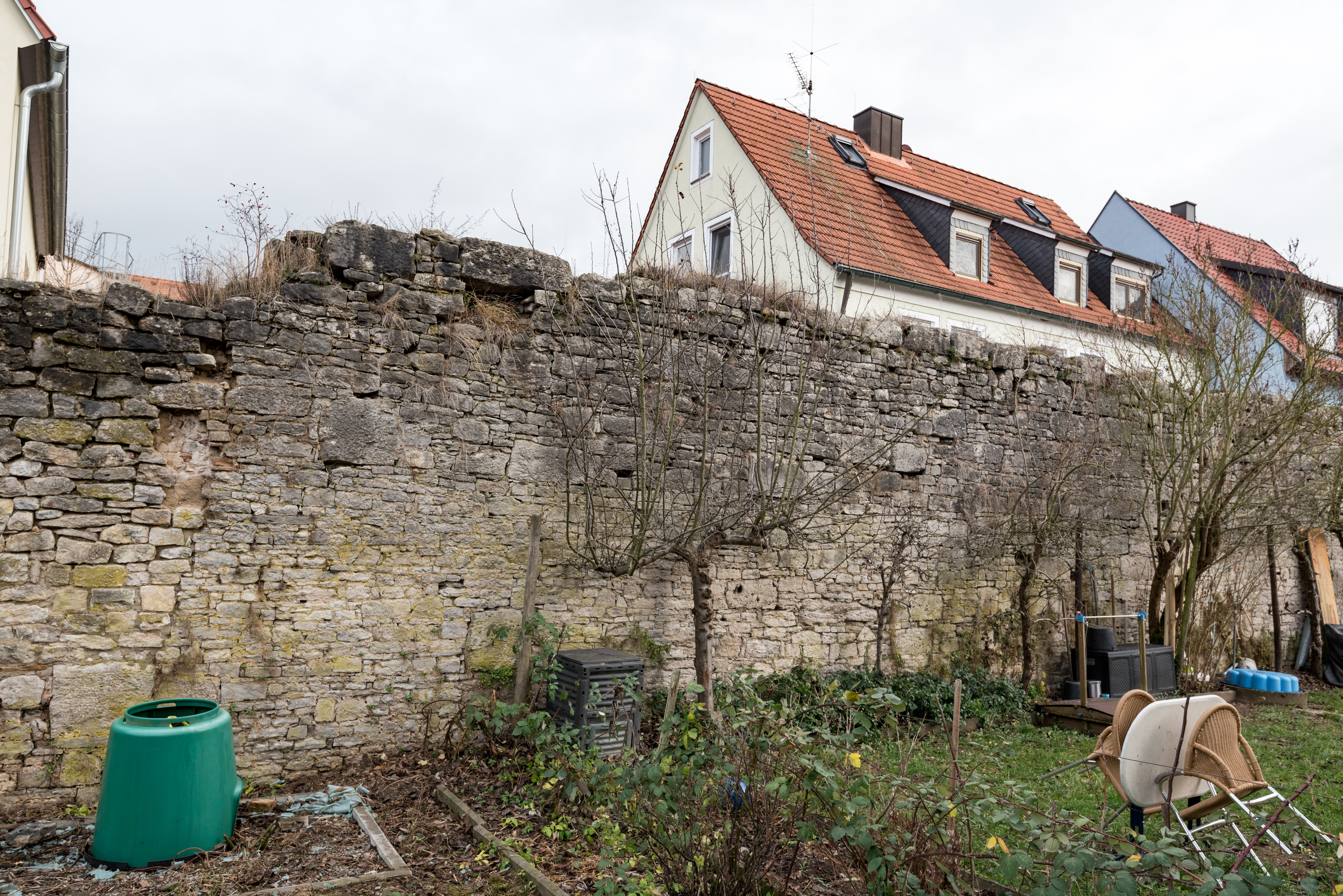
Ulrich-Gast-Weg zwischen 2 und 4
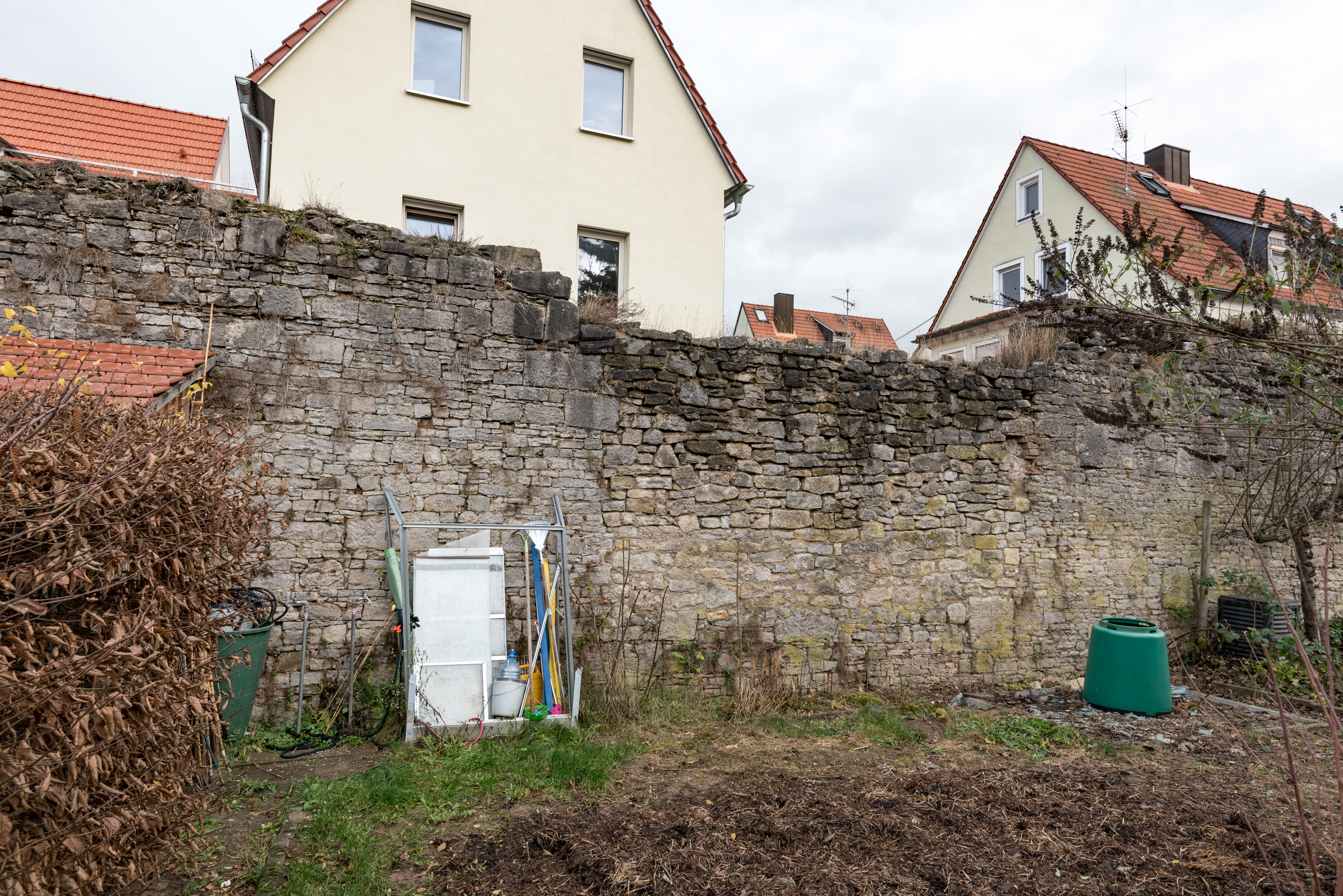
Ulrich-Gast-Weg zwischen 2 und 4
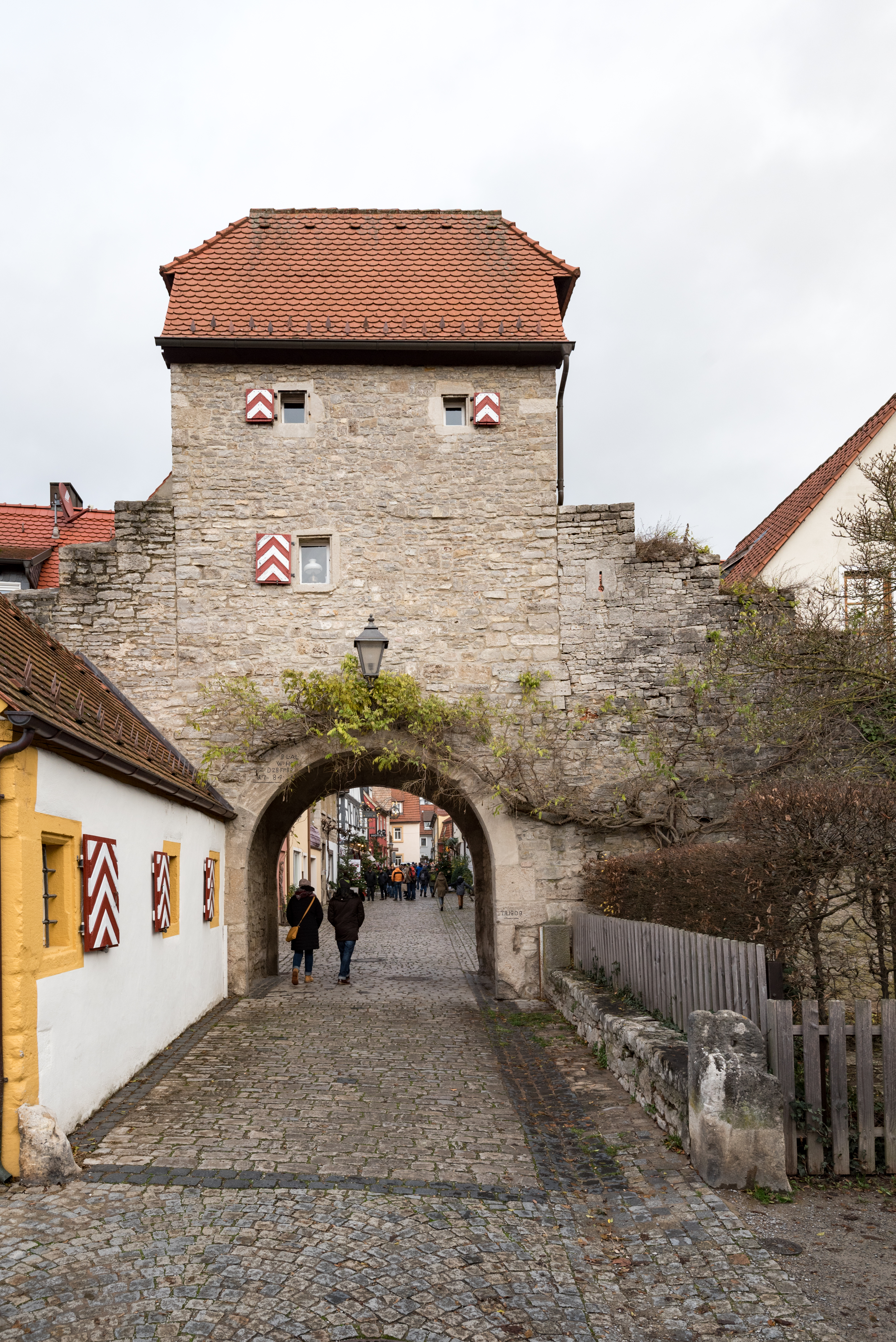
Maintor, Feldseite weitere Bilder
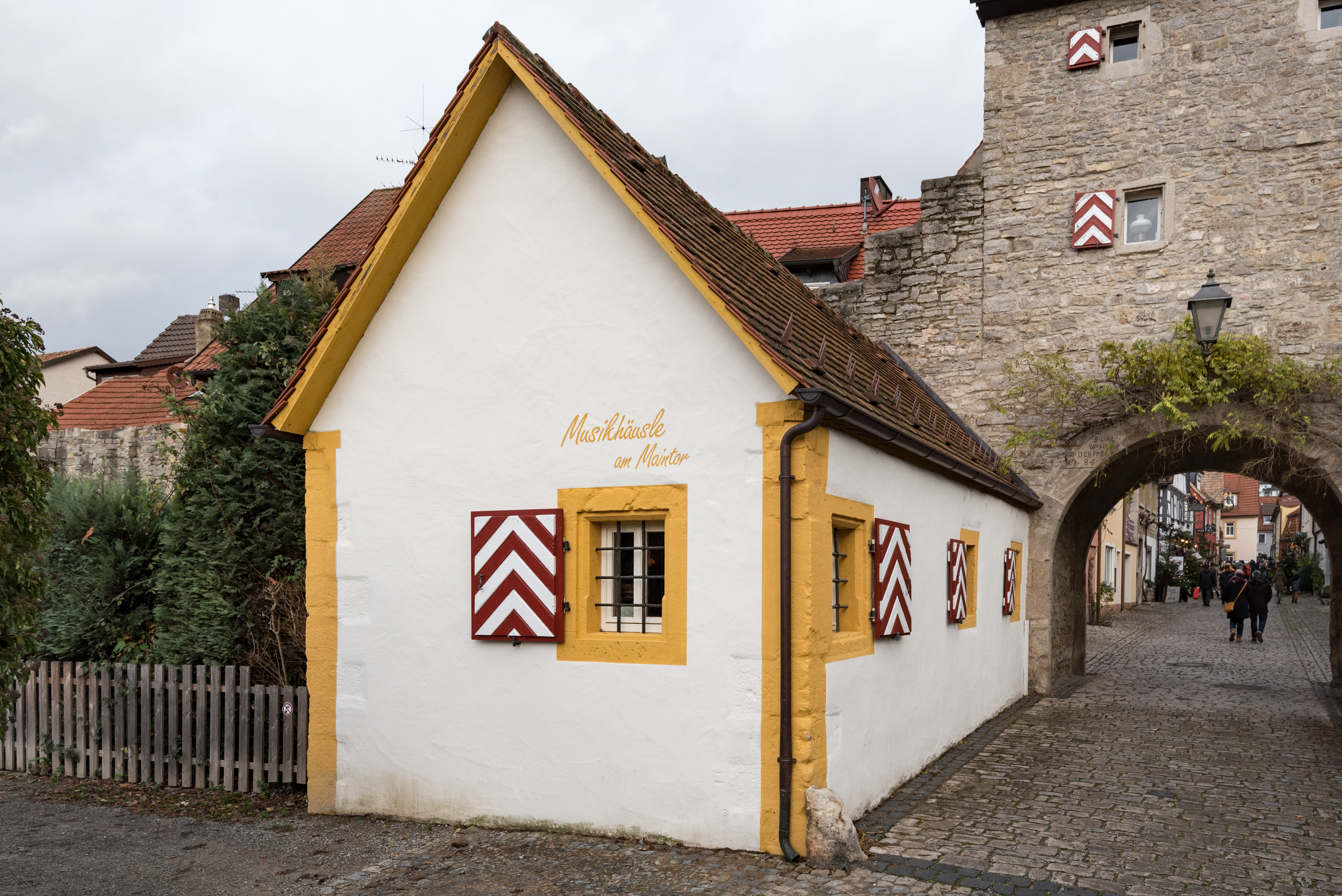
Maintor, Torwächterhaus Feldseite weitere Bilder
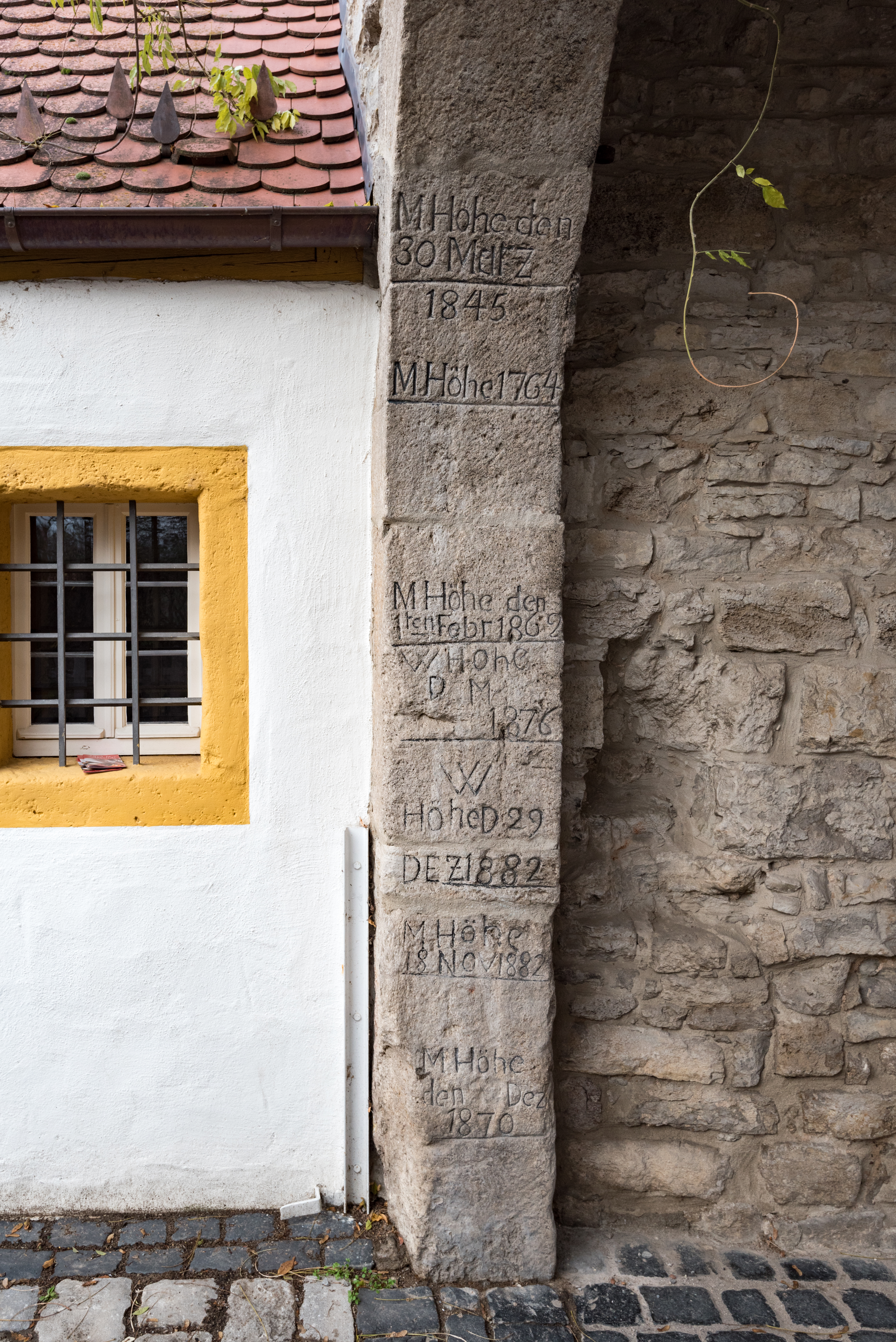
Maintor, Hochwassermarken weitere Bilder
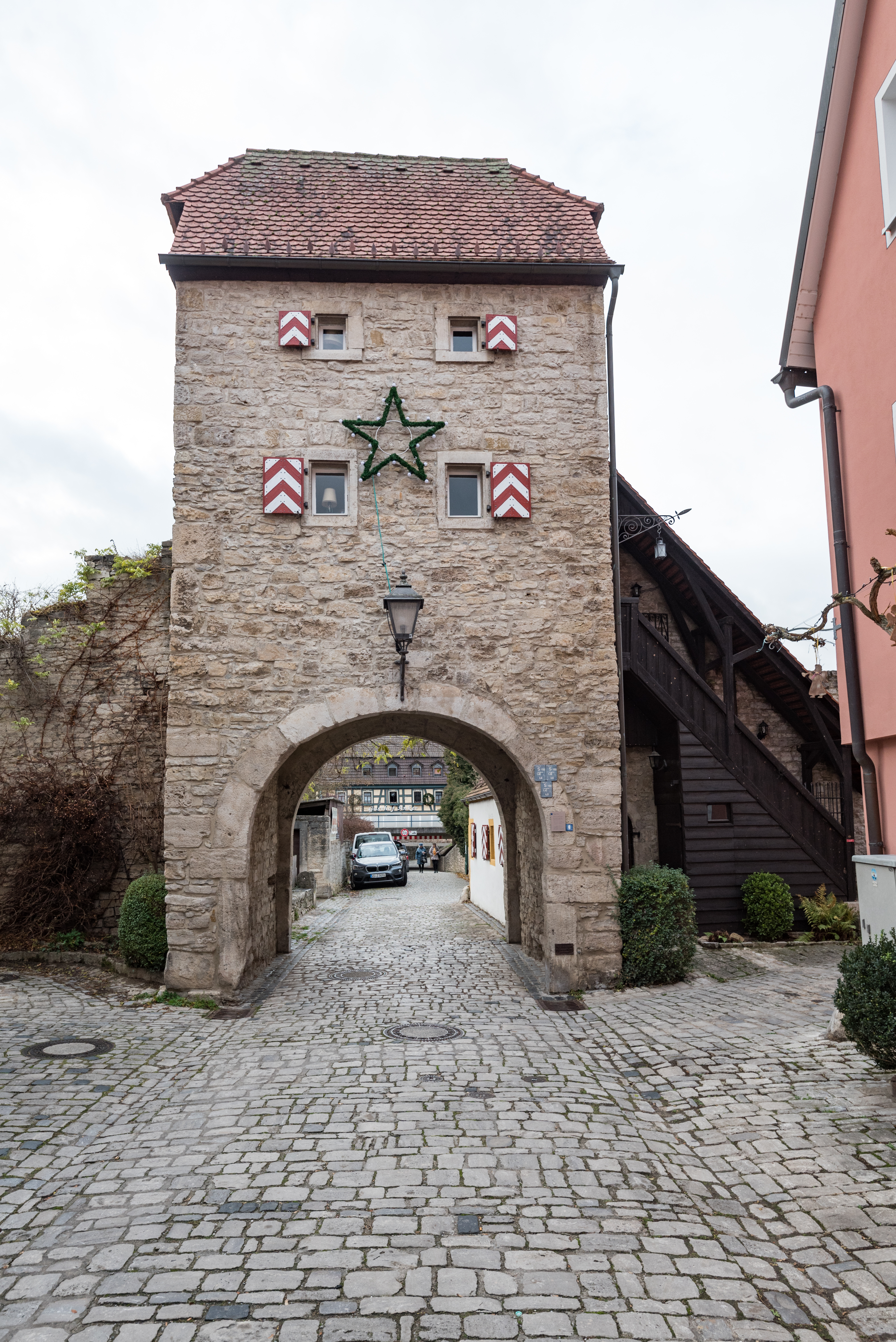
Maintor, Ortsseite weitere Bilder
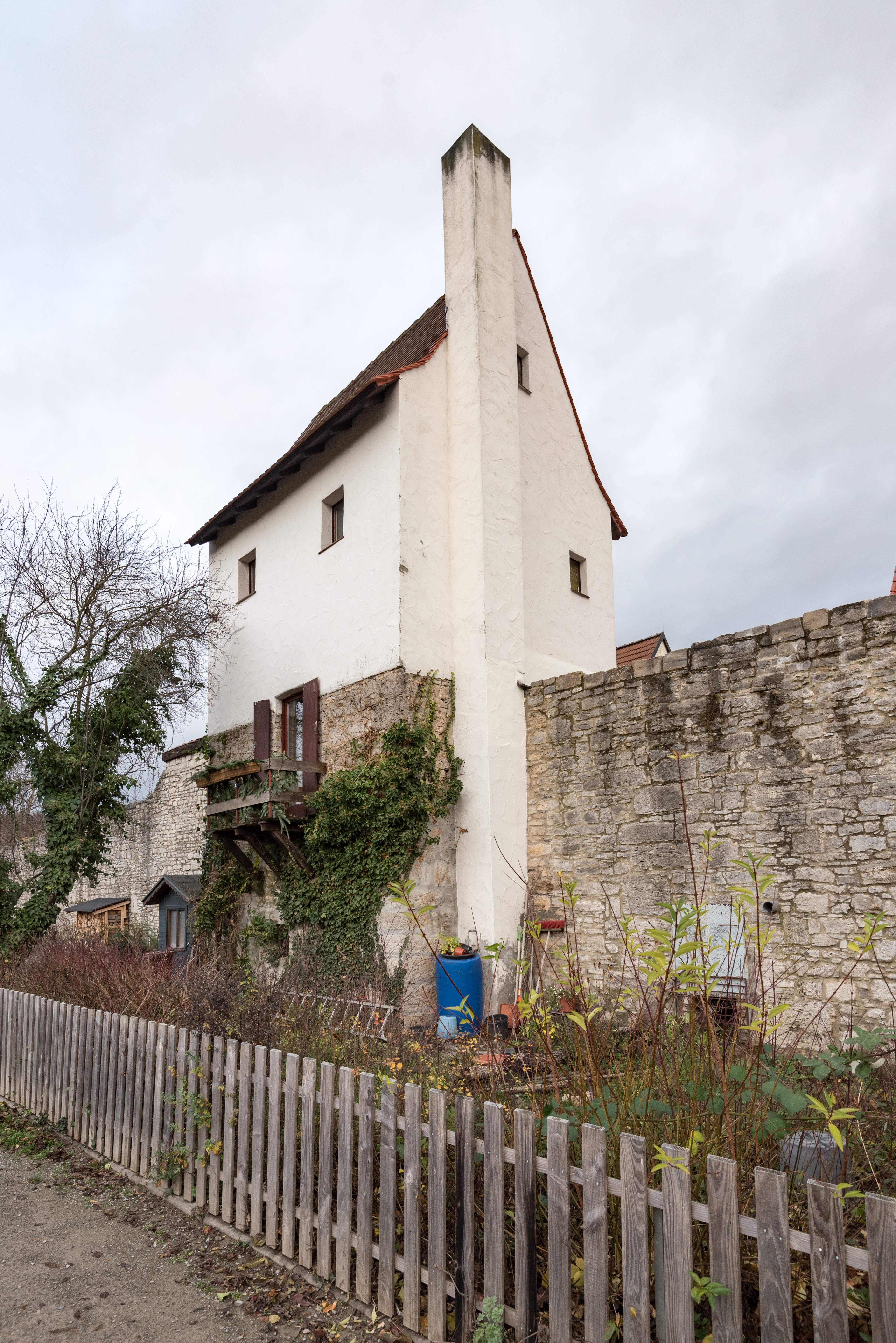
Mauerturm, Ulrich-Gast-Weg 2 weitere Bilder
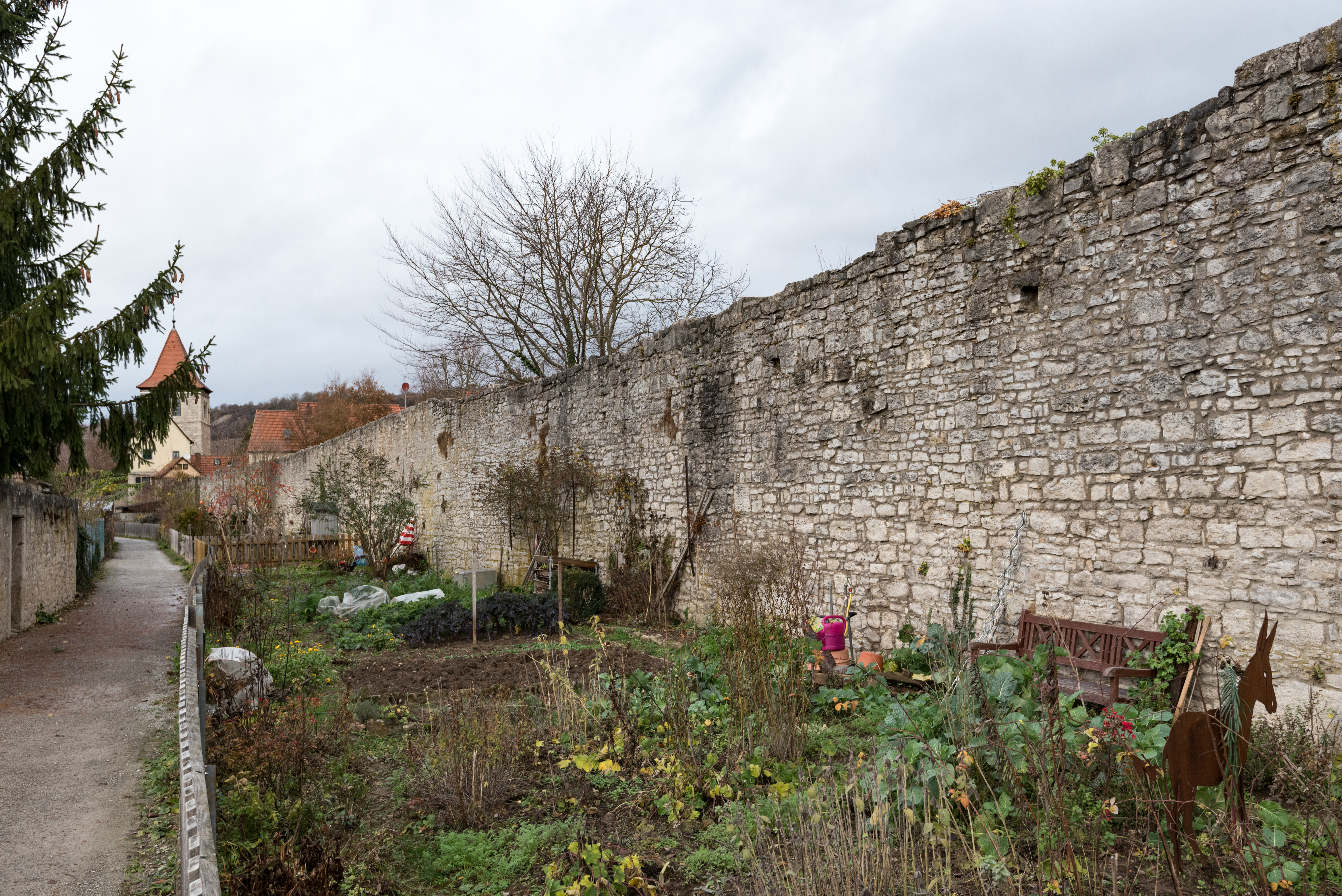
entlang Ulrich-Gast-Weg
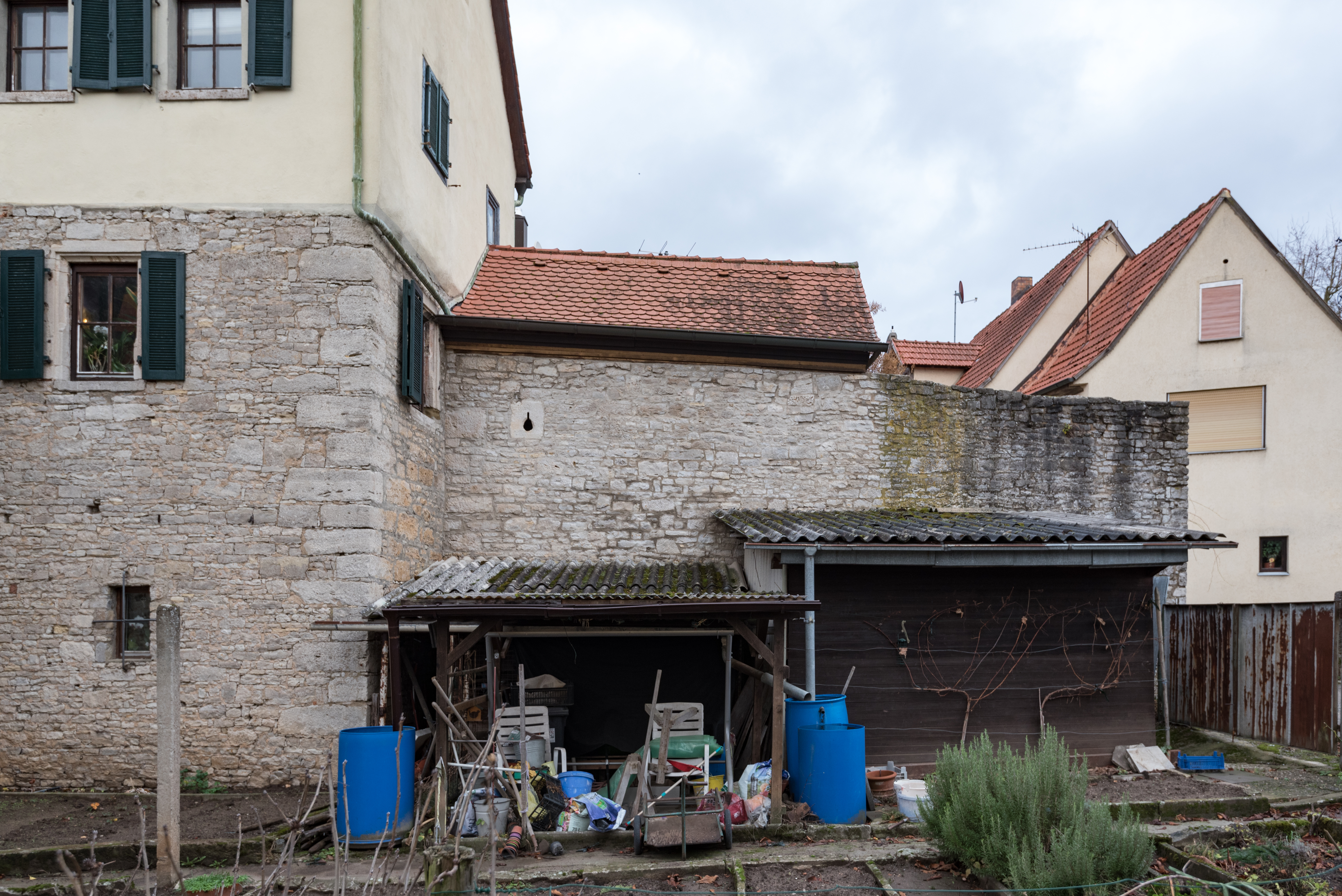
Mauerturm, Badgasse 3 weitere Bilder
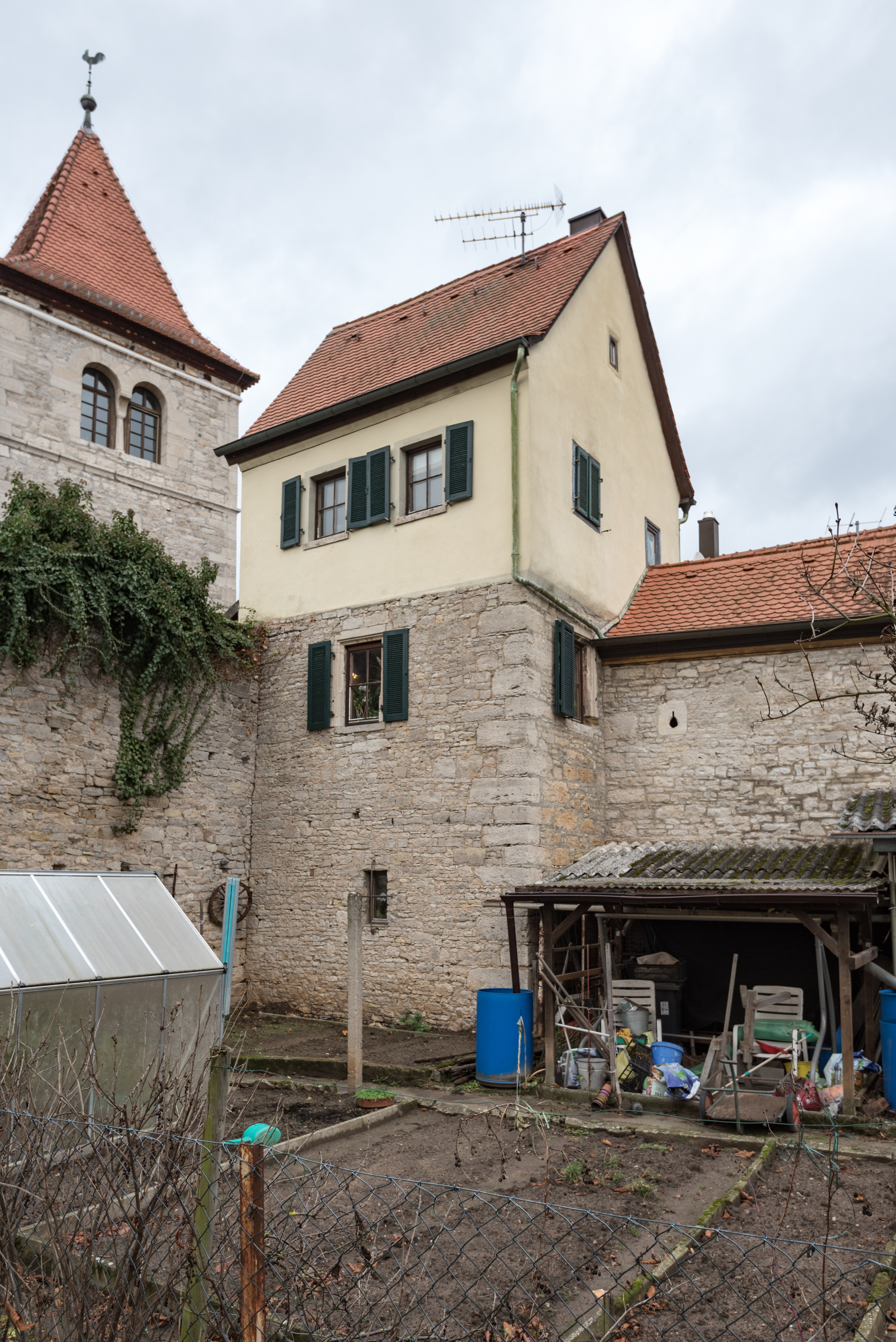
Mauerturm, Badgasse 3 weitere Bilder

## Baudenkmäler
| Lage                                               | Objekt                                               | Beschreibung | Akten-Nr.               | Bild           |
| -------------------------------------------------- | ---------------------------------------------------- | --- | ----------------------- | -------------- |
| Am Berghof 1 (Standort)                            | Wohngebäude                                          | Zweigeschossiger, verputzter Satteldachbau über Kellergeschoss, mit Fachwerkobergeschoss, Dach nördlich abgewalmt, im Kern 16./17. Jahrhundert | D-6-79-187-4            | weitere Bilder |
| Am Berghof 8 (Standort)                            | Hofanlage                                            | Zweigeschossiger, verputzter Satteldachbau über hakenförmigem Grundriss, der nördliche Giebel des südlichen Traktes abgewalmt, mit geohrten Fenster- und Türrahmen, bez. 1752 und 1753, Einbau einer Laubhütte bez. 1879                                                | D-6-79-187-102          | BW             |
| Am Berghof 8 (Standort)                            | Einfriedung                                          | unverputzte Bruchsteinmauer, östlicher Hof mit kugelbekrönten Torpfeilern, 18. Jh., westlicher Hof mit Pfeilgittertor, bez. 1888 | D-6-79-187-102          | BW             |
| Am Berghof 9 (Standort)                            | Wohngebäude                                          | Zweigeschossiger, verputzter Satteldachbau, 17./18. Jahrhundert | D-6-79-187-6            | weitere Bilder |
| Am Berghof 9 (Standort)                            | Scheune                                              | Bruchsteinmauerwerksbau mit Satteldach, wohl gleichzeitig | D-6-79-187-6            | BW             |
| Am Berghof 16 (Standort)                           | Wohngebäude                                          | Zweigeschossiger, verputzter Mansarddachbau, wohl mit Fachwerkobergeschoss, im Kern 18. Jahrhundert, modernisiert | D-6-79-187-7            | BW             |
| Badgasse 1 (Standort)                              | Ehemalige Frauenkirche                               | Ehemalige Kirchenburg, quadratischer Turm mit Pyramidendach und Langhausruine, romanisch, um 1150 | D-6-79-187-8            | weitere Bilder |
| Badgasse 1 (Standort)                              | Kirchhofbefestigung                                  | Bruchsteinmauerwerk, teilweise verbaut, später in die Ortsmauer einbezogen, gleichzeitig | D-6-79-187-8 zugehörig  | weitere Bilder |
| Badgasse 2 (Standort)                              | Einfriedung                                          | Bruchsteingartenmauer und Pforte mit geohrtem Gewände, bezeichnet „1734“ | D-6-79-187-9            | weitere Bilder |
| Badgasse 8 (Standort)                              | Wohngebäude                                          | Zweigeschossiger, verputzter Satteldachbau, im Kern 16. Jahrhundert, modernisiert | D-6-79-187-11           | weitere Bilder |
| Badgasse 10 (Standort)                             | Ehemaliges Wohnwirtschaftsgebäude                    | Zweigeschossiger, verputzter Satteldachbau, mit Fachwerkobergeschoss, im Kern 16. Jahrhundert | D-6-79-187-13           | weitere Bilder |
| Badgasse 12 (Standort)                             | Wohngebäude                                          | Zweigeschossiger, verputzter Satteldachbau mit Fachwerkobergeschoss und Tordurchfahrt, im Kern 16. Jahrhundert | D-6-79-187-99           | weitere Bilder |
| Badgasse 14 (Standort)                             | Wohngebäude                                          | Zweigeschossiger, verputzter Satteldachbau mit Tordurchfahrt und geohrten Fensterrahmungen, mit zugehörigem Wirtschaftstrakt, im Kern bezeichnet „1592“, Umbau 18. Jahrhundert                                                                                          | D-6-79-187-17           | weitere Bilder |
| Badgasse 16 (Standort)                             | Ehemaliges Wohnwirtschaftsgebäude                    | Zweigeschossiger, verputzter Satteldachbau, Türgewände bezeichnet „1591“, modern überformt | D-6-79-187-19           | weitere Bilder |
| Badgasse 16 (Standort)                             | Scheune                                              | Fachwerkbau, 17. Jahrhundert | D-6-79-187-19           | BW             |
| Badgasse 20 (Standort)                             | Wohngebäude                                          | Zweigeschossiger, verputzter Satteldachbau mit Fachwerkobergeschoss, 18./19. Jahrhundert | D-6-79-187-21           | BW             |
| Casparigasse 4 (Standort)                          | Ehemalige Synagoge, seit 1953 katholische Kapelle    | Verputzter Massivbau mit Walmdach und rundbogigen Fenstern, mit östlichem, zweigeschossigem Wohnteil, 1819 | D-6-79-187-98           | BW             |
| Casparigasse 20 (Standort)                         | Wohngebäude                                          | Zweigeschossiger, verputzter Satteldachbau mit Fachwerkobergeschoss, mittleres 19. Jahrhundert | D-6-79-187-23           | BW             |
| Nähe Georg-Koberer-Weg; Nähe Ulrich-Gast-Weg ()    | Gartenmauer                                          | östliche Ummauerung der Maingärten, Bruchsteinmauer mit integrierten, teils geohrten Pforten, bezeichnet "1756" - "1883" | D-6-79-187-112          |                |
| Getännig, in Weinberg östlich des Ortes (Standort) | Gedenkkreuz                                          | Kruzifix auf gestuftem Postament mit Inschrift, Sandstein, um 1920 | D-6-79-187-97           | BW             |
| Hauptstraße 2 (Standort)                           | Wohngebäude                                          | Zweigeschossiger, langgezogener Satteldachbau mit reichem Fachwerkobergeschoss des 17. Jahrhunderts, mit anschließendem, zweigeschossigen Rückgebäude mit Fachwerkobergeschoss, Torgewände des Hauptbaus bezeichnet „1738“                                              | D-6-79-187-30           | weitere Bilder |
| Hauptstraße 5 (Standort)                           | Wohngebäude                                          | Zweigeschossiger, verputzter Satteldachbau in Ecklage, mit Fachwerkobergeschoss und südlich anschließendem, zweigeschossigem Nebengebäude mit Fachwerkobergeschoss und Satteldach, 16.–18. Jahrhundert                                                                  | D-6-79-187-31           | weitere Bilder |
| Hauptstraße 6 (Standort)                           | Wohngebäude                                          | Zweigeschossiger, verputzter Satteldachbau mit Fachwerkobergeschoss, im Kern 17./18. Jahrhundert | D-6-79-187-32           | BW             |
| Hauptstraße 7 (Standort)                           | Ehemaliges Wohnwirtschaftsgebäude                    | Zweigeschossiger, verputzter Krüppelwalmdachbau mit Tordurchfahrt, Mitte 19. Jahrhundert | D-6-79-187-33           | BW             |
| Hauptstraße 8 (Standort)                           | Ehemaliges Gasthaus                                  | Zweigeschossiger Mansardwalmdachbau mit geohrten Fensterrahmungen, westlichem Anbau und Ausleger, 18. Jahrhundert | D-6-79-187-34           | weitere Bilder |
| Hauptstraße 9 (Standort)                           | Wohngebäude                                          | Zweigeschossiger, verputzter Schopfwalmdachbau in Ecklage, mit Fachwerkobergeschoss sowie nördlichem Anbau mit Satteldach, 18. Jahrhundert | D-6-79-187-35           | BW             |
| Hauptstraße 10 (Standort)                          | Wohngebäude                                          | Zweigeschossiger, verputzter Massivbau mit Satteldach, erste Hälfte 19. Jahrhundert über älterem Kern, erneuert | D-6-79-187-36           | weitere Bilder |
| Hauptstraße 10 (Standort)                          | Hoftoranlage                                         | Pforte mit gestelztem Profil, 17. Jahrhundert, Torpfeiler erste Hälfte 19. Jahrhundert | D-6-79-187-36 zugehörig | weitere Bilder |
| Hauptstraße 10 (Standort)                          | Nebengebäude                                         | Massivbau mit Satteldach und Fachwerkgiebel sowie östlichem Vorbau, wohl 18./frühes 19. Jahrhundert | D-6-79-187-36 zugehörig | BW             |
| Hauptstraße 12 (Standort)                          | Wohngebäude                                          | Zweigeschossiger Krüppelwalmdachbau mit verputztem Fachwerkobergeschoss, Giebel mit reichem Schmuckfachwerk, 17. Jahrhundert, Erdgeschoss mit Gliederungen des 18. Jahrhunderts                                                                                         | D-6-79-187-37           | weitere Bilder |
| Hauptstraße 13 (Standort)                          | Wohngebäude                                          | Zweigeschossiger, verputzter Satteldachbau mit über Steinkonsolen vorkragendem Fachwerkoberstock, 16./17. Jahrhundert, zweigeschossiges Rückgebäude mit Satteldach, bez. 1589, im Kern wohl 15. Jh., frühbarocke Stuckdecken um 1700                                    | D-6-79-187-38           | weitere Bilder |
| Hauptstraße 13 (Standort)                          | Hoftor                                               | Wohl gleichzeitig | D-6-79-187-38 zugehörig | weitere Bilder |
| Hauptstraße 14 (Standort)                          | Wohngebäude                                          | Zweigeschossiger, verputzter Walmdachbau, teilweise mit Fachwerkobergeschoss, mit geohrten Fensterrahmungen, zweite Hälfte 18. Jahrhundert | D-6-79-187-39           | weitere Bilder |
| Hauptstraße 15 (Standort)                          | Rathaus                                              | Zweigeschossiger, massiver Bruchsteinmauerwerksbau mit Satteldach und Treppengiebel, bezeichnet „1558“; mit Ausstattung | D-6-79-187-40           | weitere Bilder |
| Hauptstraße 16 (Standort)                          | Wohngebäude                                          | Eingeschossiger Massivbau mit Mansardgiebeldach, Fachwerkgiebel und Tordurchfahrt, bezeichnet „1604“ | D-6-79-187-41           | weitere Bilder |
| Hauptstraße 19 (Standort)                          | Wohngebäude                                          | Zweigeschossiger Mansardgiebeldachbau mit Fachwerkobergeschoss, bezeichnet „1565“ | D-6-79-187-42           | weitere Bilder |
| Hauptstraße 22 (Standort)                          | Ehemalige Scheune                                    | Zweigeschossiger Satteldachbau mit Fachwerkobergeschoss, Erdgeschoss modern überformt, 16./17. Jahrhundert | D-6-79-187-43           | weitere Bilder |
| Hauptstraße 23 (Standort)                          | Wohngebäude                                          | Zweigeschossiger, verputzter Walmdachbau, wohl mit Fachwerkobergeschoss, zweite Hälfte 18. Jahrhundert | D-6-79-187-44           | weitere Bilder |
| Hauptstraße 24 (Standort)                          | Gasthaus Zum Goldenen Ochsen                         | Zweigeschossiger Bruchsteinmauerwerksbau mit Walmdach und bauzeitlichem Wirtshausausleger, Mitte 19. Jahrhundert | D-6-79-187-45           | weitere Bilder |
| Hauptstraße 25 (Standort)                          | Einfriedung                                          | Einfriedung, Bruchstein, wohl 17./18. Jh. | D-6-79-187-46 zugehörig | weitere Bilder |
| Hauptstraße 25 a (Standort)                        | Ehemalige Kanzlei                                    | Zweigeschossiger, verputzter Satteldachbau mit Sockelgeschoss und Fachwerkobergeschoss, 18. Jahrhundert | D-6-79-187-46 zugehörig | weitere Bilder |
| Hauptstraße 25 (Standort)                          | Einfriedung                                          | Bruchstein, wohl 17./18. Jahrhundert | D-6-79-187-46 zugehörig | weitere Bilder |
| Hauptstraße 28 (Standort)                          | Apotheke                                             | Zweigeschossiger Eckbau mit Fachwerkobergeschoss und Walm- bzw. Satteldach, am Türgewände bezeichnet „1766“ | D-6-79-187-49           | weitere Bilder |
| Hauptstraße 30 (Standort)                          | Wohnwirtschaftsgebäude                               | Zweigeschossiger Halbwalmdachbau mit Fachwerkobergeschoss, 18./19. Jahrhundert | D-6-79-187-50           | weitere Bilder |
| Hauptstraße 36 (Standort)                          | Ehemaliges Wohnwirtschaftsgebäude                    | Eingeschossiger Fachwerkbau mit Satteldach und massivem Sockelgeschoss, 18./19. Jahrhundert | D-6-79-187-51           | weitere Bilder |
| Hauptstraße 38 (Standort)                          | Wohngebäude                                          | Zweigeschossiger, verputzter Mansardwalmdachbau mit Fachwerkobergeschoss, geohrten Fensterrahmungen und Zwerchhaus, 18. Jahrhundert | D-6-79-187-52           | weitere Bilder |
| Hauptstraße 40 (Standort)                          | Wohngebäude                                          | Zweigeschossiger, verschalter Satteldachbau, wohl mit Fachwerkobergeschoss, am Türgewände bezeichnet „1789“, womöglich mit älterem Kern | D-6-79-187-53           | BW             |
| Hauptstraße 40 (Standort)                          | Hoftorpfeiler                                        | Mit Wappen, bezeichnet (15?)„59“ | D-6-79-187-53           | BW             |
| Hauptstraße 42 (Standort)                          | Wohngebäude                                          | Zweigeschossiger Satteldachbau mit Fachwerkobergeschoss, 18. Jahrhundert | D-6-79-187-54           | weitere Bilder |
| Hauptstraße 46 ()                                  | Torturm, sog. Ochsenfurter Tor                       | dreigeschossiger Massivbau mit Durchfahrt, Walmdach sowie Glockentürmchen, in den Untergeschossen 15./16. Jh., Obergeschoss mit Lisenengliederung und Bedachung, 17./18. Jh., mit südlich anschließendem Torwärterhäuschen, kleiner Massivbau mit Walmdach, 15./16. Jh. | D-6-79-187-55           |                |
| Katharinengasse (Standort)                         | Katharinen-Brunnen                                   | Ovales Brunnenbecken sowie Brunnensäule mit Figur der Fortuna (Kopie), originale Sandsteinskulptur des 17. Jahrhunderts im Friedhof, bezeichnet „1831“ | D-6-79-187-74           | weitere Bilder |
| Katharinengasse 2 (Standort)                       | Wohngebäude                                          | Zweigeschossiger, verputzter Mansardgiebeldachbau mit Fachwerkobergeschoss, 18./19. Jahrhundert | D-6-79-187-57           | weitere Bilder |
| Katharinengasse 4 (Standort)                       | Wohngebäude                                          | Giebelhaus, Giebel verputztes Fachwerk, 18./19. Jahrhundert | D-6-79-187-59           | BW             |
| Katharinengasse 5 (Standort)                       | Winzerhof, Wohngebäude                               | Zweigeschossiger Bruchsteinmauerwerksbau mit Satteldach, 16. Jh. | D-6-79-187-60           | weitere Bilder |
| Katharinengasse 5 (Standort)                       | Winzerhof, Nebengebäude                              | Zweigeschossiger Satteldachbau mit Fachwerkobergeschoss, rundbogige Türe bez. 1587 | D-6-79-187-60 zugehörig | BW             |
| Katharinengasse 5 (Standort)                       | Winzerhof, Hoftoranlage                              | Rundbogiges Tor bezeichnet „1588“, Pforte mit geohrtem Gewände, 18. Jahrhundert | D-6-79-187-60 zugehörig | weitere Bilder |
| Katharinengasse 6 (Standort)                       | Ehemaliges Wohnwirtschaftsgebäude                    | Zweigeschossiger, verputzter Satteldachbau mit Fachwerkobergeschoss und geohrten Fensterrahmungen, wohl 18. Jahrhundert | D-6-79-187-61           | BW             |
| Katharinengasse 8 (Standort)                       | Zweigeschossiges Fachwerkhaus                        | 17./18. Jahrhundert | D-6-79-187-1            | BW             |
| Katharinengasse 9 (Standort)                       | Ehemaliges Wohnwirtschaftsgebäude                    | Zweigeschossiger, verputzter Satteldachbau mit Fachwerkgiebel, Außenwände teilweise erneuert, 1524, mit südlichem, zweigeschossigen Vorbau mit Satteldach, Bruchsteinmauerwerk mit Hausteingliederung, 18./19. Jahrhundert                                              | D-6-79-187-63           | weitere Bilder |
| Katharinengasse 12 (Standort)                      | Hoftor                                               | Rundbogig, am Scheitel bezeichnet „1611“ | D-6-79-187-65           | weitere Bilder |
| Katharinengasse 13, 15 (Standort)                  | Doppelwohnhaus                                       | Zweigeschossiger, teilweise verputzter Satteldachbau mit Fachwerkobergeschoss und -giebel, 17. Jahrhundert | D-6-79-187-66           | weitere Bilder |
| Katharinengasse 19 (Standort)                      | Wohngebäude                                          | Zweigeschossiger Bruchsteinmauerwerksbau mit Mansardgiebeldach und Hausteingliederung, 1845 | D-6-79-187-68           | weitere Bilder |
| Kirchplatz 2 (Standort)                            | Evangelisch-lutherische Pfarrkirche St. Bartholomäus | Saalbau mit eingezogenem Chor und Chorturm mit Welscher Haube, Tum im Kern spätes 13. Jahrhundert, Turmobergeschosse 1596, Langhaus nach Einsturz 1739 erneuert, 1740; mit Ausstattung                                                                                  | D-6-79-187-69           | weitere Bilder |
| Kirchplatz 15 (Standort)                           | Ehemaliges Wohnwirtschaftsgebäude                    | Zweigeschossiger, verputzter Walmdachbau mit geohrten Fensterrahmungen, 17./18. Jahrhundert | D-6-79-187-70           | weitere Bilder |
| Kirchplatz 15 (Standort)                           | Hoftor                                               | Gleichzeitig | D-6-79-187-70 zugehörig | weitere Bilder |
| Maingasse (Standort)                               | Marktbrunnen                                         | Achteckiges Brunnenbecken auf getrepptem Sockel, Brunnensäule mit Figur des Ritters Hans Jörg, Sandstein, Skulptur um 1574, Becken des 18. Jahrhunderts, bezeichnet „1713“, „1771“ und „1781“                                                                           | D-6-79-187-56           | weitere Bilder |
| Maingasse 2 (Standort)                             | Gasthaus Zum Anker                                   | Dreiteilige Gebäudegruppe, bestehend aus zweigeschossigen Mansararddachbauten mit Fachwerkobergeschoss, im Kern 1598, 18. Jahrhundert | D-6-79-187-71           | weitere Bilder |
| Maingasse 2 (Standort)                             | Schutzmauer                                          | Bugförmige Bruchsteinmauer, gleichzeitig | D-6-79-187-71 zugehörig | BW             |
| Maingasse 5 (Standort)                             | Weinwirtschaft                                       | Zweigeschossiger Satteldachbau mit Fachwerkobergeschoss | D-6-79-187-72           | weitere Bilder |
| Maingasse 14 (Standort)                            | Wohngebäude                                          | Ehemalige überbaute Toreinfahrt, zweigeschossiger Satteldachbau mit auf Konsolen vorkragendem Fachwerkobergeschoss, Erdgeschoss überformt, 18. Jahrhundert | D-6-79-187-47           | weitere Bilder |
| Maingasse 17 (Standort)                            | Ehemalige Wohnwirtschaftsgebäude                     | Zweigeschossiger, verputzter Satteldachbau mit Fachwerkgiebel, im Kern 17. Jahrhundert, im 19. Jahrhundert verändert | D-6-79-187-73           | weitere Bilder |
| Maingasse 17 (Standort)                            | Hofeinfahrt                                          | Rundbogig, bezeichnet „1605“ | D-6-79-187-73 zugehörig | weitere Bilder |
| Mönchshof 3 (Standort)                             | Ehemaliges Wohnwirtschaftsgebäude                    | Zweigeschossiger, verputzter Satteldachbau mit an der Traufseite über Konsolen vorkragendem Fachwerk, im Kern 17. Jahrhundert | D-6-79-187-75           | BW             |
| Mönchshof 7 (Standort)                             | Wohngebäude                                          | Zweigeschossiger, verputzter Satteldachbau mit Fachwerkobergeschoss, bezeichnet „1666“ | D-6-79-187-76           | weitere Bilder |
| Mönchshof 9 (Standort)                             | Wohngebäude                                          | Zweigeschossiger, verputzter Satteldachbau in Ecklage, mit Fachwerkobergeschoss, bezeichnet „1764“ | D-6-79-187-77           | weitere Bilder |
| Mönchshof 10 (Standort)                            | Wohngebäude                                          | Zweigeschossiger, verputzter Satteldachbau mit Fachwerkobergeschoss sowie angrenzendem Rückgebäude, 17. Jahrhundert | D-6-79-187-78           | weitere Bilder |
| Mönchshof 16 (Standort)                            | Hoftor                                               | Rundbogig, bezeichnet „1631“ | D-6-79-187-79           | weitere Bilder |
| Nähe Ölspielstraße (Standort)                      | Friedhof                                             | Vor der Stadtmauer gelegene regelmäßige ummauerte Anlage, mit historischem Teil im Süden um 1607 und nördlicher, moderner Friedhofserweiterung, mit erhaltenen Grabdenkmälern des späten 16. bis zum 20. Jahrhundert; siehe auch: Kanzel des Friedhofs (Sommerhausen)   | D-6-79-187-96           | weitere Bilder |
| Nähe Ölspielstraße (Standort)                      | Friedhofsmauer                                       | Bruchsteinmauerwerk, um 1607 | D-6-79-187-96 zugehörig | BW             |
| Nähe Ölspielstraße (Standort)                      | Friedhof, Laubengang                                 | Hölzerne, halboffene Konstruktion mit Walmbedachung entlang der östlichen Friedhofsmauer, mit mittigem, turmartigen Aufbau, darunter steinerne, reliefverzierte Freikanzel auf Pfeiler, 1609                                                                            | D-6-79-187-96 zugehörig | weitere Bilder |
| Nähe Ölspielstraße (Standort)                      | Friedhof ehemalige Leichenhalle                      | Kleiner Bruchsteinmauerwerksbau mit Satteldach, wohl gleichzeitig | D-6-79-187-96 zugehörig | BW             |
| Pastoriusgasse 4 (Standort)                        | Ehemaliges Wohnwirtschaftsgebäude                    | Zweigeschossiger, verputzter Satteldachbau mit Fachwerkobergeschoss, im Kern 18. Jahrhundert | D-6-79-187-80           | BW             |
| Pastoriusgasse 6 (Standort)                        | Wohngebäude                                          | Zweigeschossiger, verputzter Satteldachbau mit geohrter Türrahmung, bezeichnet „1764“ | D-6-79-187-81           | weitere Bilder |
| Plan 1 (Standort)                                  | Wohngebäude                                          | Zweigeschossiger Satteldachbau mit Fachwerkobergeschoss, im Kern 16. Jahrhundert | D-6-79-187-82           | weitere Bilder |
| Plan 2 (Standort)                                  | Ehemaliges Wohnwirtschaftsgebäude                    | Zweigeschossiger, verputzter Walmdachbau mit Zierportal, 17. Jahrhundert, im 19. Jahrhundert überformt | D-6-79-187-83           | weitere Bilder |
| Plan 4 (Standort)                                  | Wohngebäude                                          | Zweigeschossiger Satteldachbau mit Fachwerkobergeschoss, bezeichnet „1619“, sowie mit östlichem Fachwerkanbau, nach 1825 | D-6-79-187-84           | weitere Bilder |
| Plan 8 (Standort)                                  | Wohngebäude, sogenannte Alte Eich                    | Dreigeschossiger Satteldachbau mit Fachwerkobergeschossen sowie hölzerner Außentreppe, 16./17. Jahrhundert | D-6-79-187-85           | weitere Bilder |
| Plan 10 (Standort)                                 | Wohngebäude                                          | Eingeschossiger, verputzter Mansardhalbwalmdachbau mit Fachwerkgiebel, Ende 18. Jahrhundert | D-6-79-187-86           | weitere Bilder |
| Rathausgasse 4 (Standort)                          | Ehemaliges Wohnwirtschaftsgebäude                    | Zweigeschossiger, verputzter Satteldachbau mit Fachwerkobergeschoss, im Kern 17. Jahrhundert | D-6-79-187-87           | weitere Bilder |
| Rathausgasse 5 (Standort)                          | Ehemaliges Wohnwirtschaftsgebäude                    | Zweigeschossiger, verputzter Satteldachbau mit Fachwerkobergeschoss, 18./19. Jahrhundert | D-6-79-187-88           | weitere Bilder |
| Rathausgasse 6 (Standort)                          | Tor                                                  | Korbbogig, bezeichnet „1804“ | D-6-79-187-89           | weitere Bilder |
| Rathausgasse 8 (Standort)                          | Wohngebäude                                          | Zweigeschossiger, verputzter Walmdachbau mit Fachwerkobergeschoss sowie östlichem vorspringenden Anbau mit überbautem Tor, 17. /18. Jahrhundert, Hoftor bezeichnet „1778“                                                                                               | D-6-79-187-90           | weitere Bilder |
| Rathausgasse 9 (Standort)                          | Wohngebäude                                          | Zweigeschossiger Halbwalmdachbau mit Fachwerkobergeschoss, 19. Jahrhundert | D-6-79-187-91           | weitere Bilder |
| Ulrich-Gast-Weg 4 ()                               | Torturm, sogenanntes Maintor                         | dreigeschossiger Massivbau mit Tordurchfahrt, Halbwalmdach und Hochwassermarken, sowie westlich anschließendem Torwärterhäuschen, kleiner Massivbau mit Satteldach, 15./16. Jh.                                                                                         | D-6-79-187-26           |                |
| Stachelbergweg ()                                  | Steinkreuz                                           | gleichschenkliges Kreuz mit eingraviertem Weinbergmesser, wohl Sühnekreuz, spätmittelalterlich | D-6-79-187-147          |                |